# Ordre du Temple
Vous lisez un « article de qualité » labellisé en 2007.
Cet article traite des Templiers d'un point de vue strictement historique. Pour plus de détails sur les légendes et les théories aujourd'hui non validées sur l'ordre du Temple voir l'article Légendes au sujet des Templiers
Pour les articles homonymes, voir Templiers (homonymie).
L’ordre du Temple est un ordre religieux et militaire français issu de la chevalerie chrétienne du Moyen Âge, dont les membres sont appelés les Templiers.
Cet ordre fut créé à l'occasion du concile de Troyes dans le royaume de France (ouvert le 13 janvier 1129) à partir d'une milice de Français chrétiens appelée les Pauvres Chevaliers du Christ et du Temple de Salomon (du nom du temple de Salomon, que les croisés avaient assimilé à la mosquée al-Aqsa).
L’ordre des Templiers œuvra pendant les XIIe et XIIIe siècles à l'accompagnement et à la protection des pèlerins qui voyageaient pour aller prier dans le saint sépulcre de Jésus-Christ à Jérusalem, dans le contexte de la guerre sainte et des croisades.
L’ordre des Templiers participa activement aux batailles qui eurent lieu lors des croisades et de la Reconquête ibérique contre les musulmans dans les royaumes catholiques de la péninsule Ibérique.
Afin de mener à bien ses missions et, notamment, d'en assurer le financement, il constitua, à travers l'Europe catholique d'Occident et à partir de dons fonciers, un réseau de monastères appelés commanderies, pourvus de nombreux privilèges notamment fiscaux. Cette activité soutenue fit de l'Ordre un interlocuteur financier privilégié des puissances de l'époque, le menant même à effectuer des transactions sans but lucratif avec certains rois, ou à avoir la garde de trésors royaux.
Après la perte définitive de la Terre sainte consécutive au siège de Saint-Jean-d'Acre de 1291, l'Ordre fut, en France, victime de la lutte entre la papauté avignonnaise et le roi de France Philippe le Bel.
L’ordre des Templiers fut dissous par le pape français Clément V, le 22 mars 1312, date à laquelle il fulmina la bulle Vox in excelso, officialisant la dissolution de l'ordre du Temple.
La fin tragique des dirigeants de l'ordre des Templiers, accusés en France d'hérésie et d’homosexualité, nourrit maintes spéculations et légendes sur son compte. Les Templiers originaires de France et des autres pays furent transférés (ainsi que les biens de l'Ordre) dans d'autres ordres de droit pontifical, ou bien rejoignirent la vie civile.

## Naissance de l'ordre du Temple

### Contexte religieux et politico-militaire

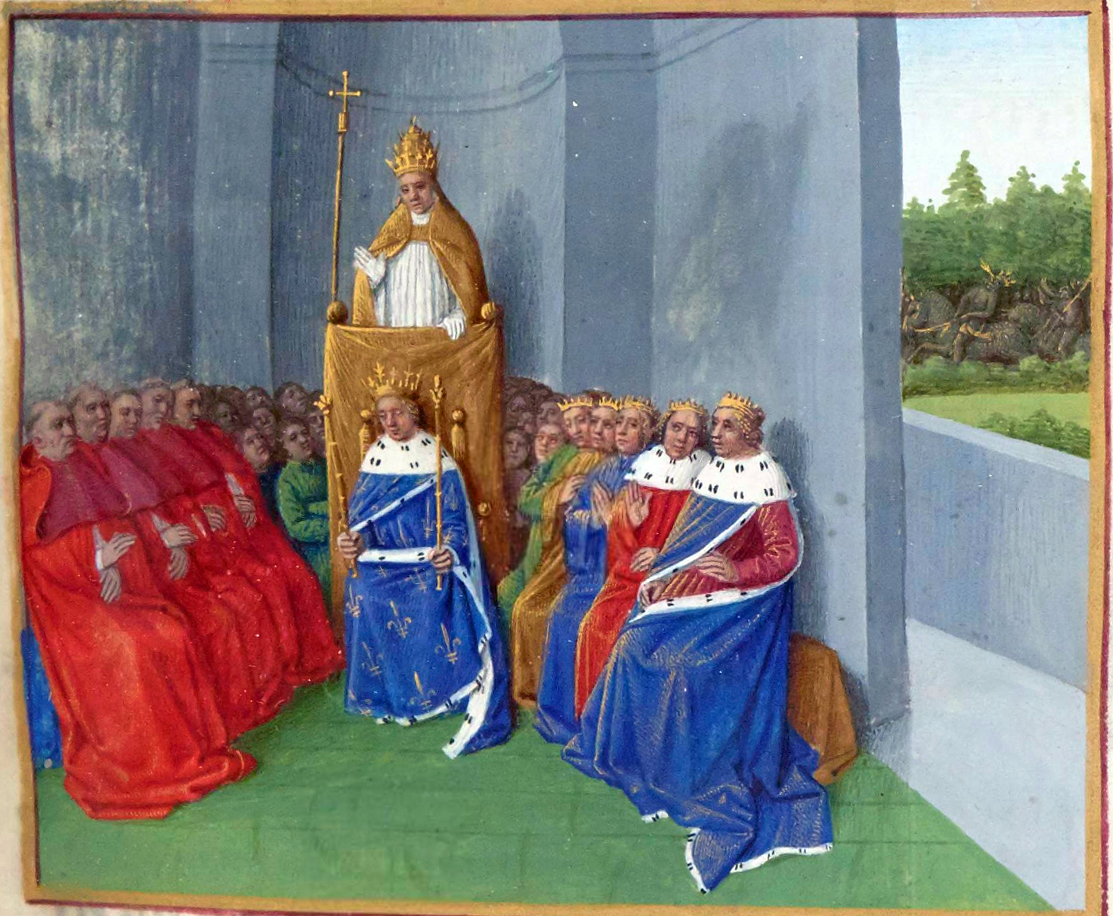
Le pape Urbain II prêchant la 1re croisade, Grandes Chroniques de France enluminées par Jean Fouquet, vers 1455-1460.

Aux XIe et XIIe siècles, le renouveau du monachisme chrétien vit la fondation de nombreux ordres religieux avec notamment les convers qui privilégiaient le travail manuel, et la rénovation de la vie canoniale qui adopta la règle de saint Augustin, les chanoines (ordre de Saint-Lazare de Jérusalem) ou des moines (ordre de Saint-Jean de Jérusalem) s'engageant dans des activités hospitalières ou dans la vie paroissiale. C'est dans ce contexte religieux que l'Église catholique incita les chevaliers du siècle à devenir des milites Christi, autrement dit des « chevaliers du Christ » désirant combattre les infidèles en Terre sainte.
Le pape Urbain II prêcha la première croisade le 27 novembre 1095, dixième jour du concile de Clermont. La motivation du pape à voir une telle expédition militaire prendre forme venait du fait que les pèlerins chrétiens en route vers Jérusalem étaient régulièrement victimes d'exactions voire d'assassinats.
Le pape demanda donc au peuple catholique d'Occident de prendre les armes afin de venir en aide aux pèlerins et aux chrétiens d'Orient. Cette croisade eut alors comme cri de ralliement « Dieu le veut ! », et tous ceux qui prirent part à la croisade furent marqués par le signe de la croix, devenant ainsi les croisés (terme qui n'apparaît qu'au concile de Latran IV en 1215 : voir le vocabulaire des croisades et de la Reconquista). Cette action aboutit le 15 juillet 1099 à la prise de Jérusalem par les troupes chrétiennes de Godefroy de Bouillon.
Hugues de Payns le fondateur et premier maître de l'ordre du Temple, vint pour la première fois en Terre sainte en 1104 pour accompagner le comte Hugues de Champagne, alors en pèlerinage. Ils en revinrent en 1107 puis y repartirent en 1114, se mettant alors sous la protection et l'autorité des chanoines du Saint-Sépulcre, avec leurs chevaliers qui œuvrèrent alors à la défense des possessions de ces chanoines et à la protection du tombeau du Christ.

### Prémices de l'ordre du Temple

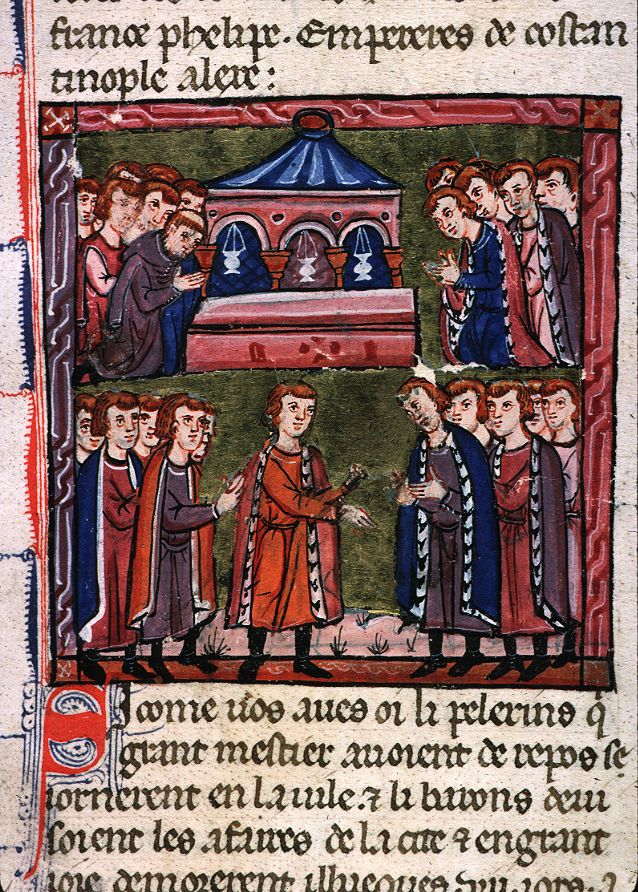
Élection de Godefroy de Bouillon au titre d'avoué du Saint-Sépulcre. Manuscrit réalisé à Acre vers 1280.

Après la prise de Jérusalem, Godefroy de Bouillon fut désigné roi de Jérusalem par ses pairs, titre qu'il refusa, préférant porter celui d'avoué du Saint-Sépulcre. Il mit en place l'ordre canonial régulier du Saint-Sépulcre, qui avait pour mission d'aider le patriarche de Jérusalem dans ses diverses tâches. Un certain nombre d'hommes d'armes, issus de la croisade, se mirent alors au service du patriarche afin de protéger le Saint-Sépulcre. 
Une institution similaire, constituée de chevaliers appelés chevaliers de Saint-Pierre (milites sancti Petri), avait été créée en Occident pour protéger les biens des abbayes et des églises. Ces chevaliers étaient des laïcs, mais ils profitaient des bienfaits des prières. Par analogie, les hommes chargés d'assurer la protection des biens du Saint-Sépulcre ainsi que de la communauté des chanoines étaient appelés milites sancti Sepulcri (chevaliers du Saint-Sépulcre). Il est fort probable qu'Hugues de Payns a intégré cette institution dès 1115. Tous les hommes chargés de la protection du Saint-Sépulcre logeaient chez les Hospitaliers à l'hôpital Saint-Jean de Jérusalem, situé tout près.
Lorsque l'ordre de l'Hôpital, reconnu en 1113, était en charge des pèlerins venant d'Occident, une idée naquit : créer une milice du Christ (militia Christi) qui ne s'occuperait que de la protection de la communauté des chanoines du Saint-Sépulcre et des pèlerins victimes des bandits sur les chemins menant à Jérusalem.
C'est ainsi que l'ordre du Temple, qui se nommait à cette époque militia Christi, prit naissance, exerçant une fonction militaire, mais ne comprenant pas l'aspect religieux présent plus tard chez les Templiers.
Ainsi, les chanoines s'occupaient des affaires liturgiques, l'ordre de l'Hôpital s’occupait des fonctions charitables.
Cette répartition ternaire des tâches reproduisait l'organisation de la société médiévale, composée de prêtres et moines (oratores, littéralement ceux qui prient), de guerriers (bellatores) et de paysans (laboratores).
La particularité de l'ordre du temple est bien qu'ordre monastique réunissait dès le départ des oratores et des bellatores, marquant une remise en cause de la tripartition traditionnelle.

### Fondation de l'ordre du Temple

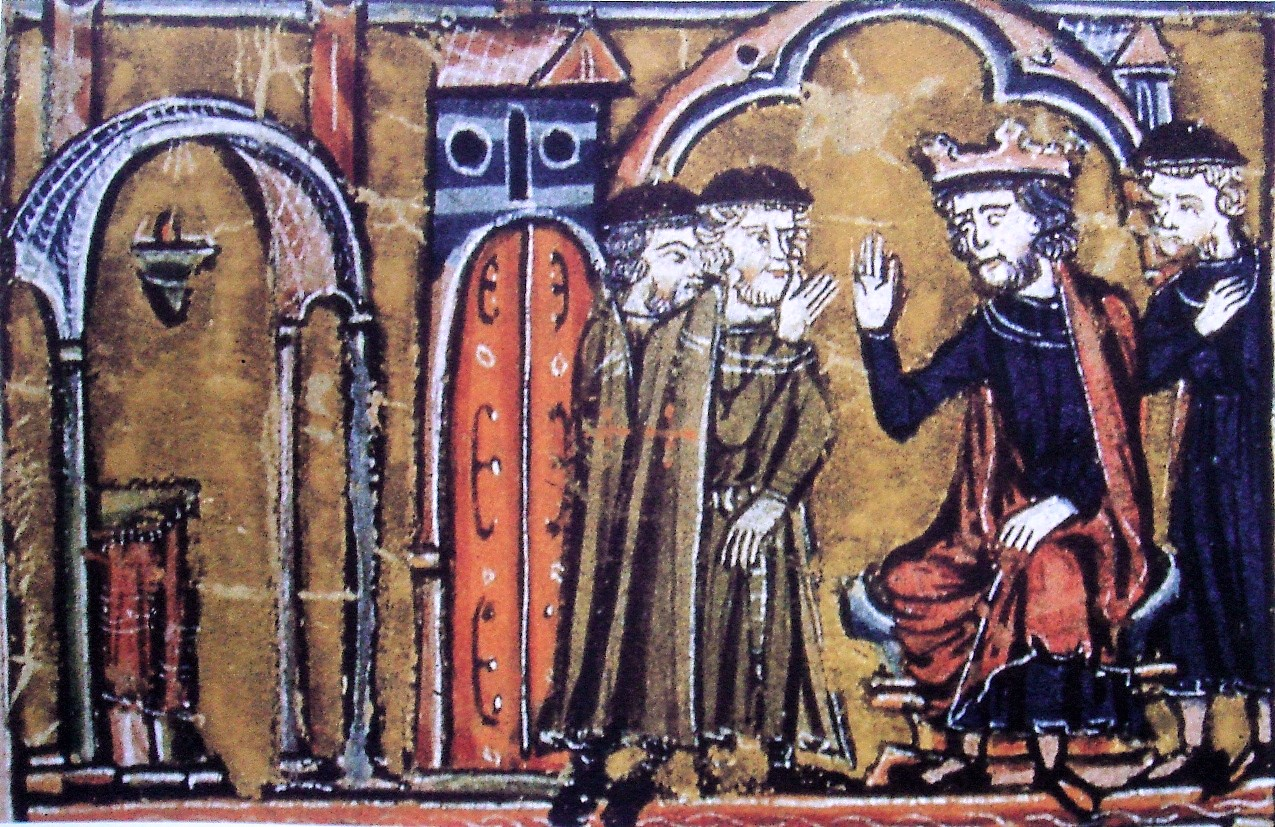
Baudouin II de Jérusalem cédant une partie de son palais de Jérusalem à Hugues de Payns et Godefroy de Saint-Omer. Histoire d'Outre-Mer, Guillaume de Tyr, XIIIe siècle.

C'est le 23 janvier 1120, lors du concile de Naplouse, que naquit, sous l'impulsion d'Hugues de Payns et de Godefroy de Saint-Omer, la milice des Pauvres Chevaliers du Christ et du Temple de Salomon (en latin : pauperes commilitones Christi Templique Salomonici) : elle avait pour mission de sécuriser le voyage des pèlerins affluant d'Occident depuis la reconquête de Jérusalem, et de défendre les États latins d'Orient.
Dans un premier temps, Payns et Saint-Omer se concentrèrent sur le défilé d'Athlit, un endroit particulièrement dangereux sur la route empruntée par les pèlerins ; par la suite, l'une des plus grandes places fortes templières en Terre sainte fut construite à cet endroit : le château Pèlerin.
Le nouvel Ordre ainsi créé ne pouvait survivre qu'avec l'appui de personnes influentes. Hugues de Payns réussit à convaincre le roi de Jérusalem Baudouin II de l'utilité d'une telle milice, chose assez aisée au vu de l'insécurité régnant dans la région à cette époque. Les chevaliers prononcèrent les trois vœux de pauvreté, de chasteté et d'obéissance. Ils reçurent du patriarche Gormond de Picquigny la mission de « garder voies et chemins contre les brigands, pour le salut des pèlerins » (« ut vias et itinera, ad salutem peregrinorum contra latrones ») pour la rémission de leurs péchés, mission considérée comme un quatrième vœu habituel pour les ordres religieux militaires.

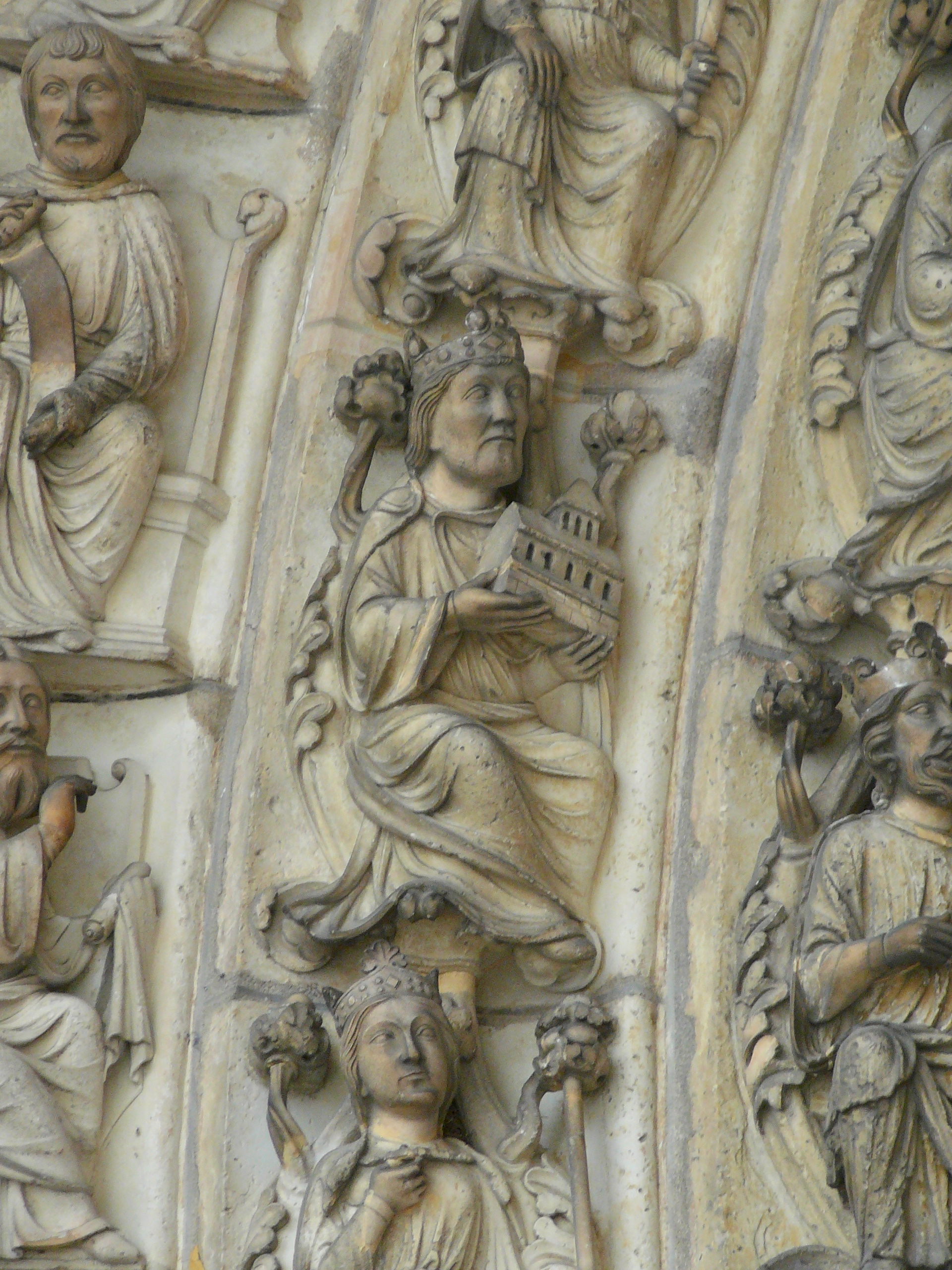
Le roi Salomon tenant le Temple dans ses mains. Sculpture du portail de la cathédrale Notre-Dame de Laon, France.

Le roi Baudouin II leur octroya une partie de son palais de Jérusalem qui correspond aujourd'hui à la mosquée al-Aqsa, mais qui était appelée à l'époque « temple de Salomon », car étant, selon la tradition juive, située à l'emplacement du temple de Salomon. C'est ce « temple de Salomon », dans lequel ils installèrent leurs quartiers (notamment les anciennes écuries du Temple), qui donna par la suite le nom de Templiers ou de chevaliers du Temple. Hugues de Payns et Godefroy de Saint-Omer ne furent pas les seuls chevaliers à avoir fait partie de la milice avant que celle-ci ne devienne l'ordre du Temple. Voici donc la liste de ces chevaliers, précurseurs ou « fondateurs » de l'Ordre,, selon Guillaume de Tyr « ils n'étaient pas plus de neuf » :
- Hugues de Payns[14], originaire de Payns en Champagne ;
- Godefroy de Saint-Omer[14], originaire de Saint-Omer dans le comté de Flandre ;
- Payen de Montdidier[14], originaire de la Somme en Picardie ;
- Archambault de Saint-Amand[14] ;
- Geoffroy Bisol[14], (dont on dit qu'il serait originaire de Frameries dans le comté de Hainaut ; affirmation contredite par une Charte signé en 1119, par son frère Petrus Bisol et conservée dans le Cartulaire de Chartres[15])
- Rolland (ou Bernard Rollandus)[14], originaire du marquisat de Provence ;
- Gondemare de Savignac (pt)[16],[17], originaire du Portugal.
- André de Montbard[16], originaire de la Bourgogne, oncle de Bernard de Clairvaux[18] ;
- Pedro Arnaldo da Rocha (pt)[17], originaire du Portugal ;

Le premier don (de trente livres angevines) reçu par l'ordre du Temple vint de Foulque, comte d'Anjou, qui devint par la suite roi de Jérusalem.

### Recherche de soutien
La notoriété de la milice ne parvenait pas à s'étendre au-delà de la Terre sainte, c'est pourquoi Hugues de Payns, accompagné de cinq autres chevaliers (Godefroy de Saint-Omer, Payen de Montdidier, Geoffroy Bisol, Archambault de Saint-Amand et Rolland), embarqua pour l'Occident en 1127 afin de porter un message destiné au pape Honorius II et à Bernard de Clairvaux.
Fort du soutien du roi Baudouin et des instructions du patriarche Gormond de Jérusalem, Hugues de Payns avait les trois objectifs suivants :
- faire reconnaître la milice par l'Église et lui donner une règle : rattachés aux chanoines du Saint-Sépulcre, les chevaliers suivaient comme eux la règle de saint Augustin ;
- donner une légitimité aux actions de la milice puisque la dénomination de moine-soldat, un amalgame d'une nouveauté absolue, pouvait être en contradiction avec les règles de l'Église et de la société en général ;
- recruter de nouveaux chevaliers et obtenir des dons qui feraient vivre la milice en Terre sainte.

La tournée occidentale des Pauvres Chevaliers du Christ et du Temple de Salomon commença en Anjou et passa ensuite par le Poitou, la Normandie, l'Angleterre où ils reçurent de nombreux dons, la Flandre et enfin la Champagne.
Cette démarche d'Hugues de Payns, accompagné de ces cinq chevaliers et soutenu par le roi de Jérusalem, suivait deux tentatives infructueuses qui avaient été faites par André de Montbard et Gondemare, probablement en 1120 et 1125.

### Concile de Troyes

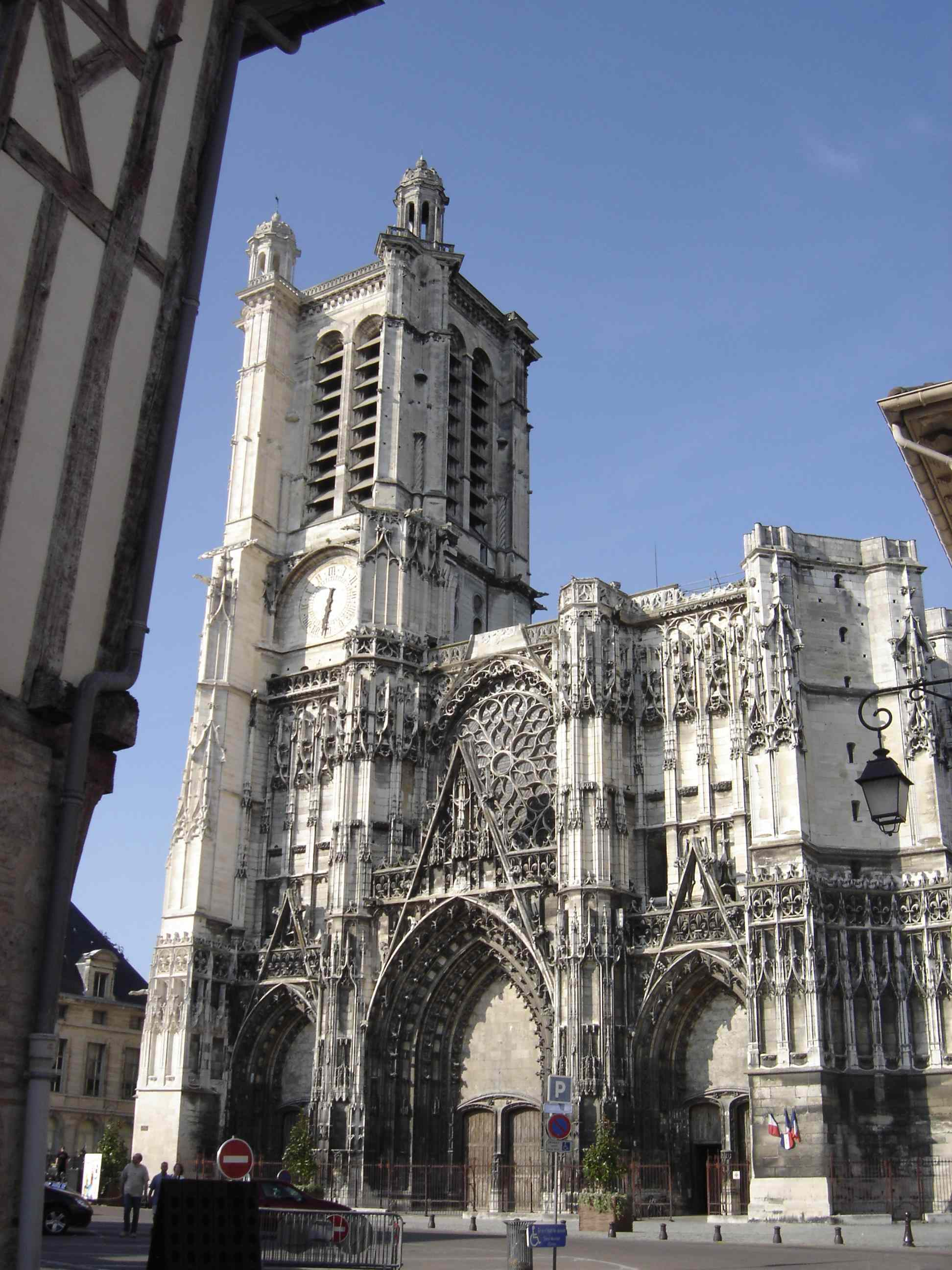
Cathédrale Saint-Pierre-et-Saint-Paul de Troyes.

Arrivant à la fin de sa tournée en Occident et après avoir porté le message du roi de Jérusalem à Bernard de Clairvaux afin qu'il aidât les Templiers à obtenir l'accord et le soutien du pape, Hugues de Payns participa au concile de Troyes (ainsi nommé parce qu'il s'est déroulé dans la cathédrale Saint-Pierre-et-Saint-Paul de Troyes).
Le 13 janvier 1129, le concile s'ouvrit en présence de nombreuses personnalités religieuses dont le prologue de la règle primitive du Temple donne les noms : le cardinal Mathieu d'Albano, légat du pape en France, les archevêques de Reims et de Sens, ainsi que dix de leurs évêques suffragants, quatre abbés cisterciens (ceux de Cîteaux, Clairvaux, Pontigny et Troisfontaines), deux abbés clunisiens (ceux de Molesmes et Vézelay), deux chanoines, deux maîtres et un secrétaire.
En plus des religieux, se trouvaient des personnages laïcs : Thibaut IV de Blois, comte de Champagne, André de Baudement, sénéchal du comté de Champagne, Guillaume II, comte de Nevers, Auxerre et Tonnerre.
Le concile mena à la fondation de l'ordre du Temple et le dota d'une règle propre. Celle-ci prit pour base la règle de saint Benoît (présence des cisterciens Bernard de Clairvaux et Étienne Harding, fondateur de Cîteaux) avec néanmoins quelques emprunts à la règle de saint Augustin, que suivaient le Saint-Sépulcre aux côtés desquels vécurent les premiers Templiers. Une fois la règle adoptée, elle devait encore être soumise à Étienne de Chartres, patriarche de Jérusalem.

### Éloge de la nouvelle milice
L'Éloge de la nouvelle milice (De laude novæ militiæ) est une lettre que saint Bernard de Clairvaux envoya à Hugues de Payns, dont le titre complet était Liber ad milites Templi de laude novæ militiæ, et écrite après la défaite de l'armée franque au siège de Damas en 1129.
Bernard y souligne l'originalité du nouvel ordre : le même homme se consacre autant au combat spirituel qu'aux combats dans le monde.

« Il n’est pas assez rare de voir des hommes combattre un ennemi corporel avec les seules forces du corps pour que je m’en étonne ; d’un autre côté, faire la guerre au vice et au démon avec les seules forces de l’âme, ce n’est pas non plus quelque chose d’aussi extraordinaire que louable, le monde est plein de moines qui livrent ces combats ; mais ce qui, pour moi, est aussi admirable qu’évidemment rare, c’est de voir les deux choses réunies. (§ 1) »

De plus, ce texte contenait un passage important où saint Bernard expliquait pourquoi les Templiers avaient le droit de tuer un être humain :

« Le chevalier du Christ donne la mort en toute sécurité et la reçoit dans une sécurité plus grande encore. […] Lors donc qu'il tue un malfaiteur, il n'est point homicide mais Malicide. […] La mort qu'il donne est le profit de Jésus-Christ, et celle qu'il reçoit, le sien propre. »

Mais pour cela, il fallait que la guerre soit « juste ». C'est l'objet du § 2 de L'Éloge de la Nouvelle Milice. Bernard est conscient de la difficulté d'un tel concept dans la pratique, car si la guerre n'est pas juste, vouloir tuer tue l'âme de l'assassin :

« Toutes les fois que vous marchez à l’ennemi, vous qui combattez dans les rangs de la milice séculière, vous avez à craindre de tuer votre âme du même coup dont vous donnez la mort à votre adversaire, ou de la recevoir de sa main, dans le corps et dans l’âme en même temps. […] la victoire ne saurait être bonne quand la cause de la guerre ne l’est point et que l’intention de ceux qui la font n’est pas droite. (§ 2) »

Bernard fait donc bien l'éloge de la Nouvelle Milice, mais non sans nuances et précautions… Tous ses § 7 & 8 (dans le chap. IV) tracent un portrait volontairement idéal du soldat du Christ, afin de le donner comme un modèle qui sera toujours à atteindre. Le premier à critiquer saint Bernard est le moine cistercien Isaac de Stella qui voit dans la confusion des fonctions tripartites indo-européennes (« ceux qui prient » (oratores), « ceux qui combattent » (bellatores) et « ceux qui travaillent » (laboratores)) une « monstruosité », mais les contradicteurs restent minoritaires.
Cet éloge permit aux Templiers de rencontrer une grande ferveur et une reconnaissance générale : grâce à saint Bernard, l'ordre du Temple connut un accroissement significatif : bon nombre de chevaliers s'engagèrent pour le salut de leur âme ou, tout simplement, pour prêter main-forte en s'illustrant sur les champs de bataille.

### Reconnaissance pontificale
Plusieurs bulles pontificales officialisèrent le statut de l'ordre du Temple.

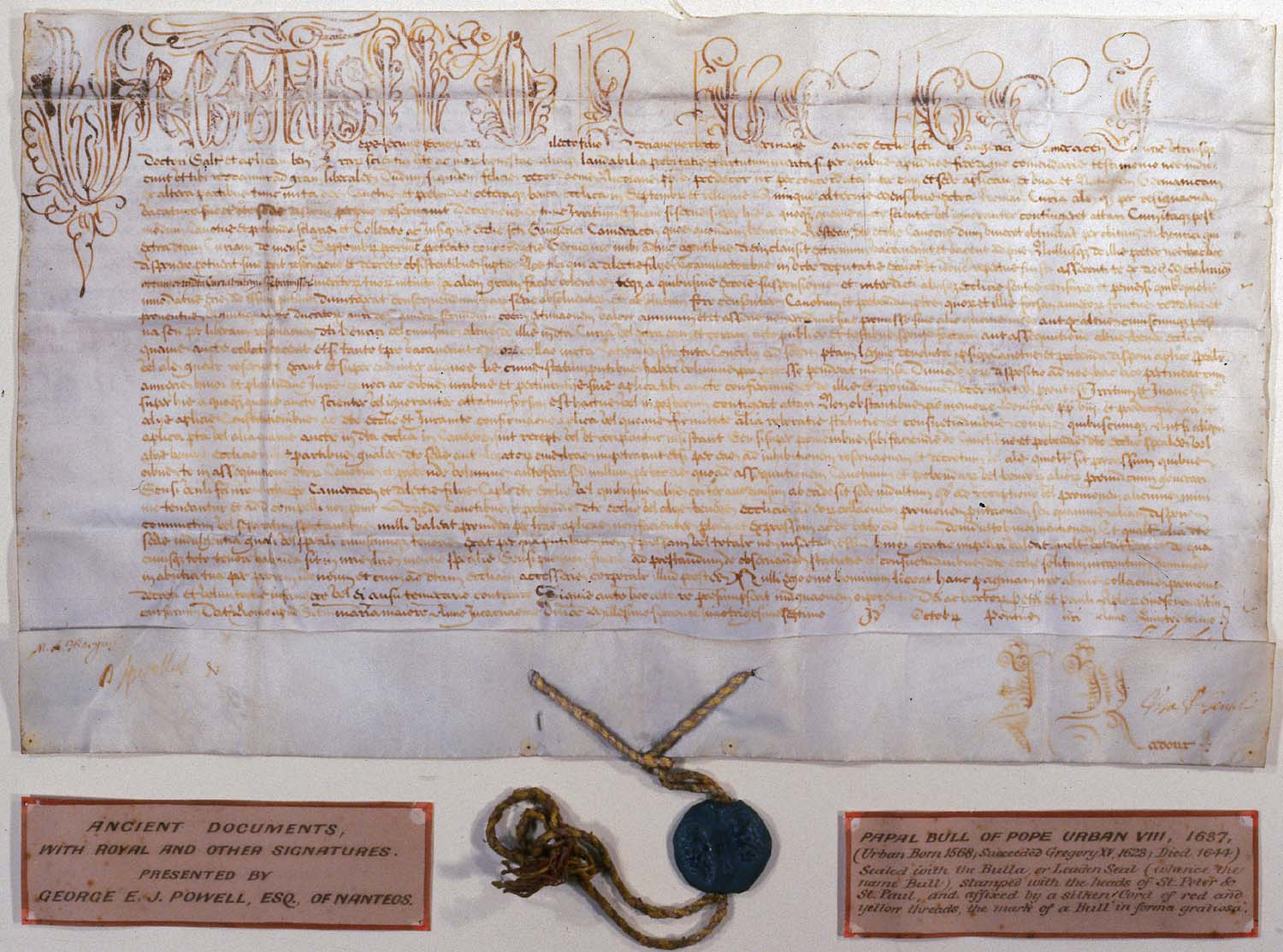
Exemple de bulle pontificale (ici, bulle pontificale d'Urbain VIII en 1687).

La bulle Omne datum optimum a été publiée par le pape Innocent II le 29 mars 1139 sous la maîtrise de Robert de Craon, deuxième maître de l'ordre du Temple. Elle fut d'une importance capitale pour l'Ordre puisqu'elle était à la base de tous les privilèges dont jouissaient les Templiers. En effet, grâce à elle, les frères du Temple eurent le droit de bénéficier de la protection apostolique et d'avoir leurs propres prêtres.
On vit donc une nouvelle catégorie émerger dans la communauté, celle des frères chapelains qui officieraient pour les Templiers. De plus, cette bulle confirma le fait que l'ordre du Temple n'était soumis qu'à l'autorité du pape. La bulle créa aussi une concurrence pour le clergé séculier (ce que ce dernier vit souvent d'un mauvais œil). De nombreux conflits d'intérêts éclatèrent entre les Templiers et les évêques ou les curés.
Les privilèges qu'elle accorda étant souvent remis en cause, la bulle Omne datum optimum fut confirmée douze fois entre 1154 et 1194, et c'est d'ailleurs pour cette raison qu'il ne fut pas aisé de retrouver l'originale.
La bulle Milites Templi (Chevaliers du Temple) a été publiée le 9 janvier 1144 par le pape Célestin II. Elle permit aux chapelains du Temple de prononcer l'office une fois par an dans des régions ou villes interdites, « pour l'honneur et la révérence de leur chevalerie », sans pour autant autoriser la présence des personnes excommuniées dans l'église. Mais ce n'est en réalité qu'une confirmation de la bulle Omne datum optimum.
La bulle Militia Dei (Chevalerie de Dieu) a été publiée par le pape Eugène III, le 7 avril 1145. Cette bulle permit aux Templiers de construire leurs propres oratoires, mais aussi de disposer d'une totale indépendance vis-à-vis du clergé séculier grâce au droit de percevoir des dîmes et d'enterrer leurs morts dans leurs propres cimetières. De plus, la protection apostolique fut étendue aux familiers du Temple (leurs paysans, troupeaux, biens…).
Des plaintes furent déposées par des Templiers auprès du pape concernant le fait que le clergé prélevait un tiers du legs fait par les personnes désireuses de se faire enterrer dans les cimetières de l'Ordre. La bulle Dilecti filii ordonna en conséquence au clergé de ne se contenter que d'un quart des legs.

## Organisation et mission de l'ordre

### Règle et statuts

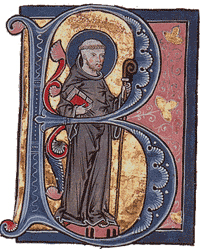
Lettrine du XIIe siècle représentant Bernard de Clairvaux.

Après le concile de Troyes, où l'idée d'une règle propre à l'ordre du Temple a été acceptée, la tâche de la rédiger fut confiée à Bernard de Clairvaux, qui lui-même la fit écrire par un clerc qui faisait sûrement partie de l'entourage du légat pontifical présent au concile, Jean Michel (Jehan Michiel), sur des propositions faites par Hugues de Payns.
La règle de l'ordre du Temple faisait quelques emprunts à la règle de saint Augustin mais s'inspirait en majeure partie de la règle de saint Benoît suivie par les moines bénédictins. Elle fut cependant adaptée au genre de vie active, principalement militaire, que menaient les frères templiers. Par exemple, les jeûnes étaient moins sévères que pour les moines bénédictins, de manière à ne pas affaiblir les Templiers appelés à combattre. Par ailleurs, la règle était adaptée à la bipolarité de l'Ordre, ainsi certains articles concernaient aussi bien la vie en Occident (conventuelle) que la vie en Orient (militaire).
La règle primitive (ou latine car rédigée en latin), écrite en 1128, fut annexée au procès-verbal du concile de Troyes en 1129 et contenait soixante-douze articles. Toutefois, vers 1138, sous la maîtrise de Robert de Craon, deuxième maître de l'Ordre (1136-1149), la règle primitive fut traduite en français et modifiée. Par la suite, à différentes dates, la règle fut étoffée par l'ajout de six cent neuf retraits ou articles statutaires, notamment à propos de la hiérarchie et de la justice au sein de l'Ordre.
Ni à sa fondation, ni à aucun moment de son existence, l'Ordre ne s'est doté d'une devise.

### Réception dans l'ordre
Les commanderies avaient, entre autres, pour rôle d'assurer de façon permanente le recrutement des frères. Ce recrutement devait être le plus large possible. Ainsi, les hommes laïcs de la noblesse et de la paysannerie libre pouvaient prétendre à être reçus s'ils répondaient aux critères exigés par l'Ordre.
Tout d'abord, l'entrée dans l'Ordre était gratuite et volontaire. Le candidat pouvait être pauvre. Avant toute chose, il faisait don de lui-même. Il était nécessaire qu'il fût motivé car il n'y avait pas de période d'essai par le noviciat. L'entrée était directe (prononciation des vœux) et définitive (à vie).
Les principaux critères étaient les suivants :
- être âgé de plus de 18 ans (la majorité pour les garçons était fixée à 16 ans) (article 58 de la règle) ;
- ne pas être fiancé (article 669) ;
- ne pas faire partie d'un autre ordre (article 670) ;
- ne pas être endetté (article 671) ;
- être en parfaite santé mentale et physique (ne pas être estropié) (article 672) ;
- n'avoir soudoyé personne pour être reçu dans l'Ordre (article 673) ;
- être homme libre (le serf d'aucun homme) (article 673) :
- ne pas être excommunié (article 674).

Le candidat était prévenu qu'en cas de mensonge prouvé, il serait immédiatement renvoyé : 

« … si vous en mentiez, vous en seriez parjure et en pourriez perdre la maison, ce dont Dieu vous garde. »

— (extrait de l’article 668)

### Organisation territoriale

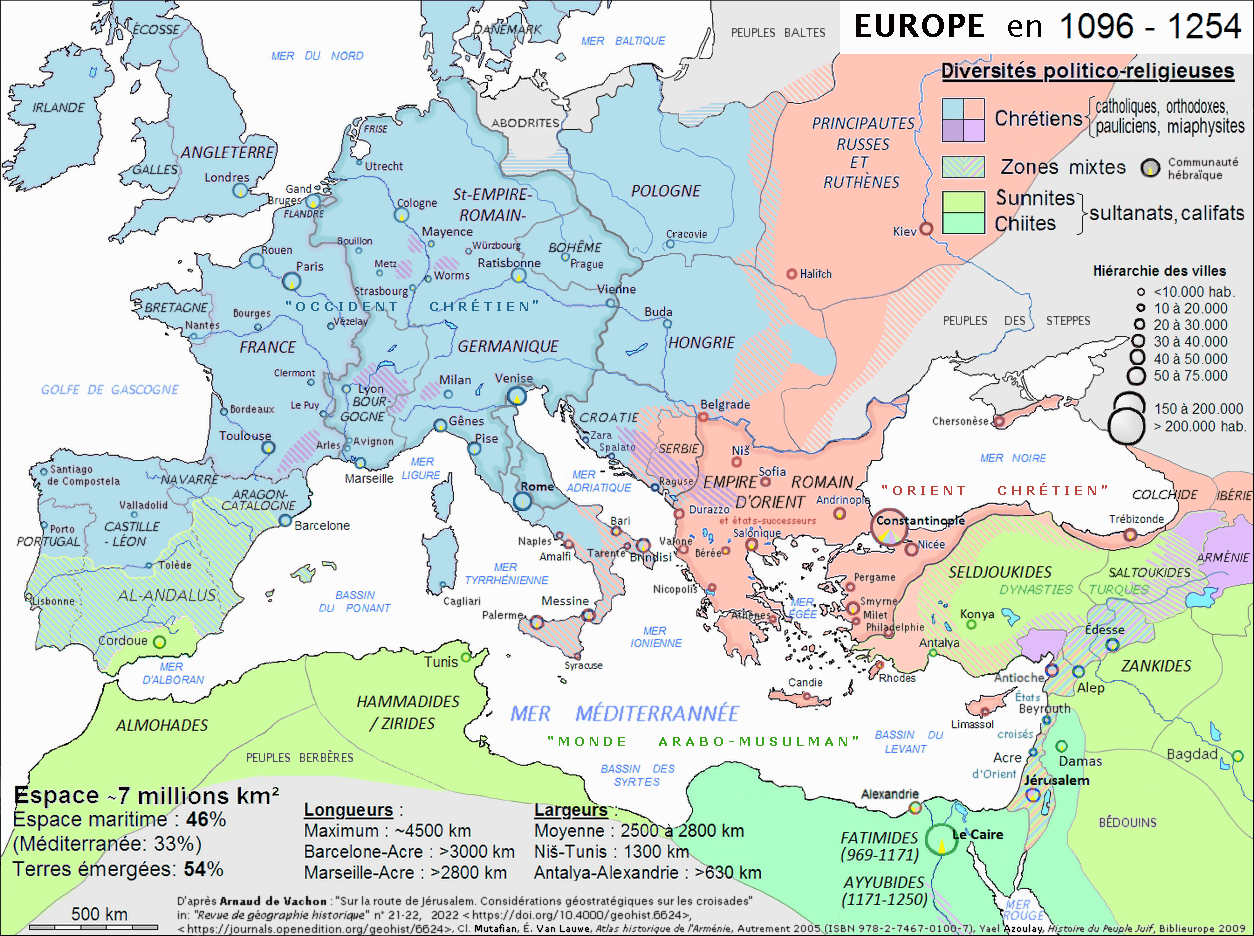
L'Europe au temps des Templiers.

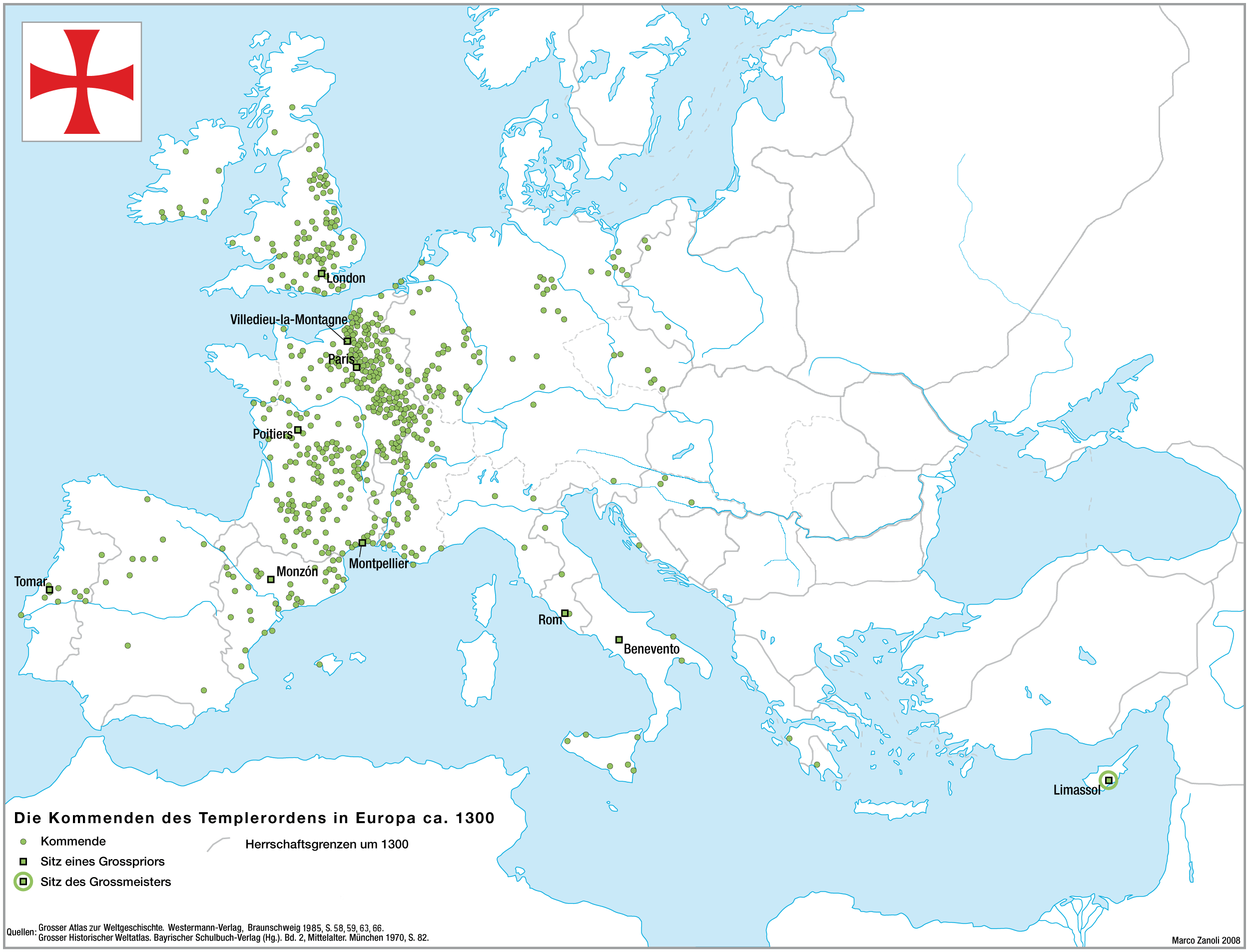
Possessions de l'ordre des Templiers en Europe occidentale et centrale vers 1300.

Comme tout ordre religieux, les Templiers étaient dotés de leur propre règle et cette règle évoluait sous forme de retraits (articles statutaires) à l'occasion des chapitres généraux. C'est l'article 87 des retraits de la règle qui nous indique la répartition territoriale initiale des provinces. Le maître de l'Ordre désignait un commandeur pour les provinces suivantes,, :
- Provinces d'Occident, avec les provinces de :
  - Allemagne, formée au XIIIe siècle, divisée en bailliages de :
    - Bohême, Moravie et Autriche
    - Brabant et Hesbaye
    - Lorraine
    - Pologne, Poméranie et Nouvelle Marche

  - Angleterre, divisée en bailliages de :
    - Écosse
    - Irlande

  - Aquitaine, divisée en bailliages de :
    - Bretagne
    - Périgord

  - Auvergne
  - Castille et Léon
  - France
  - Hongrie
  - Italie, possessions vénitiennes et génoises
  - Portugal
  - Provence et partie d'Espagne, divisé en 1239 en :
    - Aragon et Catalogne
    - Provence

  - Sicile

- Provinces d'Orient, dont il ne subsiste, après la prise de Saint-Jean d'Acre en 1291, que la province de Chypre.

### Hiérarchie
Les Templiers étaient organisés comme un ordre monastique, suivant la règle créée pour eux par Bernard de Clairvaux. Dans chaque pays était nommé un maître qui dirigeait l'ensemble des commanderies et dépendances et tous étaient sujets du maître de l'Ordre, désigné à vie, qui supervisait à la fois les efforts militaires de l'Ordre en Orient et ses possessions financières en Occident.
Avec la forte demande de chevaliers, certains parmi eux se sont aussi engagés à la commande pendant une période prédéterminée avant d'être renvoyés à la vie séculière, comme les Fratres conjugati, qui étaient des frères mariés. Ils portaient le manteau noir ou brun avec la croix rouge pour les distinguer des frères ayant choisi le célibat et qui n'avaient pas le même statut que ces derniers.
Les frères servants (frères casaliers et frères de métiers) étaient choisis parmi les sergents qui étaient d'habiles marchands ou alors incapables de combattre en raison de leur âge ou d'une infirmité.
À tout moment, chaque chevalier avait environ dix personnes dans des positions de soutien. Quelques frères seulement se consacraient aux opérations bancaires (spécialement ceux qui étaient éduqués), car l'Ordre a souvent eu la confiance des participants aux croisades pour la bonne garde de marchandises précieuses. Cependant, la mission première des chevaliers du Temple restait la protection militaire des pèlerins de Terre sainte.

#### Maîtres de l'ordre du Temple
L'expression « grand maître » pour désigner le chef suprême de l'Ordre est apparue à la fin du XIIIe et au début du XIVe siècle dans des chartes tardives et dans les actes du procès des Templiers. Puis, elle a été reprise et popularisée par certains historiens des XIXe et XXe siècles. Elle est aujourd'hui largement répandue.
Or, ce grade n'existait pas dans la hiérarchie de l'Ordre et les Templiers eux-mêmes ne semblaient pas l'utiliser, ils utilisaient le terme dénominatif de maître de chevalerie.[réf. nécessaire] Cependant, dans des textes tardifs apparaissent les qualificatifs de « maître souverain » ou « maître général » de l'Ordre. Dans la règle et les retraits de l'Ordre, il est appelé Li Maistre et un grand nombre de dignitaires de la hiérarchie pouvaient être appelés ainsi sans l'adjonction d'un qualificatif particulier. Les précepteurs des commanderies pouvaient être désignés de la même façon. Il faut donc se référer au contexte du manuscrit pour savoir de qui l'on parle. En Occident comme en Orient, les hauts dignitaires étaient appelés maîtres des pays ou provinces : il y avait donc un maître en France, un maître en Angleterre, un maître en Espagne, etc. Aucune confusion n'était possible puisque l'Ordre n'était dirigé que par un seul maître à la fois, celui-ci demeurant à Jérusalem. Pour désigner le chef suprême de l'Ordre, il convient de dire simplement le maître de l'Ordre et non grand maître.
Durant sa période d'existence, s'étalant de 1129 à 1312, date à laquelle le pape Clément V fulmina la bulle Vox in excelso, officialisant la dissolution de l'ordre du Temple, soit 183 ans, l'ordre du Temple a été dirigé par vingt-trois maîtres.

#### Cubiculaires du pape
Le terme cubiculaire (cubicularius) désignait au Moyen Âge celui qu'on nommait aussi le « chambrier », c'est-à-dire le responsable de la chambre à coucher (cubiculum) du pape. Il ne doit pas être confondu avec le camerlingue (camerarius), qui avait à l'époque la direction des finances et des ressources temporelles de la papauté. Ces fonctions bien distinctes à l'origine, ont été regroupées au début de l'Époque moderne sous le terme cubiculaires, avant d'être divisées à nouveau en plusieurs catégories de camériers.
Les cubicularii, d'abord simples domestiques du pape, avaient également des fonctions cérémonielles, d'intendance et de garde personnelle rapprochée. Ils bénéficièrent de fonctions de plus en plus importantes au fil des siècles.
Les premiers chevaliers de l'ordre du Temple à occuper cette fonction sont mentionnés par Malcolm Barber auprès du pape Alexandre III, sans que leur nom soit cependant cité.
C'est surtout à partir du milieu du XIIIe siècle que les Templiers vont se succéder à cette fonction, pour certains à plusieurs reprises, comme Giacomo de Pocapalea, ou Hugues de Verceil, et parfois en doublon comme sous Benoît XI. Les derniers Templiers cubiculaires de Clément V furent Giacomo da Montecucco, maître de la province de Lombardie, arrêté puis emprisonné à Poitiers en 1307, d'où il s'échappa en février 1308, pour se réfugier dans le Nord de l'Italie, et enfin, Olivier de Penne de 1307 à 1308, également arrêté et parfois confondu avec Giacomo da Montecucco par certains historiens. On retrouve ce dernier devenu commandeur hospitalier de La Capelle-Livron après la dissolution de l'Ordre.
| Pape                      | Nom des Cubicularii    | Informations complémentaires                                                                                     | Pape | Nom des Cubicularii | Informations complémentaires |
| ------------------------- | ---------------------- | --- | --- | --- | --- |
| Alexandre III (1159-1181) | ??                     | Chevaliers de l'ordre du Temple                                                                                  | Nicolas III (1277-1280) | Hugues de Verceil (Uguccione di Vercelli, 1278-1282),, Giacomo de Pocapalea (ou Jacques (fr), Jacobo ou parfois Jacopo (la), 1277-1280), | tous deux chevaliers de l'ordre du Temple Giacomo de Pocapalea étant originaire de Pocapaglia dans le Piémont |
| Innocent III (1198-1216)  | Francone               | Chevalier de l'ordre du Temple                                                                                   | Martin IV (1281-1285) | Giacomo de Pocapalea (1282) | |
| Grégoire IX (1227-1241)   | Bonvicino (c. 1240)    | Chevalier de l'ordre du Temple                                                                                   | Honorius IV (1285-1287) | Renaud d'Angerville / d'Argéville (c. 1285/86)                                                                                           | Toujours vivant en 1301 |
| Innocent IV (1243-1254)   | Bonvicino              | Administrateur des biens de l'église de Rome en Toscane et à Ancône. Participe au premier concile de Lyon (1245) | Nicolas IV (1288-1292) | Giacomo de Pocapalea (1288-1289), Frère Nicolas, cubiculaire et notaire (1290-1292)                                                      | tous deux chevaliers de l'ordre du Temple Giacomo de Pocapalea reçoit en récompense un fief et un château à Orte |
| Alexandre IV (1254-1261)  | Bonvicino              | † 1262 | Boniface VIII (1294-1303) | Juan Fernandez (1296), Giacomo de Pocapalea (1294-1297),, Giovanni Fernandi (1297-1300), Hugues de Verceil (1300-1302),                  | Chevaliers de l'ordre du Temple, Juan Fernandez, présent au chapitre général de l'ordre à Arles en 1296 Hugues de Verceil étant de plus maître de la province de Lombardie Giacomo de Pocapalea reçoit Acquapendente en 1297. |
| Urbain IV (1261-1264)     | Nicola, Paolo, Martino | Chevaliers de l'ordre du Temple                                                                                  | en 1303 : il y avait deux cubicularii : un Hospitalier et un Templier (Giacomo de Pocapalea ?), Giacomo da Montecucco (ou Jacopo da Montecucco) de 1304 à 1307 | + Giacomo da Montecucco, maître de la province de Lombardie                                                                              | |
| Clément IV (1265-1268)    | Bernardo               | Chevalier de l'ordre du Temple                                                                                   | Clément V (1305-1314) | Olivier de Penne (Oliverius de Penna, 1307-1308) ?                                                                                       | Olivier de Penne devenu ensuite commandeur hospitalier de La Capelle-Livron. |

### Protection des pèlerins et garde de reliques

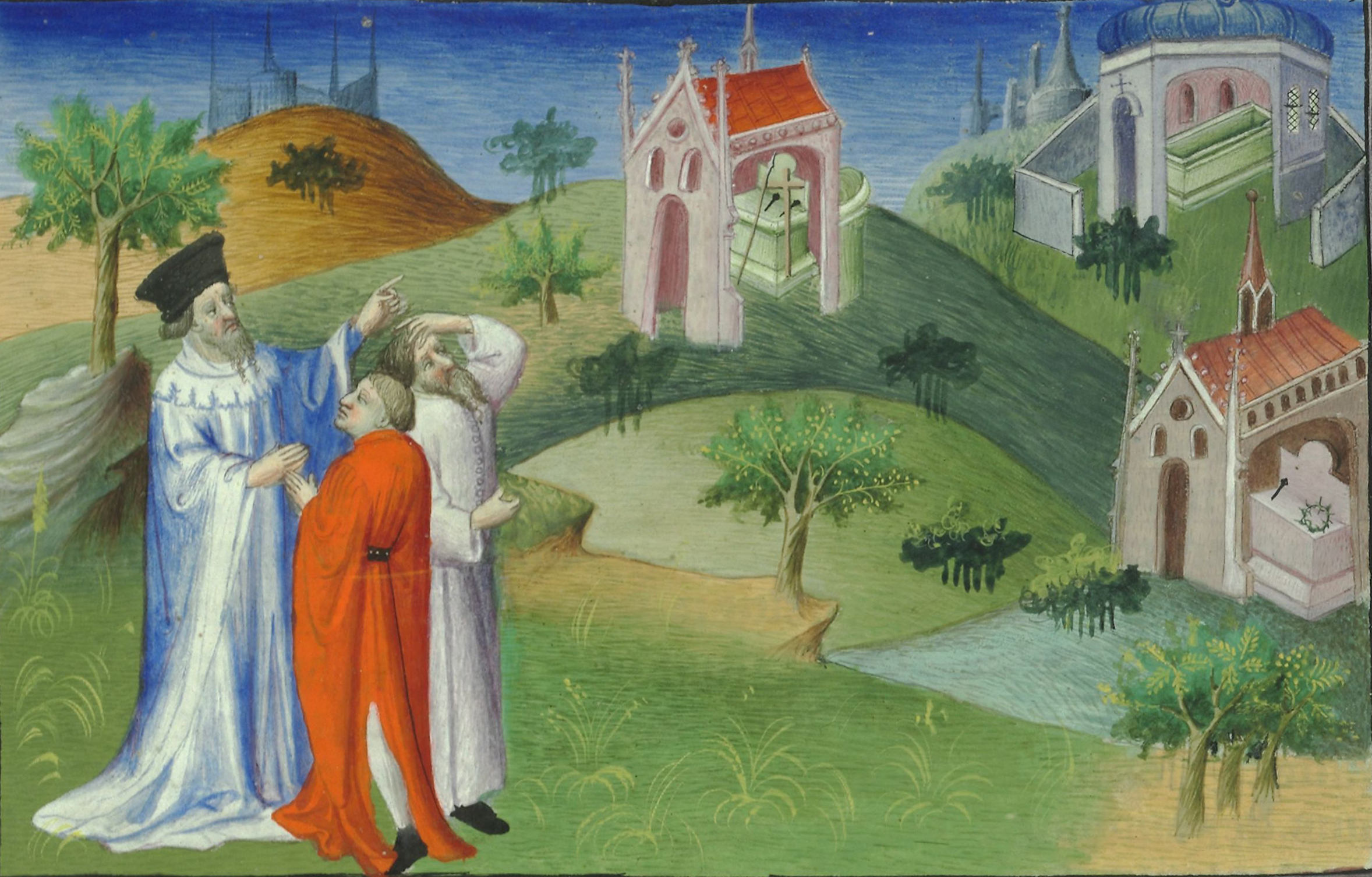
Des pèlerins admirent les reliques et les instruments de la Passion à Constantinople. Dans l'église de gauche, la Sainte Lance, la Sainte Croix et les clous. Dans celle de droite, la couronne d'épines. Livre des merveilles, BNF Fr2810, vers 1410-1412.

La vocation de l'ordre du Temple était la protection des pèlerins chrétiens pour la Terre sainte. Ce pèlerinage comptait parmi les trois plus importants de la chrétienté du Moyen Âge. Il durait plusieurs années et les pèlerins devaient parcourir près de douze mille kilomètres aller-retour à pied, ainsi qu'en bateau pour la traversée de la mer Méditerranée. Les convois partaient deux fois par an, au printemps et en automne. Généralement, les pèlerins étaient débarqués à Acre, appelée aussi Saint-Jean-d'Acre, puis devaient se rendre à pied sur les lieux saints. En tant que gens d'armes (gendarme), les Templiers sécurisaient les routes, en particulier celle de Jaffa à Jérusalem et celle de Jérusalem au Jourdain. Ils avaient également la garde de certains lieux saints : Bethléem, Nazareth, le mont des Oliviers, la vallée de Josaphat, le Jourdain, la colline du Calvaire et le Saint-Sépulcre à Jérusalem.
Tous les pèlerins avaient droit à la protection des Templiers. Ainsi, ces derniers participèrent aux croisades, pèlerinages armés, pour effectuer la garde rapprochée des souverains d'Occident. Aussi, en 1147, les Templiers prêtèrent main-forte à l'armée du roi Louis VII attaquée dans les montagnes d'Asie Mineure durant la deuxième croisade (1147-1149). Cette action permit la poursuite de l'expédition et le roi de France leur en fut très reconnaissant. Lors de la troisième croisade (1189-1192), les Templiers et les Hospitaliers assuraient respectivement l'avant-garde et l'arrière-garde de l'armée de Richard Cœur de Lion dans les combats en marche. Lors de la cinquième croisade, la participation des ordres militaires, et donc les Templiers, a été décisive dans la protection des armées royales de saint Louis devant Damiette.
L'ordre du Temple a aidé exceptionnellement les rois en proie à des difficultés financières. À plusieurs reprises dans l'histoire des croisades, les Templiers renflouèrent les caisses royales momentanément vides (croisade de Louis VII), ou payèrent les rançons de rois faits prisonniers (croisade de saint Louis).
En Orient comme en Occident, l'ordre du Temple était en possession de reliques. Il était parfois amené à les transporter pour son propre compte ou bien convoyait des reliques pour autrui. Les chapelles templières abritaient les reliques des saints auxquelles elles étaient dédiées. Parmi les plus importantes reliques de l'Ordre se trouvaient le manteau de saint Bernard, des morceaux de la couronne d'épines, des fragments de la Vraie Croix.

### Sceaux templiers
Le mot sceau vient du latin sigillum signifiant marque. C'est un cachet personnel qui authentifie un acte et atteste d'une signature. Il existe une vingtaine de sceaux templiers connus. Ils appartenaient à des maîtres, hauts dignitaires, commandeurs ou chevaliers de l'ordre au XIIIe siècle. Leurs diamètres varient entre quinze et cinquante millimètres. Les sceaux templiers français sont conservés au service des sceaux des Archives nationales de France. Le sceau templier le plus connu est celui des maîtres de l'ordre sigilum militum xristi qui représente deux chevaliers armés chevauchant le même cheval.

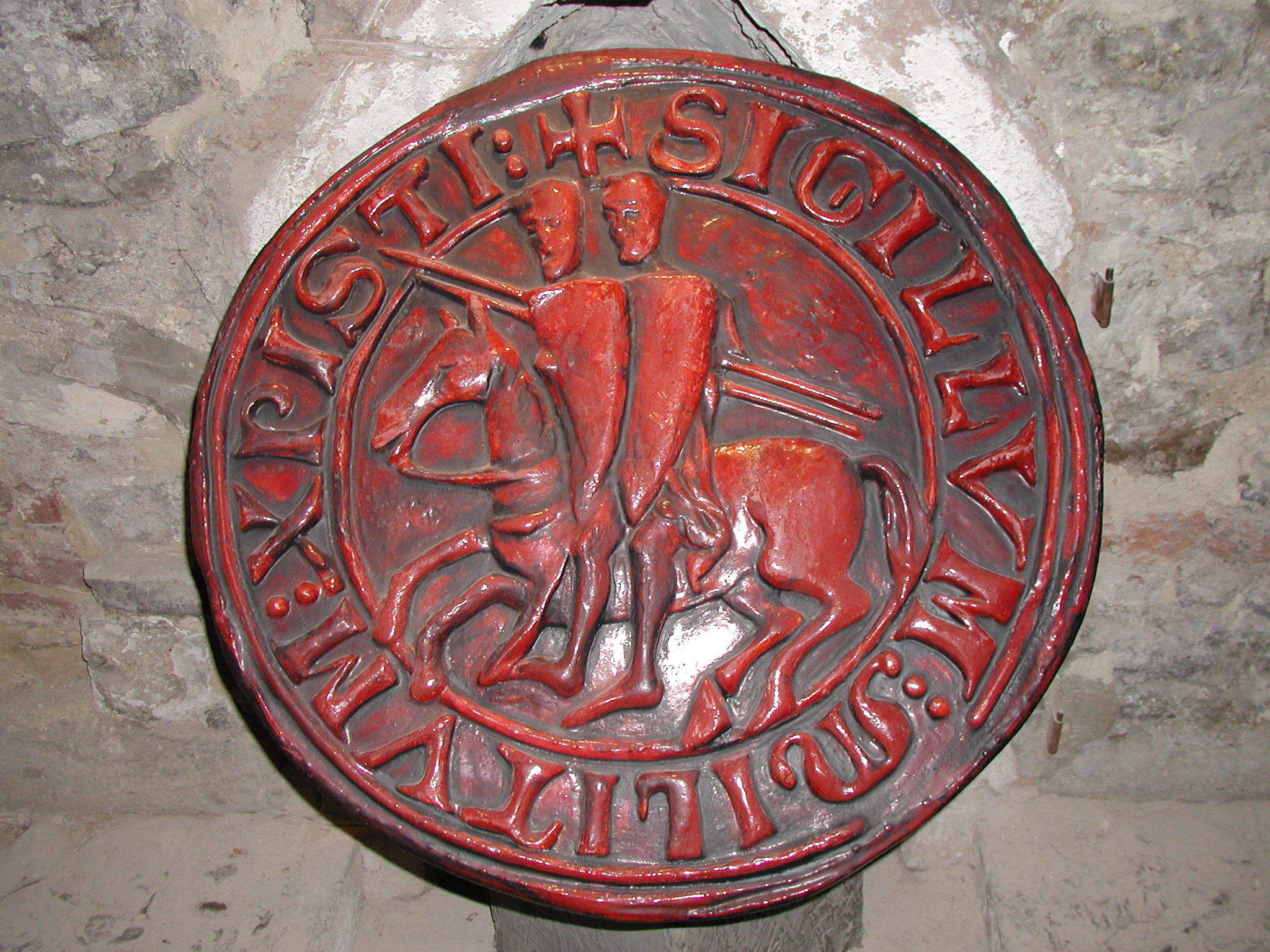
Reproduction de sceau templier lors d'une exposition à Prague.

Il n'y a pas de consensus établi sur le symbolisme des deux chevaliers sur un même cheval. Contrairement à une idée souvent répétée, il ne s'agirait pas de mettre en avant l'idéal de pauvreté puisque l'ordre fournissait au moins trois chevaux à chacun de ses chevaliers. L'historien Georges Bordonove exprime une hypothèse qui peut se prévaloir d'un document d'époque avec saint Bernard dans son De laude novæ militiæ.
« Leur grandeur tient sans doute à cette dualité quasi institutionnelle : moine, mais soldat […] Dualité qu'exprime peut-être leur sceau le plus connu qui montre deux chevaliers, heaumes en têtes, lances baissées, sur le même cheval : le spirituel et le temporel […] chevauchant la même monture, menant au fond le même combat, mais avec des moyens différents ».
Alain Demurger explique pour sa part que certains historiens ont cru y reconnaître les deux fondateurs de l'ordre, Hughes de Payns et Godefroy de Saint-Omer. Il retient cependant une autre explication : le sceau symboliserait la vie commune, l'union et le dévouement.

### Tenues des chapitres

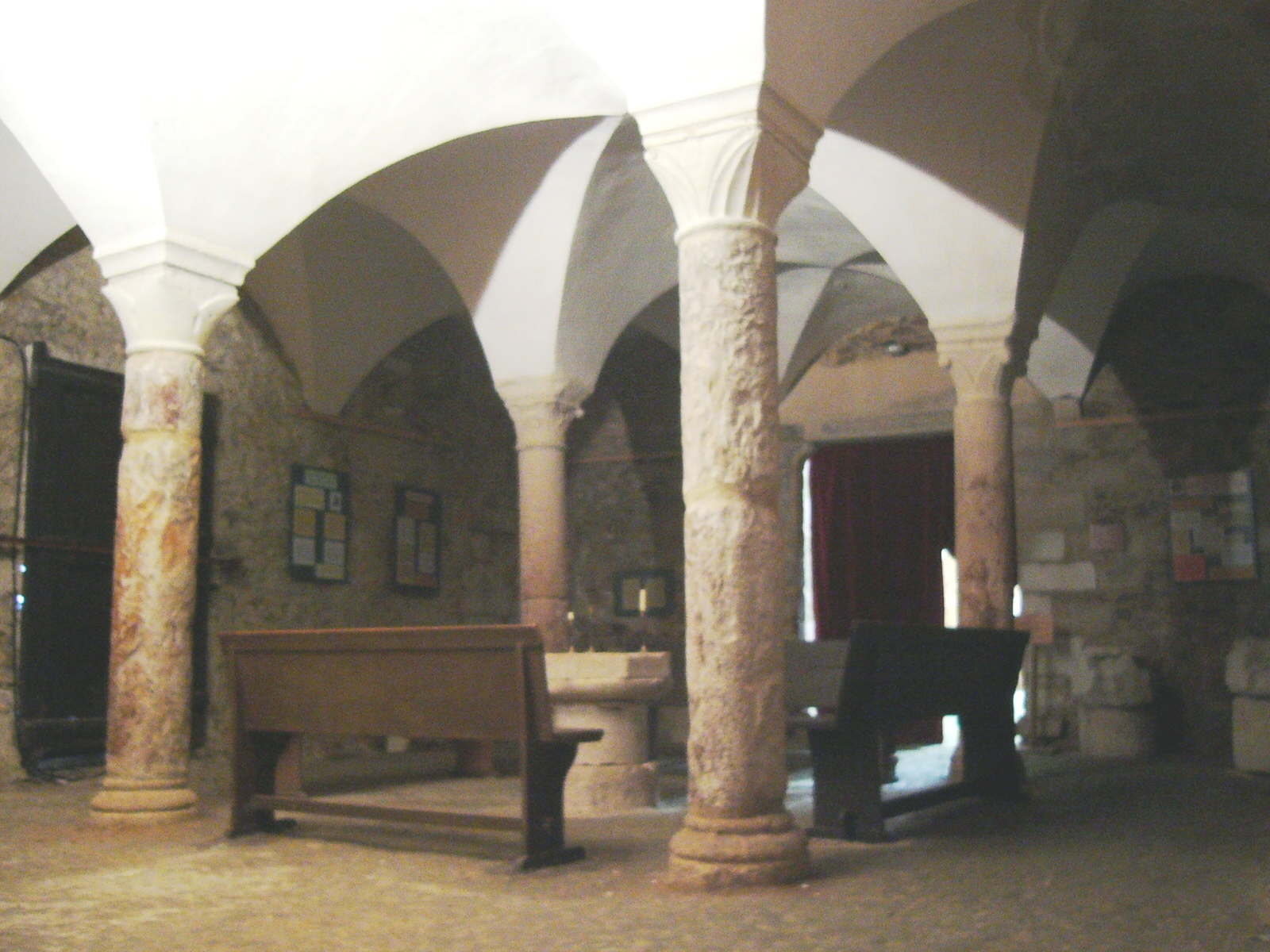
Salle du chapitre de la commanderie de Coulommiers.

Un chapitre (latin : capitulum, diminutif de caput, sens premier : « tête ») est une partie d'un livre qui a donné son nom à la réunion de religieux dans un monastère durant laquelle étaient lus des passages des textes sacrés ainsi que des articles de la règle. L'usage vient de la règle de saint Benoît qui demandait la lecture fréquente d'un passage de la règle à toute la communauté réunie (RB § 66, 8). Par extension, la communauté d'un monastère est appelée le chapitre. La salle spécifiquement bâtie pour recevoir les réunions de chapitre est aussi appelée « salle capitulaire », « salle du chapitre », ou tout simplement « chapitre ». La tenue se déroule à huis clos et il est strictement interdit aux participants de répéter ou de commenter à l'extérieur ce qui s'est dit durant le chapitre.
Dans l'ordre du Temple, il existait deux types de réunion de chapitre : le chapitre général et le chapitre hebdomadaire.

### Transport maritime
Le lien entre l'Orient et l'Occident était essentiellement maritime. Pour les Templiers, l'expression « outre-mer » désignait l'Europe tandis que « l'en deçà des mers » et plus précisément de la mer Méditerranée, représentait l'Orient. Afin d'assurer le transport des biens, des armes, des frères de l'Ordre, des pèlerins et des chevaux, l'ordre du Temple avait fait construire ses propres bateaux. Il ne s'agissait pas d'une flotte importante, comparable à celles des XIVe et XVe siècles, mais de quelques navires qui partaient des ports de Marseille, Nice (comté de Nice), Saint-Raphaël, Collioure ou d'Aigues-Mortes en France et d'autres ports italiens. Ces bateaux se rendaient dans les ports orientaux après de nombreuses escales.
On trouve comme Maîtres du passage notamment en 1255 :
De 1260 à 1274 : Guillaume de Gonesse
En 1280 : Henri de Dôle,
En 1303 : Simon de Quincy
En 1306 : Jean de Villamer.
Au cours du XIIIe siècle, l’ordre du Temple se dotera de plus de vingt commanderies côtières comportant toutes un port.
Plutôt que de financer l'entretien de navires, l'Ordre pratiquait la location de bateaux de commerce appelés « nolis ». Inversement, la location de nefs templières à des marchands occidentaux était pratiquée. Il était d'ailleurs financièrement plus avantageux d'accéder aux ports exonérés de taxes sur les marchandises que de posséder des bateaux. Les commanderies situées dans les ports jouaient donc un rôle important dans les activités commerciales de l'Ordre. Des établissements templiers étaient installés à Gênes, Pise ou Venise, mais c'était dans le Sud de l'Italie, plus particulièrement à Brindisi, que les nefs templières méditerranéennes passaient l'hiver.
Les Templiers d'Angleterre se fournissaient en vin du Poitou à partir du port de La Rochelle.
On distinguait deux sortes de bateaux, les galères, et les nefs. Certaines larges nefs étaient surnommées huissiers car dotées de portes arrière ou latérales (huis), ce qui permettait d'embarquer jusqu'à une centaine de chevaux, suspendus par des sangles afin d'assurer la stabilité de l'ensemble pendant le voyage.
L'article 119 des retraits de la Règle indique que « tous les vaisseaux de mer qui sont de la maison d'Acre sont au commandement du commandeur de la terre. Et le commandeur de la voûte d'Acre, et tous les frères qui sont sous ses ordres sont en son commandement et toutes les choses que les vaisseaux apportent doivent être rendues au commandeur de la terre. »
Le port d'Acre était le plus important de l'Ordre. La voûte d'Acre était le nom d'un des établissements possédés par les Templiers dans la ville, celui-ci se trouvant près du port. Entre la rue des Pisans et la rue Sainte-Anne, la voûte d'Acre comprenait un donjon et des bâtiments conventuels.
Les ports de Gênes, de Pise, de Venise, et de Brindisi pour l’hivernage des navires ; Sans oublier la Corse, la Sicile, Chypre et la Sardaigne. Dans le Sud les ports de Brindisi et de Trani, mouillage des nefs templières pour y être radoubées.
En Petite Arménie :
Le port d’Ayas
Au Moyen-Orient :
Les ports de Saint-Jean-d’Acre, de Sidon (le château de la mer), de Tyr au Sud-Liban actuel, de Jaffa, de Beyrouth, d’Ascalon (Ashkelon) et bien d’autres comme Gaza, port Bonnel, et Alexandrette en Cilicie.
Au Liban :
Le port de Tripoli, de Tortose et de Lattaquié qui sera créé en 1154 et qui fonctionnera jusqu’en 1287.
Les différents bateaux
L’Ordre du Temple a utilisé et fait construire pratiquement tous les types de navires existants dans ces XIIe et XIIIe siècles. Ils ont amélioré certains bateaux transformés aux besoins du moment, de bateau de transport de fret en navire de guerre par exemple, mais la plupart du temps l’Ordre affrétait ses bateaux au lieu de les construire ou les acheter. Ils utilisèrent au moins trois types de bateaux différents, avec la spécificité du fait de naviguer en Atlantique ou en Méditerranée :
- les bateaux de transports d'hommes et de marchandises ;
- les bateaux de guerre ;
- les navires huissiers destinés au transport des chevaux.

Voici les noms de navires du Temple :
- Le Templère, le Buscart, le Buszarde du Temple vers 1230 reliant l'Angleterre au continent ;
- La Bonne Aventure en 1248, la Rose du Temple en 1288-1290 à Marseille ;
- L'Angelica en Italie du Sud ; La Bénite[70] dont le nom Latin est Sanctus navigue au cours de l’année 1248 et est affrétée officiellement par Jean 1er de Dreux.
- Le Faucon en 1291 (Le Falcon Templum[70]) et 1301 ainsi que La Santa Anna en 1302 à Chypre.
- La Santa Anna[71] est un navire affrété à des marchands occidentaux par l’Ordre, mouillé en 1302 à Chypre au port de Famagouste.
- L'Olivette[72], bateau acheté par Roger de Flor en 1301, toujours templier et conseiller personnel de Frédéric II de Sicile, Roger de Flor avait été à nouveau accusé, mais n’a jamais été inquiété par manque de preuves tangibles contre lui.
- La Mestre Galie[65], était quant à lui le vaisseau amiral de l’ordre du Temple dès 1248 au moment de la 7e croisade, il servait avec ses cales de coffre-fort pour les valeurs déposées régulièrement par les participants aux croisades, son pont était blindé et ignifugé. L’ordre des Hospitaliers récupèrera le navire après 1307, et ensuite ce navire avec d’autres sera vendu aux Augustins, ce que l’on sait est que Jean de Joinville s’y trouvait en 1250 en visite officielle.
- L'Allégresse[73], et la Nave (l'Angélique)[73] sont des bâtiments de guerre qui s’illustreront lors de la 8e croisade en 1270.

## Templiers
Des hommes de toutes origines et de toutes conditions constituaient le corps du peuple templier à chaque niveau de la hiérarchie. Différents textes permettent aujourd'hui de déterminer l'apparence des frères chevaliers et sergents.

### Habit

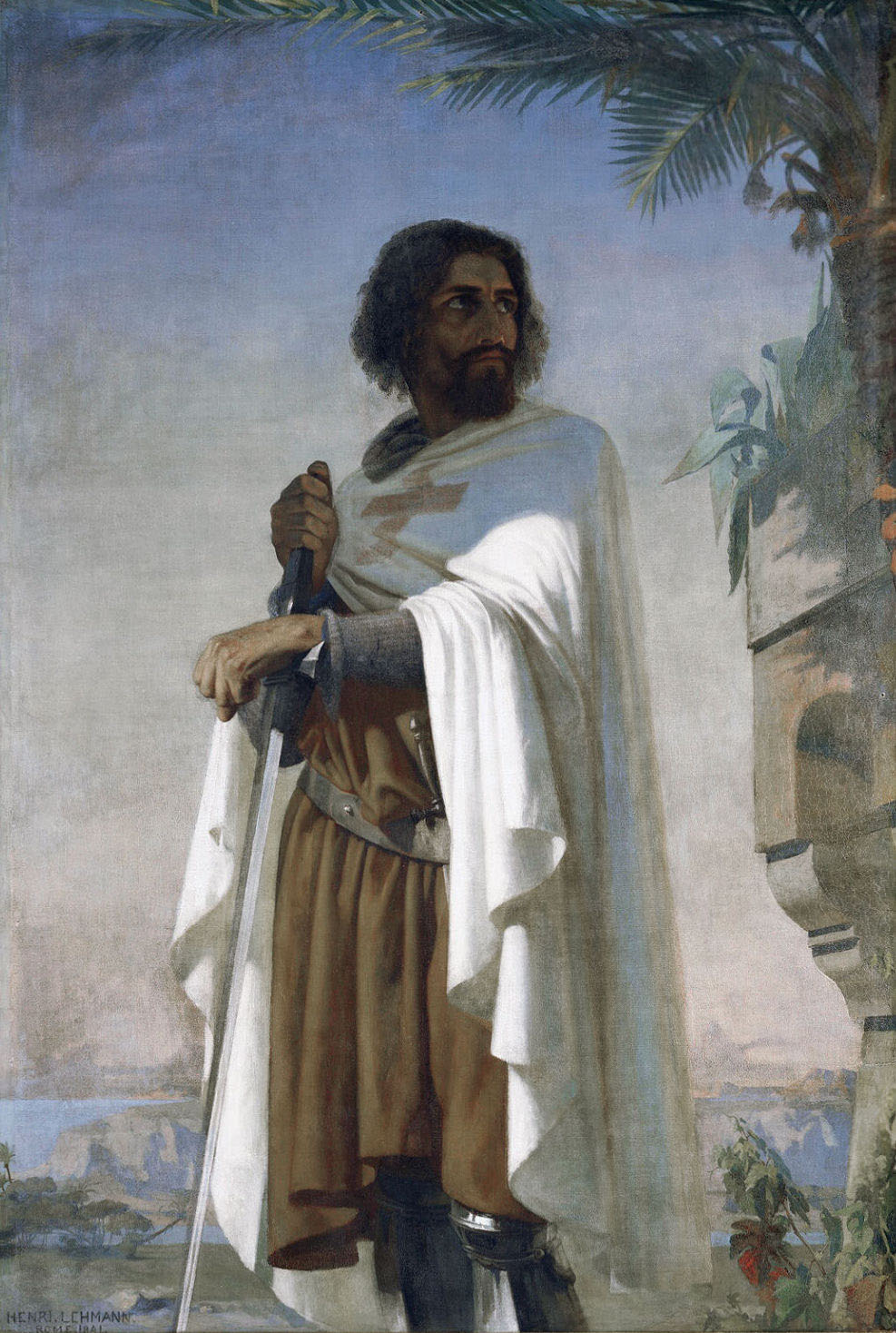
Portrait d'Hugues de Payens (peinture d'Henri Lehmann, 1841).

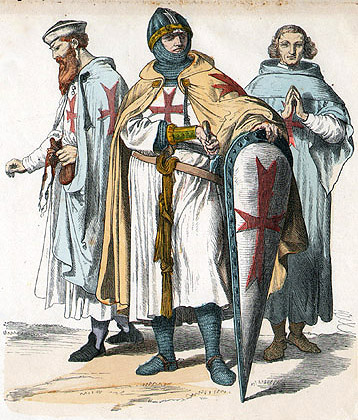
Chevaliers imaginés au XIXe siècle (illustration de 1870). En réalité, ils portaient une chlamyde de laine blanche avec la croix de l'ordre en laine rouge, un bonnet orné d'une plume rouge, et au côté, un sabre de cavalerie à poignée d'argent et cruciforme. Les frères servants ou sergents, ordinairement écuyers, portaient le vêtement noir.

La reconnaissance de l'ordre du Temple ne passait pas seulement par l'élaboration d'une règle et d'un nom, mais aussi par l'attribution d'un code vestimentaire particulier propre à l'ordre du Temple.
Le manteau des Templiers faisait référence à celui des moines cisterciens[réf. souhaitée].
Seuls les chevaliers, les frères issus de la noblesse, avaient le droit de porter le manteau blanc, symbole de pureté de corps et de chasteté. Les frères sergents, issus de la paysannerie, portaient quant à eux un manteau de bure, sans pour autant que ce dernier ait une connotation négative. C'était l'Ordre qui remettait l'habit et c'est aussi lui qui avait le pouvoir de le reprendre. L'habit lui appartenait, et dans l'esprit de la règle, le manteau ne devait pas être un objet de vanité. Il y est dit que si un frère demandait un plus bel habit, on devait lui donner le « plus vil ».
La perte de l'habit était prononcée par la justice du chapitre pour les frères qui avaient enfreint gravement le règlement. Il signifiait un renvoi temporaire ou définitif de l'Ordre.
Dans sa bulle Vox in excelso d'abolition de l'ordre du Temple, le pape Clément V indiqua qu'il supprimait « le dit ordre du Temple et son état, son habit et son nom », ce qui montre bien l'importance que l'habit avait dans l'existence de l'Ordre.

### Croix rouge

Croix pattée.

L'iconographie templière la présenta grecque simple, ancrée, fleuronnée ou pattée. Quelle qu'ait été sa forme, elle indiquait l'appartenance des Templiers à la chrétienté et la couleur rouge rappelait le sang versé par le Christ. Cette croix exprimait aussi le vœu permanent de croisade à laquelle les Templiers s'engageaient à participer à tout moment. Il faut cependant préciser que tous les Templiers n'ont pas participé à une croisade. Il y a eu de nombreuses sortes de croix pour les Templiers. Il semble que la croix pattée rouge n'ait été accordée que tardivement aux Templiers, en 1147, par le pape Eugène III. Il aurait donné le droit de la porter sur l'épaule gauche, du côté du cœur. La règle de l'Ordre et ses retraits ne faisaient pas référence à cette croix. Cependant, la bulle papale Omne datum optimum la nomma par deux fois. Aussi est-il permis de dire que les Templiers portaient déjà la croix rouge en 1139. C'est donc sous la maîtrise de Robert de Craon, deuxième maître de l'Ordre, que la « croix de gueules » devint officiellement un insigne templier.
La couleur de cette croix n'est pas à l'origine du nom populaire de « moines rouges » donné aux Templiers. Ce nom s'explique par les récits populaires et les légendes qui associent ces ordres militaires au diable et aux crimes de sang,.

### Visage templier

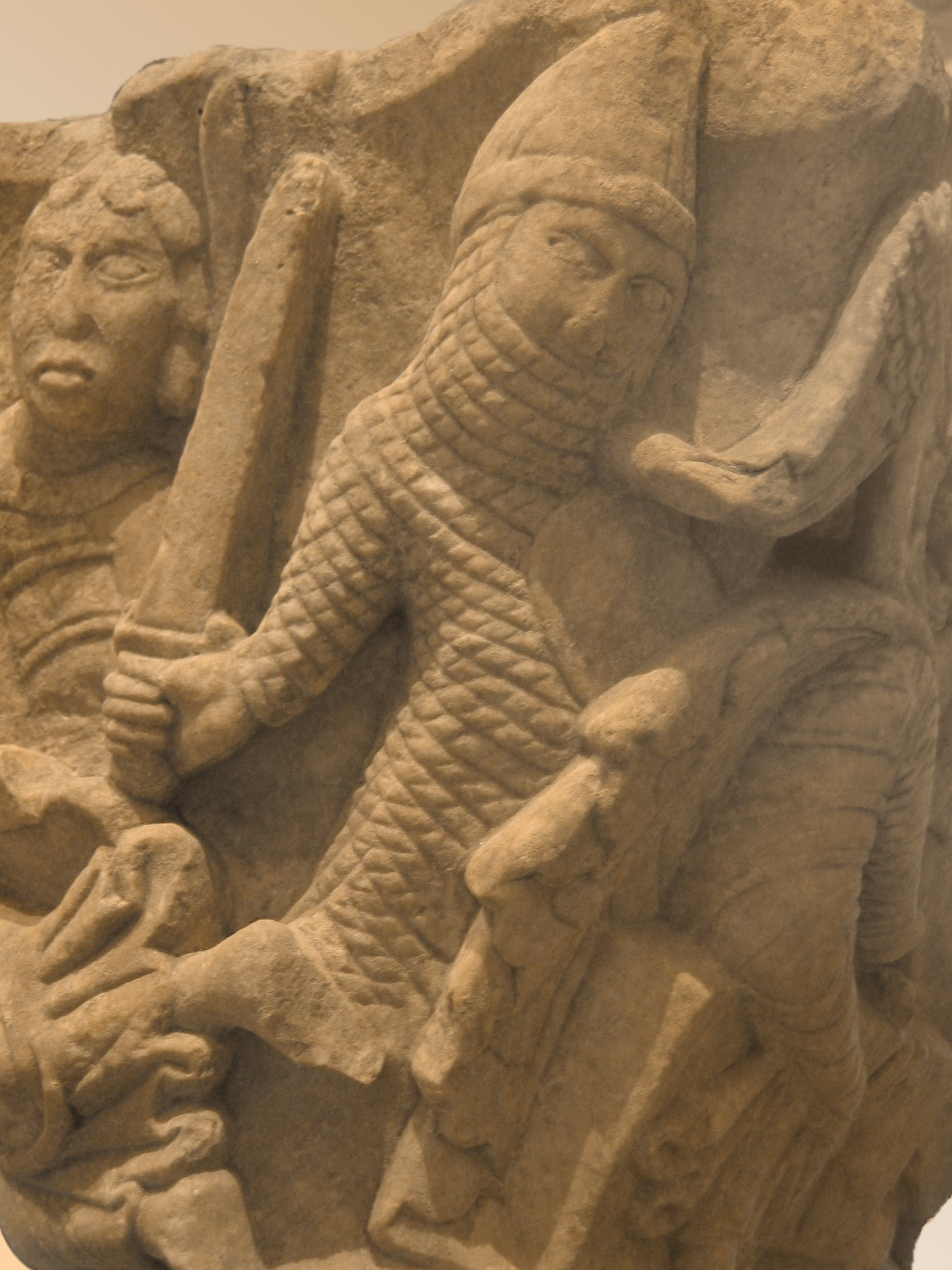
Chevalier portant camail et casque phrygien.

Dans son homélie (1130-1136), appelée De laude novæ militiæ (Éloge de la nouvelle milice), Bernard de Clairvaux présente un portrait physique et surtout moral des Templiers, qui s'opposait à celui des chevaliers du siècle :

« Ils se coupent les cheveux ras, sachant de par l'Apôtre que c'est une ignominie pour un homme de soigner sa coiffure. On ne les voit jamais peignés, rarement lavés, la barbe hirsute, puant la poussière, maculés par les harnais et par la chaleur… »

Bien que contemporaine des Templiers, cette description était plus allégorique que réaliste, saint Bernard ne s'étant jamais rendu en Orient. Par ailleurs, l'iconographie templière est mince. Dans les rares peintures les représentant à leur époque, leurs visages, couverts d'un heaume, d'un chapeau de fer ou d'un camail, ne sont pas visibles ou n'apparaissent que partiellement.
Dans l'article 28, la règle latine précisait que « les frères devront avoir les cheveux ras », ceci pour des raisons à la fois pratiques et d'hygiène dont ne parlait pas saint Bernard, mais surtout « afin de se considérer comme reconnaissant la règle en permanence ». De plus, « afin de respecter la règle sans dévier, ils ne doivent avoir aucune inconvenance dans le port de la barbe et des moustaches. » Les frères chapelains étaient tonsurés et rasés. De nombreuses miniatures, qui représentent des Templiers sur le bûcher, ne sont ni contemporaines, ni réalistes. À ce moment, certains s'étaient même rasés pour montrer leur désengagement de l'Ordre.
Enfin, les peintres officiels du XIXe siècle ont imaginé les Templiers à leur manière, mêlant idéalisme et romantisme, avec de longues chevelures et de grandes barbes.

### Vie quotidienne
« car de notre vie vous ne voyez que l'écorce qui est par dehors. Car l'écorce est telle que vous nous voyez avoir beaux chevaux et belles robes, et ainsi vous semble que vous serez à votre aise. Mais vous ne savez pas les forts commandements qui sont par dedans. Car c'est une grande chose que vous, qui êtes sire de vous-même, deveniez serf d'autrui. »

— Extrait de l'article 661 de la règle.
La règle de l'Ordre et ses retraits nous informent de manière précise sur ce que fut la vie quotidienne des Templiers en Occident comme en Orient.
Cette vie était partagée entre les temps de prières, la vie collective (repas, réunions), l'entraînement militaire, l'accompagnement et la protection des pèlerins, la gestion des biens de la maison, le commerce, la récolte des taxes et impôts dus à l'Ordre, le contrôle du travail des paysans sur les terres de l'Ordre, la diplomatie, la guerre et le combat contre les infidèles.

## Templiers et guerre

### Cheval

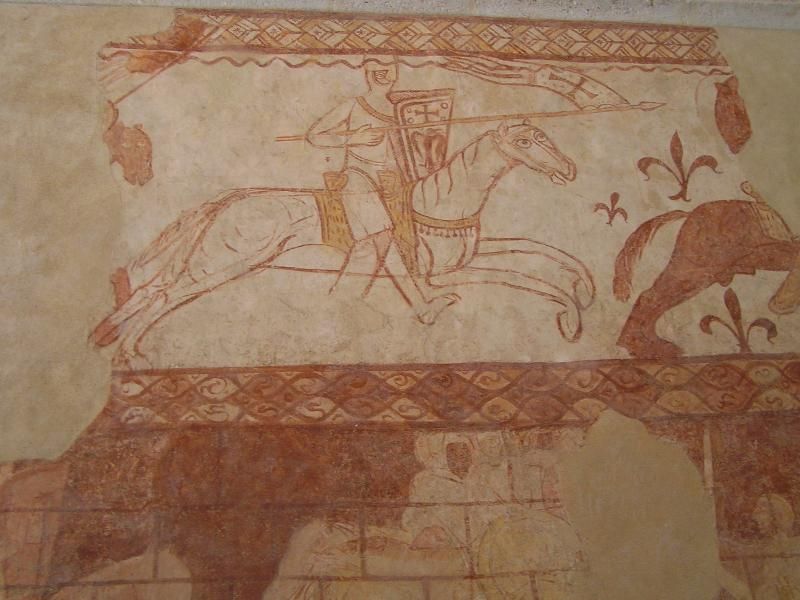
Chevalier du Temple chargeant sur son destrier, chapelle templière de Cressac en Charente, vers 1170-1180.

Un ordre de chevalerie ne va pas sans cheval. Ainsi, l'histoire de l'ordre du Temple fut intimement liée à cet animal. Pour commencer, un noble qui était reçu dans l'Ordre pouvait faire don de son destrier, un cheval de combat que les écuyers tenaient à dextre, c'est-à-dire de la main droite (donc à gauche). Après 1140, on comptait de nombreux donateurs de la grande noblesse léguant aux Templiers des armes et des chevaux.
Pour équiper son armée, l'ordre du Temple fournissait trois chevaux à chacun de ses chevaliers dont l'entretien était assuré par un écuyer (articles 30 & 31 de la règle). La règle précise que les frères pouvaient avoir plus de trois chevaux, lorsque le maître les y autorisait. Cette mesure visait sans doute à prévenir la perte des chevaux, afin que les frères eussent toujours trois chevaux à disposition.
Ces chevaux devaient être harnachés de la plus simple manière exprimant le vœu de pauvreté. Selon la règle (article 37) « Nous défendons totalement que les frères aient de l'or et de l'argent à leur brides, à leurs étriers et à leurs éperons ». Parmi ces chevaux se trouvait un destrier qui était entraîné au combat et réservé à la guerre. Les autres chevaux étaient des sommiers ou bêtes de somme de race comtoise ou percheronne. Ce pouvaient être aussi des mulets appelés « bêtes mulaces ». Ils assuraient le transport du chevalier et du matériel. Il y avait aussi le palefroi, plus spécialement utilisé pour les longs déplacements.
Selon les retraits, la hiérarchie de l'Ordre s'exprimait à travers l'attribution réglementaire des montures. Les retraits commencent ainsi : « Le maître doit avoir quatre bêtes… » indiquant l'importance du sujet. D'ailleurs, les trois premiers articles du maître de l'Ordre (articles 77, 78 et 79) portaient sur son entourage et le soin aux chevaux. On apprend ainsi que les chevaux étaient nourris en mesures d'orge (céréale coûteuse et donnant beaucoup plus d'énergie aux chevaux que la simple ration de foin) et qu'un maréchal-ferrant se trouvait dans l'entourage du maître.
Parmi les chevaux du maître se trouvait un turcoman, pur sang arabe qui était un cheval de guerre d'élite et de grande valeur car très rapide.
Quatre chevaux étaient fournis à tous les hauts dignitaires : sénéchal, maréchal, commandeur de la terre et du royaume de Jérusalem, commandeur de la cité de Jérusalem, commandeurs de Tripoli et d'Antioche, drapier, commandeurs des maisons (commanderies), turcopolier. Les frères sergents tels que le sous-maréchal, le gonfanonier, le cuisinier, le maréchal-ferrant et le commandeur du port d'Acre avaient droit à deux chevaux. Les autres frères sergents ne disposaient que d'une seule monture. Les turcopoles, soldats arabes au service de l'ordre du Temple, devaient fournir eux-mêmes leurs chevaux.
C'était le maréchal de l'Ordre qui veillait à l'entretien de tous les chevaux et du matériel, armes, armures et brides, sans lesquels la guerre n'était pas possible. Il était responsable de l'achat des chevaux (article 103) et il devait s'assurer de leur parfaite qualité. Un cheval rétif devait lui être montré (article 154) avant d'être écarté du service.
Les destriers étaient équipés d'une selle à « croce » (à crosse), appelée aussi selle à arçonnière, qui était une selle montante pour la guerre et qui permettait de maintenir le cavalier lors de la charge. Les commanderies du Sud de la France, mais aussi celles de Castille, d'Aragon et de Gascogne, étaient spécialisées dans l'élevage des chevaux. Ceux-ci étaient ensuite acheminés dans les États latins d'Orient par voie maritime. Pour cela, ils étaient transportés dans les cales des nefs templières et livrés à la caravane du maréchal de l'Ordre qui supervisait la répartition des bêtes selon les besoins. Lorsqu'un Templier mourait ou était envoyé dans un autre État, ses chevaux revenaient à la maréchaussée (article 107).
Rares sont les représentations des Templiers. Il nous est cependant parvenu une peinture murale d'un chevalier du Temple en train de charger sur son destrier. Il s'agit d'une fresque de la chapelle de Cressac en Charente, datant de 1170 ou 1180.

### Équipement militaire
Le noble des XIIe – XIIIe siècles devait se faire confectionner un équipement complet (vêtement et armes) pour être adoubé chevalier. Ce matériel, nécessitant essentiellement des métaux, valait une somme importante qui pouvait impliquer de contracter un crédit ou de bénéficier d'un prêt. Les chevaliers et sergents templiers devaient disposer d'un tel équipement.
La protection du corps était assurée par un écu, un haubert (cotte de mailles) ainsi qu'un heaume ou un chapel de fer.
- L'écu (ou bouclier) de forme triangulaire, pointe en bas, était fait de bois et recouvert d'une feuille de métal ou de cuir. Il servait à protéger le corps, mais sa taille fut réduite dans le courant du XIIe siècle pour être allégé et donc plus maniable.
- La cotte de mailles était constituée de milliers d'anneaux en fer de quelques millimètres de diamètre, entrelacés et rivetés. Cette cotte était constituée de quatre parties :
  - Les chausses de mailles attachées à la ceinture par des lanières de cuir.
  - Le haubert protégeait le corps et les bras. Il est à noter que le haubert fut raccourci au genou au cours du XIIIe siècle pour être plus léger, après quoi il fut appelé « haubergeon ». Il se distinguait par des manches courtes et l'absence de protection de tête solidaire.
  - Le camail ou coiffe de mailles. Un « mortier » ou casquette en tissu matelassé était posé sur la tête pour supporter le camail ainsi que le heaume.
  - Les mains étaient protégées par des gants en mailles appelés gants d'arme (article 325 de la règle).
- Le casque était alors une calotte de fer comportant éventuellement une protection du visage fixe. Le chapel de fer devait son nom à sa forme très proche du chapeau de paille à larges bords ne protégeant pas le visage. Plus tard, le « heaume » apparut. Il couvrait toute la tête jusqu'au bas du cou.

Le sous-vêtement se composait d'une chemise de lin et de braies. La protection du corps était renforcée par le port de chausses éventuellement matelassées en tissu ou cuir et attachées par des lanières, ainsi que par un « gambison » ou « gambeson » en tissu matelassé et recouvert de soie. Pour finir, le surcot, porté sur la cotte, est aussi appelé jupon d'arme, cotte d'arme ou « tabard ». Il était cousu d'une croix rouge, insigne de l'ordre, devant comme derrière. Il permettait de reconnaître les combattants templiers sur le champ de bataille comme en tout lieu. Le baudrier, porté autour des reins, était une ceinture spéciale qui permettait d'accrocher l'épée et de maintenir le surcot près du corps.
Selon la règle (voir entre autres les travaux de Georges Bordonove), le Templier recevait comme armement une épée, une lance, une masse et trois couteaux lors de sa réception dans l'Ordre.
Les épées suivaient les modes occidentales de l'époque. Elles étaient donc à lames droites à double tranchant, maniées à une main à la création de l'Ordre puisque les modèles maniés à deux mains n'apparaîtront que plus tard (toute fin du XIIe siècle). La lance est une arme de cavalier, destinée à charger « à la lance couchée » sur l'ennemi. La masse d'arme est constituée d'une hampe courte (selon modèles, de 40 à 80 cm) et d'une tête ferrée ou entièrement constituée de fer présentant d'éventuelles protubérances. L'épée était accompagnée, selon la mode de l'époque, d'un couteau qui lui était esthétiquement appareillé de 30 à 40 cm de longueur totale. Les deux autres couteaux étaient des outils d'usage général, servant aux menus travaux, à l'entretien du corps, du cheval et à la nutrition.

### Drapeau

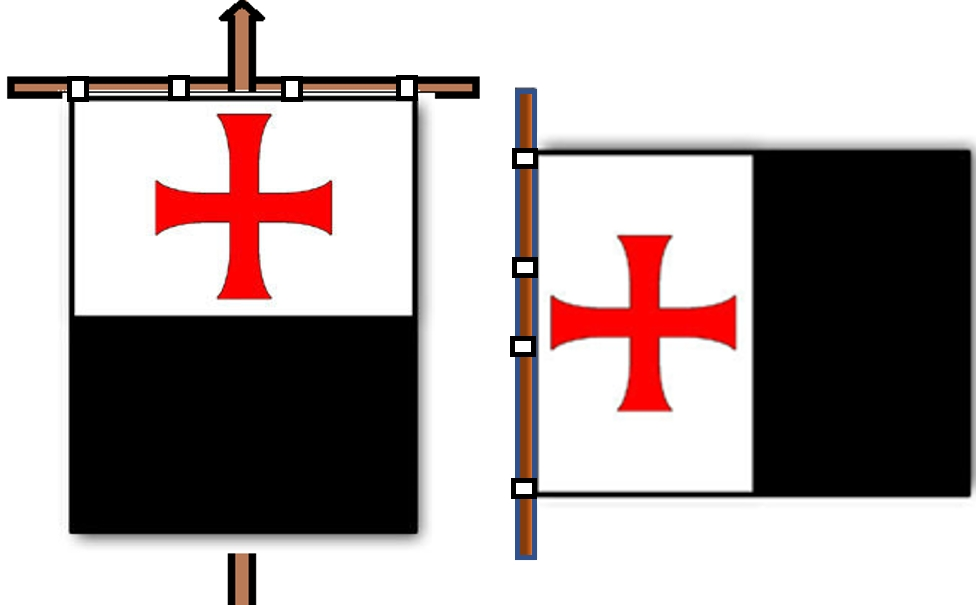
Gonfanon baussant.

Le drapeau de l'ordre du Temple était appelé le gonfanon baucent. Baucent, qui signifie bicolore, avait plusieurs graphies : baussant, baucent ou balcent. C'était un rectangle vertical composé de deux bandes, l'une blanche et l'autre noire, coupées au tiers supérieur. Il était le signe de ralliement des combattants templiers sur le champ de bataille, protégé en combat par une dizaine de chevaliers. Celui qui en était responsable était appelé le gonfanonier. Selon la circonstance, le gonfanonier désignait un porteur qui pouvait être un écuyer, un soldat turcopole ou une sentinelle. Le gonfanonier chevauchait devant et conduisait son escadron sous le commandement du maréchal de l'Ordre.
Le gonfanon devait être visible en permanence sur le champ de bataille et c'est pourquoi il était interdit de l'abaisser. Ce manquement grave au règlement pouvait être puni par la sanction la plus sévère, c’est-à-dire la perte de l'habit qui signifiait le renvoi de l'Ordre.
Selon l'historien Georges Bordonove, lorsque le gonfanon principal tombait parce que son porteur et sa garde avaient été tués, le commandeur des chevaliers déroulait un étendard de secours et reprenait la charge. Si celui-ci venait à disparaître à son tour, un commandeur d'escadron devait lever son pennon noir et blanc et rallier tous les Templiers présents.
Si les couleurs templières n'étaient plus visibles, les Templiers survivants devaient rejoindre la bannière des Hospitaliers. Dans le cas où celle-ci était tombée, les Templiers devaient rallier la première bannière chrétienne qu'ils apercevaient.
Le gonfanon baucent est représenté dans les fresques de la chapelle templière San Bevignate de Pérouse en Italie. La bande blanche se situe dans la partie supérieure. Il est aussi dessiné dans la chronica majorum, les Chroniques de Matthieu Paris en 1245. Dans ce cas, la bande blanche se trouve dans la partie inférieure.

### Saint patron

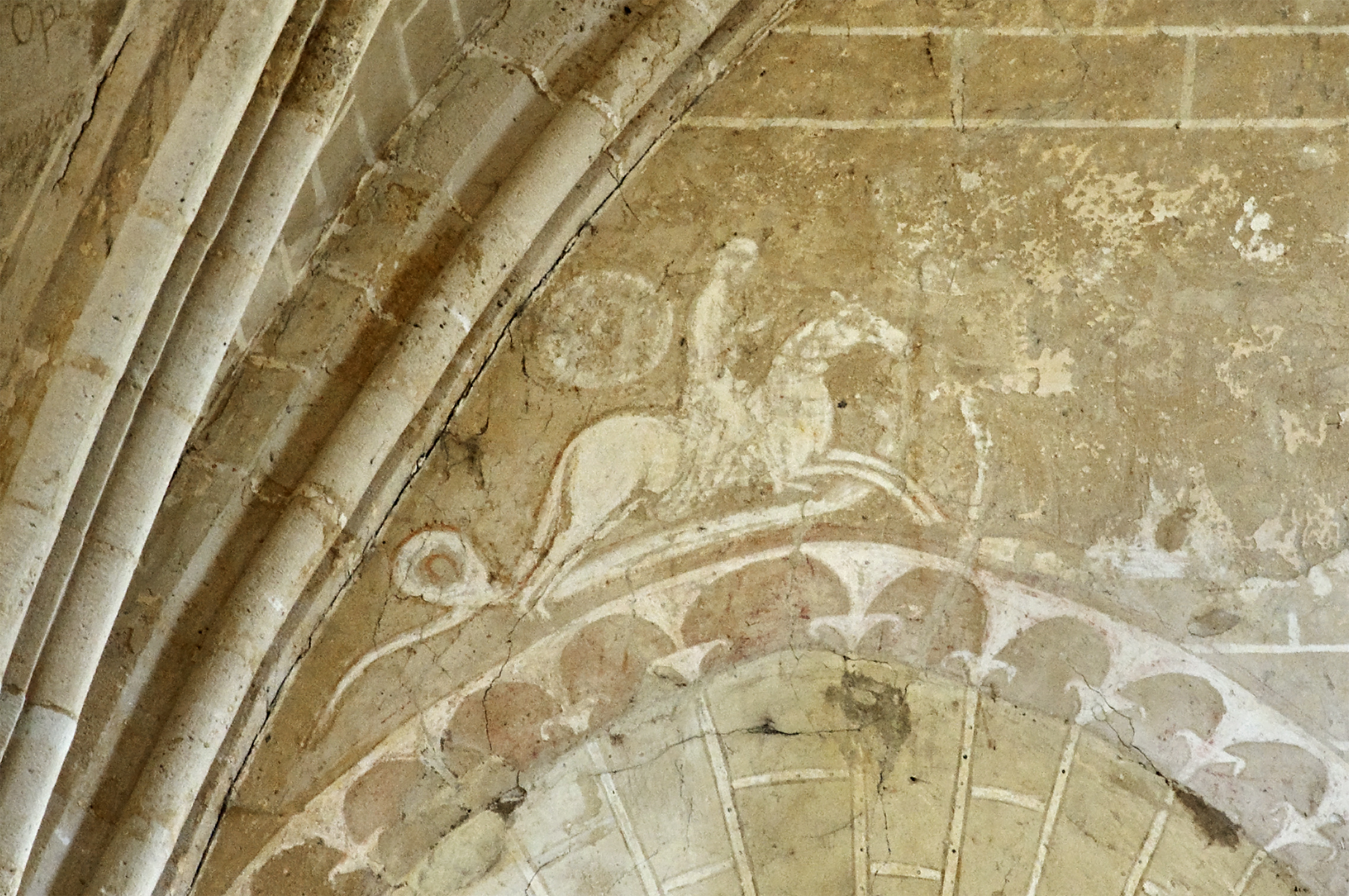
Peinture murale de saint Georges dans la chapelle de la commanderie de Coulommiers.

Saint Georges était un saint très vénéré par les ordres militaires et religieux, mais les Templiers considéraient Marie comme leur sainte patronne.

### Templiers vus par leurs ennemis
Les croisés dans leur ensemble étaient perçus par les Arabes comme des barbares ignorants parfois même accusés de cannibalisme, comme lors de la prise de la ville de Ma'arrat al-Numan, pendant la première croisade, et furent ensuite parfois désignés comme les cannibales de Maara. Au début du XIIe siècle, les Templiers se révélèrent être les combattants les plus redoutables que durent affronter les Arabes. Cependant, en dehors du champ de bataille, on note qu'une certaine tolérance religieuse les animait. En 1140, l'émir et chroniqueur Oussama Ibn Mounqidh, par ailleurs ambassadeur auprès des Francs, se rendit à Jérusalem. Il avait l'habitude d'aller à l'ancienne mosquée al-Aqsa, « lieu de résidence de mes amis les Templiers ». L'émir rapporta une anecdote pendant laquelle les Templiers prirent ouvertement sa défense lors de la prière. Alors que la façon de prier des musulmans était à la fois inconnue et incomprise des Francs nouvellement arrivés en Orient, les Templiers, eux, faisaient respecter ce culte, même si celui-ci était qualifié d'infidèle.
Quelques années plus tard, en 1187, lors de la bataille de Hattin, le chef musulman Saladin fit décapiter au sabre, sur place et en sa présence, près de deux cent trente prisonniers templiers. Le secrétaire particulier de Saladin concluait en parlant de son maître : « Que de maux il guérit en mettant à mort un Templier ». En revanche, les chefs militaires arabes épargnaient les maîtres de l'Ordre prisonniers parce qu'ils savaient que dès qu'un maître mourait, il était immédiatement remplacé.

### Principales batailles
Dans l'action militaire, les Templiers étaient des soldats d'élite. Ils ont fait preuve de courage et se sont révélés être de fins stratèges. Ils étaient présents sur tous les champs de bataille où se trouvait l'armée franque et ont intégré les armées royales dès 1129.

#### Second siège d'Ascalon (16 août 1153)

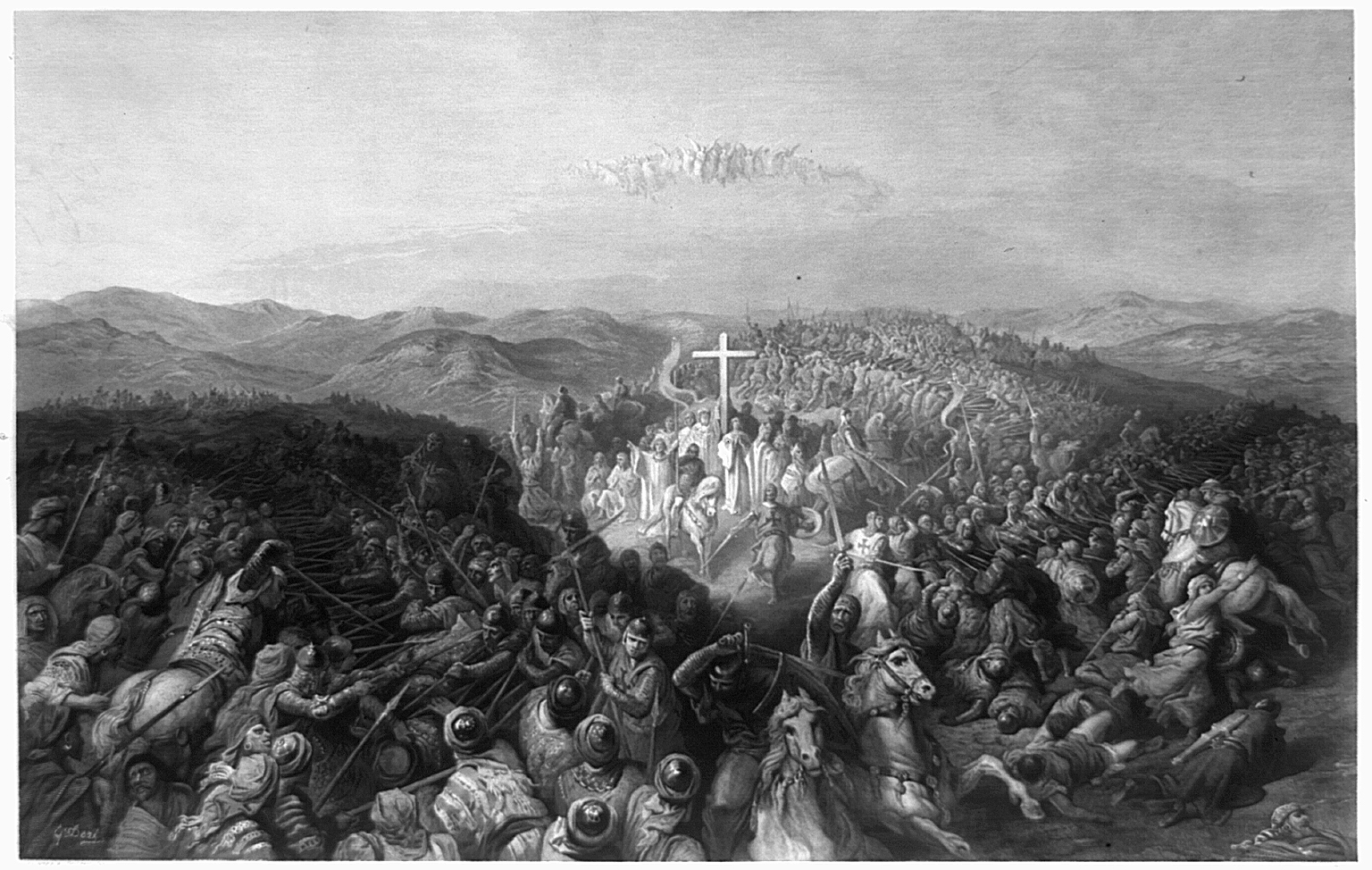
Bataille d'Ascalon, imaginée par Gustave Doré (gravure de C.W. Sharpe, 1881).

Le siège de Damas ayant été une grosse défaite pour le roi de Jérusalem, Baudouin III, celui-ci décida de lancer une attaque sur Ascalon.
Le maître de l'ordre, Bernard de Tramelay, appuya l'avis du roi et l'attaque fut lancée le 16 août 1153. Ce fut une hécatombe pour les Templiers qui pénétrèrent au nombre de quarante dans la cité derrière leur maître. En effet, ils furent tous tués par les défenseurs égyptiens de la cité et leurs corps suspendus aux remparts.
Cet épisode a soulevé de nombreuses polémiques car certains prétendirent que les Templiers voulaient entrer seuls dans la cité afin de s'approprier tous les biens et trésors alors que d'autres pensaient qu'ils voulaient, au contraire, marquer l'Ordre d'un fait d'armes.
Toutefois, la ville d'Ascalon tomba le 22 août 1153 et l'ordre du Temple élut un nouveau maître : André de Montbard. Il accepta cette nomination pour contrer l'élection d'un autre chevalier du Temple, Guillaume II de Chanaleilles, fils de Guillaume Ier (l'un des héros de la première croisade aux côtés du comte de Toulouse Raymond IV, dit Raymond de Saint-Gilles), favori du roi de France Louis VII et qui aurait permis au roi de contrôler l'Ordre.

#### Bataille de Montgisard (25 novembre 1177)
Cette bataille, menée le 25 novembre 1177, fut l'une des premières du jeune roi de Jérusalem Baudouin IV, alors âgé de seize ans. Les troupes du roi avaient été renforcées par quatre-vingts templiers venus de Gaza à marche forcée.

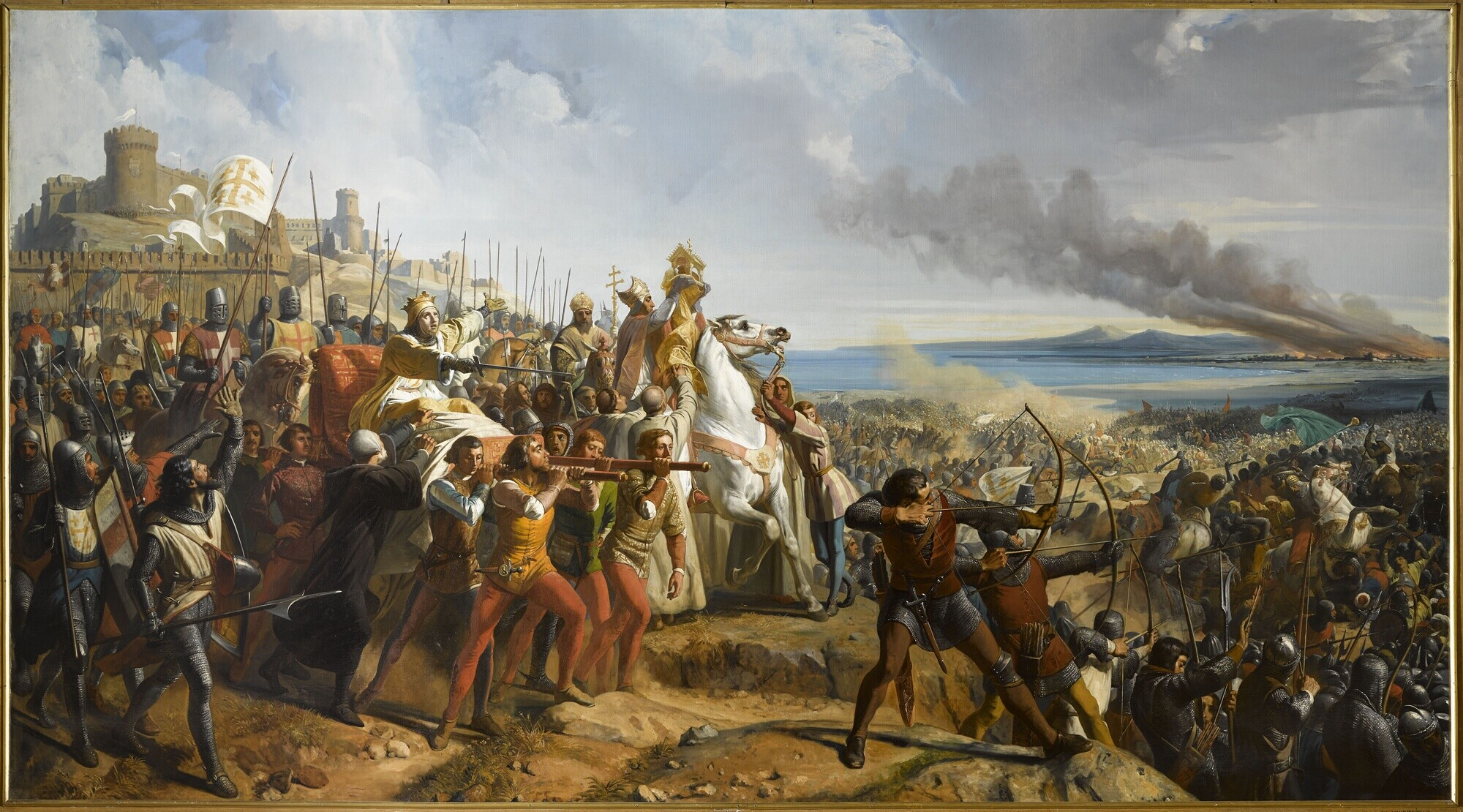
Bataille de Montgisard, imaginée par Charles-Philippe Larivière (tableau du XIXe siècle).

Cette alliance de forces eut raison de l'armée de Saladin à Montgisard, près de Ramla.

#### Bataille de Hattin (4 juillet 1187)

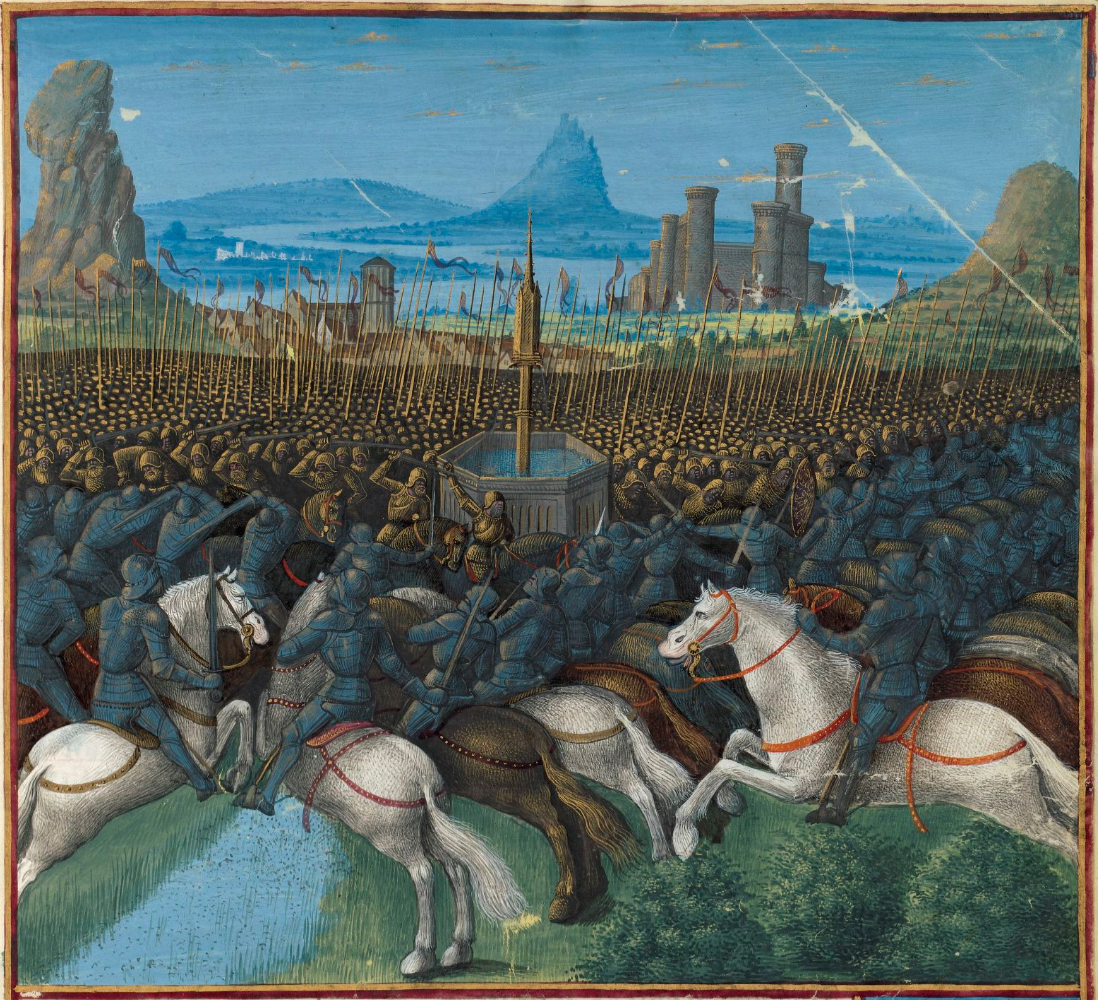
Représentation de la bataille de Hattin, provenant d'un manuscrit médiéval.

Après la mort du roi Baudouin V, Guy de Lusignan devint roi de Jérusalem par le biais de sa femme Sibylle, sœur du roi Baudouin IV.
Sur les conseils du Temple (alors commandé par Gérard de Ridefort) et de l'Hôpital, Guy de Lusignan apprêta l'armée. Comme le temps était particulièrement aride et que l'unique point d'eau se situait à Hattin, près de Tibériade, le roi fit prendre cette direction à ses troupes.
Le 4 juillet 1187, Saladin encercla les Francs. Presque toute l'armée fut faite prisonnière (environ quinze mille hommes), ainsi que le roi lui-même. Saladin ayant une aversion particulière pour les Templiers, ceux-ci furent tous exécutés par décapitation (ainsi que tous les Hospitaliers). Un seul Templier fut épargné, le maître en personne : Gérard de Ridefort.

#### Bataille d'Arsouf (7 septembre 1191)

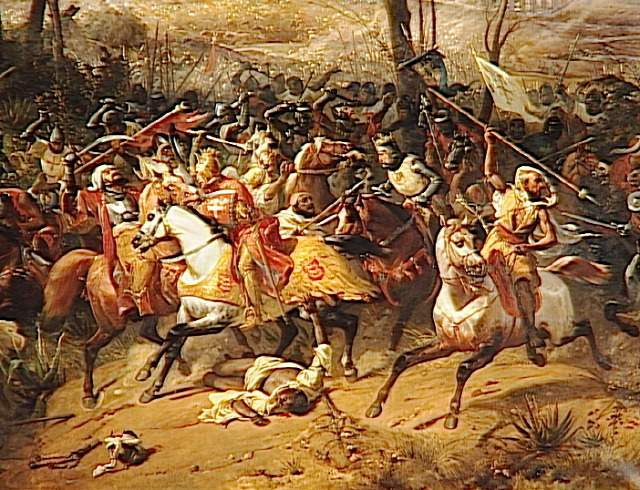
Bataille d'Arsouf, imaginée par Éloi Firmin Féron (tableau du XIXe siècle).

Après la chute de Jérusalem, une troisième croisade fut lancée à partir de l'Europe. Richard Cœur de Lion se retrouva seul après le retrait de la majorité des troupes allemandes de Frédéric Barberousse (après la noyade de ce dernier dans un fleuve) et le retour de Philippe Auguste en France. Le maître templier Gérard de Ridefort fut capturé puis exécuté le 4 octobre 1189 devant Acre, il fut remplacé dans sa fonction deux ans plus tard par Robert de Sablé, grand ami du roi Richard, ayant passé dix-neuf ans à sa cour. Richard fit marcher son armée le long de la mer, ce qui lui permit de rester en communication avec sa flotte et, ainsi, d'assurer continuellement l'approvisionnement de ses troupes. Formée d'une immense colonne, l'armée de Richard avait pour avant-garde le corps des Templiers mené par le nouveau maître de l'ordre du Temple, Robert de Sablé, venaient ensuite les Bretons et les Angevins, Guy de Lusignan avec ses compatriotes poitevins, puis les Normands et les Anglais et enfin en arrière-garde les Hospitaliers.
Dans les premiers temps de la bataille, Richard subit l'initiative de Saladin mais reprit la situation en main pour finalement mettre l'armée de Saladin en déroute par deux charges successives de la chevalerie franque et ce malgré le déclenchement prématuré de la première charge.

#### Conquête de Majorque (5 septembre 1229)
Les chevaliers du Temple sont particulièrement actifs auprès du souverain Jacques Ier d'Aragon, tant pour préparer la bataille que pour la conduire. Ils joueront un rôle déterminant dans la gestion des terres conquises, dans leur peuplement et leur rattachement durable à la couronne d'Aragon.

#### Bataille de Mansourah (8 février 1250)

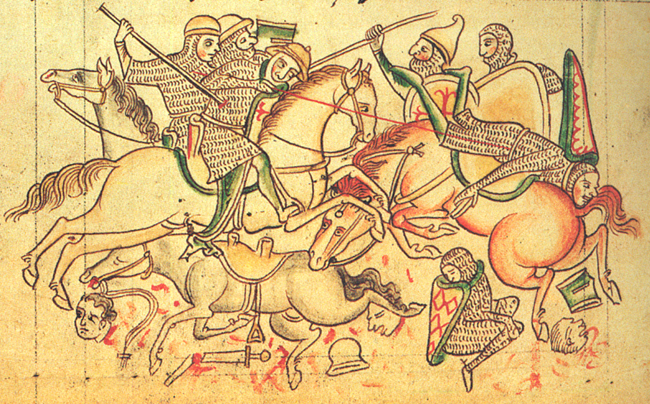
Bataille de Damiette.

Le comte Robert Ier d'Artois, désobéissant aux ordres de son frère le roi Louis IX, voulut attaquer les troupes égyptiennes malgré les protestations des Templiers qui lui recommandaient d'attendre le gros de l'armée royale. L'avant-garde franque pénétra dans la cité de Mansourah, s'éparpillant dans les rues. Profitant de cet avantage, les forces musulmanes lancèrent une contre-attaque et harcelèrent les Francs. Ce fut une véritable hécatombe. De tous les Templiers, 295 périrent. Seuls quatre ou cinq en réchappèrent. Robert Ier d'Artois lui-même, instigateur de cette attaque sans ordre, y perdit la vie.
Saint Louis reprit l'avantage le soir même en anéantissant les troupes qui venaient d'exterminer son avant-garde. Cependant, les Templiers avaient perdu entre-temps presque tous leurs hommes. Cette bataille indécise engendra en avril de la même année la lourde défaite de Fariskur et la capture de Louis IX, libéré contre une rançon. La nouvelle de cette capture fut désastreuse car personne n'imaginait la défaite d'un roi si pieux.

## Templiers et argent

### Financement
Les Templiers devaient exercer une activité économique, commerciale et financière pour payer les frais inhérents au fonctionnement de l'ordre et les dépenses de leurs activités militaires en Orient. Cependant, il ne faut pas confondre cette activité économique et financière avec celle plus sophistiquée des banquiers italiens à la même époque. L'usure, c'est-à-dire une tractation comportant le paiement d'un intérêt, était interdite par l'Église aux chrétiens et de surcroît aux religieux.
Comme le dit l'Ancien Testament (Deutéronome, 23,19) :
« Tu n'exigeras de ton frère aucun intérêt ni pour l'argent, ni pour vivres, ni pour aucune chose qui se prête à intérêt. »
Les Templiers prêtaient de l'argent à toutes sortes de personnes ou institutions : pèlerins, croisés, marchands, congrégations monastiques, clergé, rois et princes… Le montant du remboursement pouvait parfois être supérieur à la somme initiale à la faveur d'un change de monnaie. C'était une façon admise d'éviter l'interdit d'usure.
Lors de la croisade de Louis VII, le roi de France en arrivant à Antioche demanda une aide financière aux Templiers. Le maître de l'Ordre, Évrard des Barres, fit le nécessaire. Le roi de France écrivait à son intendant en parlant des Templiers, « nous ne pouvons pas nous imaginer comment nous aurions pu subsister dans ces pays [Orient] sans leur aide et leur assistance. […] Nous vous notifions qu'ils nous prêtèrent et empruntèrent en leur nom une somme considérable. Cette somme leur doit être rendue ». La somme en question représentait deux mille marcs d'argent.

### Lettre de change
L’activité financière de l'Ordre prévoyait que les particuliers pussent déposer leurs biens lors d'un départ en pèlerinage vers Jérusalem, Saint-Jacques-de-Compostelle ou Rome. Les Templiers inventèrent ainsi le bon de dépôt, et furent à l'origine des toutes premières transactions financières dématérialisées d'Europe. Lorsqu'un pèlerin confiait aux Templiers la somme nécessaire à son pèlerinage, le frère trésorier lui remettait une lettre sur laquelle était inscrite la somme déposée. Cette lettre manuscrite et authentifiée prit le nom de lettre de change. Le pèlerin pouvait ainsi voyager sans argent sur lui et se trouvait plus en sécurité. Arrivé à destination, il récupérait auprès d'autres Templiers l'intégralité de son argent en monnaie locale. Les Templiers ont mis au point et institutionnalisé le service du change des monnaies pour les pèlerins.

### Trésor de l'Ordre
Il s'agissait d'un coffre fermé à clé dans lequel étaient gardés de l'argent, des bijoux, mais aussi des archives. Ce coffre-fort était appelé huche. Le maître de l'Ordre à Jérusalem en effectuait la comptabilité avant que celle-ci ne fût transférée à la fin du XIIIe siècle au trésorier de l'Ordre. Trois articles des retraits de la règle nous renseignent sur le fonctionnement financier de l'Ordre. Le maître pouvait autoriser le prêt d'argent (sans intérêt) avec ou sans l'accord de ses conseillers selon l'importance de la somme. Les revenus provenant des commanderies d'Occident étaient remis au trésor du siège de l'Ordre à Jérusalem.
Tous les dons en argent de plus de cent besants étaient concentrés dans le trésor de l'Ordre. Les commanderies de Paris ou de Londres servaient de centres de dépôts pour la France et l'Angleterre. Chaque commanderie pouvait fonctionner grâce à une trésorerie conservée dans un coffre. Au moment de l'arrestation des Templiers en 1307, il a été retrouvé un seul coffre important, celui du visiteur de France, Hugues de Pairaud. L'argent qu'il contenait a été confisqué par le roi et a immédiatement rejoint les caisses royales.
Que la suppression de l'Ordre par Philippe IV le Bel ait eu pour objectif de récupérer le trésor des Templiers est une hypothèse cependant contestée, car le trésor du Temple était bien inférieur au trésor royal. Le roi a en fait pallié ses difficultés financières en essayant d'établir des impôts réguliers, en taxant lourdement les Juifs et les banquiers lombards, parfois en confisquant leurs biens et en pratiquant les dévaluations monétaires.

### Garde de trésors royaux
Elle a débuté en 1146 lorsque Louis VII, en partance pour la deuxième croisade, avait décidé de laisser le trésor royal sous la garde du Temple de Paris. Cette pratique, qui ne mêlait en rien les activités financières du Temple et celles de la Couronne, prit fin durant le règne de Philippe IV le Bel.
Par la suite, cela se développa, si bien que nombre de souverains firent confiance aux trésoriers de l'Ordre. C'est ainsi qu'une autre grande personnalité, Henri II d'Angleterre, avait laissé la garde du trésor de son royaume au Temple. Par ailleurs, de nombreux Templiers de la maison d'Angleterre étaient également des conseillers royaux.

## Patrimoine des Templiers
L'ordre du Temple possédait principalement deux types de patrimoines bâtis : des monastères appelés commanderies situés en Occident et des forteresses situées au Proche-Orient et dans la péninsule Ibérique.

### Maison du Temple de Jérusalem
La maison du Temple à Jérusalem fut le siège central de l'Ordre depuis sa fondation en 1129 jusqu'en 1187, date de la chute de la ville sainte reprise par Saladin. Le siège central fut alors transféré à Saint-Jean-d'Acre, ville portuaire du royaume de Jérusalem. À la suite de la perte de la ville par les chrétiens en 1291, le siège de l'Ordre fut à nouveau transféré dans la terre chrétienne la plus proche, l'île de Chypre. C'est à Chypre que vivait Jacques de Molay, le dernier maître de l'Ordre avant son retour en France pour y être arrêté. Le siège de l'Ordre n'a jamais été installé en Occident.

### Forteresses orientales

Forteresses templières en Orient.

Pour pallier la faiblesse de leurs effectifs, les croisés entreprirent la construction de forteresses dans les États latins d'Orient. Les Templiers ont participé à cet élan en faisant édifier pour leur besoin de nouveaux châteaux forts. Ils entreprirent également de reconstruire ceux qui avaient été détruits par Saladin vers 1187 et acceptèrent d'occuper ceux que les seigneurs d'Orient (ou d'Espagne) leur donnaient faute de pouvoir les entretenir. Certains d'entre eux permettaient de sécuriser les routes fréquentées par les pèlerins chrétiens autour de Jérusalem. Servant d'établissement à la fois militaire, économique et politique de l'Ordre, la place forte représentait pour les populations musulmanes un centre de domination chrétienne. Les Templiers occupèrent un nombre plus important de places fortes dans la péninsule Ibérique lors de leur participation à la Reconquista.
Au XIIe siècle, après la chute de la ville de Jérusalem devant les forces de Saladin en 1187, les Templiers parvinrent à résister quelques mois dans certaines de leurs places fortes mais, peu à peu, en perdirent la plus grande partie.
Il fallut attendre l'issue de la troisième croisade, menée par les rois de France, d'Angleterre et l'empereur d'Allemagne, pour que les Templiers reconstituassent leur dispositif militaire en Terre sainte.
Au XIIIe siècle, dans le royaume de Jérusalem, les Templiers possédaient quatre forteresses : le château Pèlerin construit en 1217-1218, la forteresse de Safed reconstruite en 1240-1243, le château de Sidon et la forteresse de Beaufort tous deux cédés par Julien, seigneur de Sidon en 1260.
Dans le comté de Tripoli, ils disposaient du château de Tortose reconstruit en 1212, d'Arima et du Chastel Blanc.
Au nord, dans la principauté d'Antioche, les places fortes templières étaient Baghras (Gaston) récupérée en 1216, ainsi que Roche de Roissel et Roche-Guillaume qu'ils détenaient toujours, Saladin ayant renoncé à les conquérir en 1188.

### Forteresses ibériques

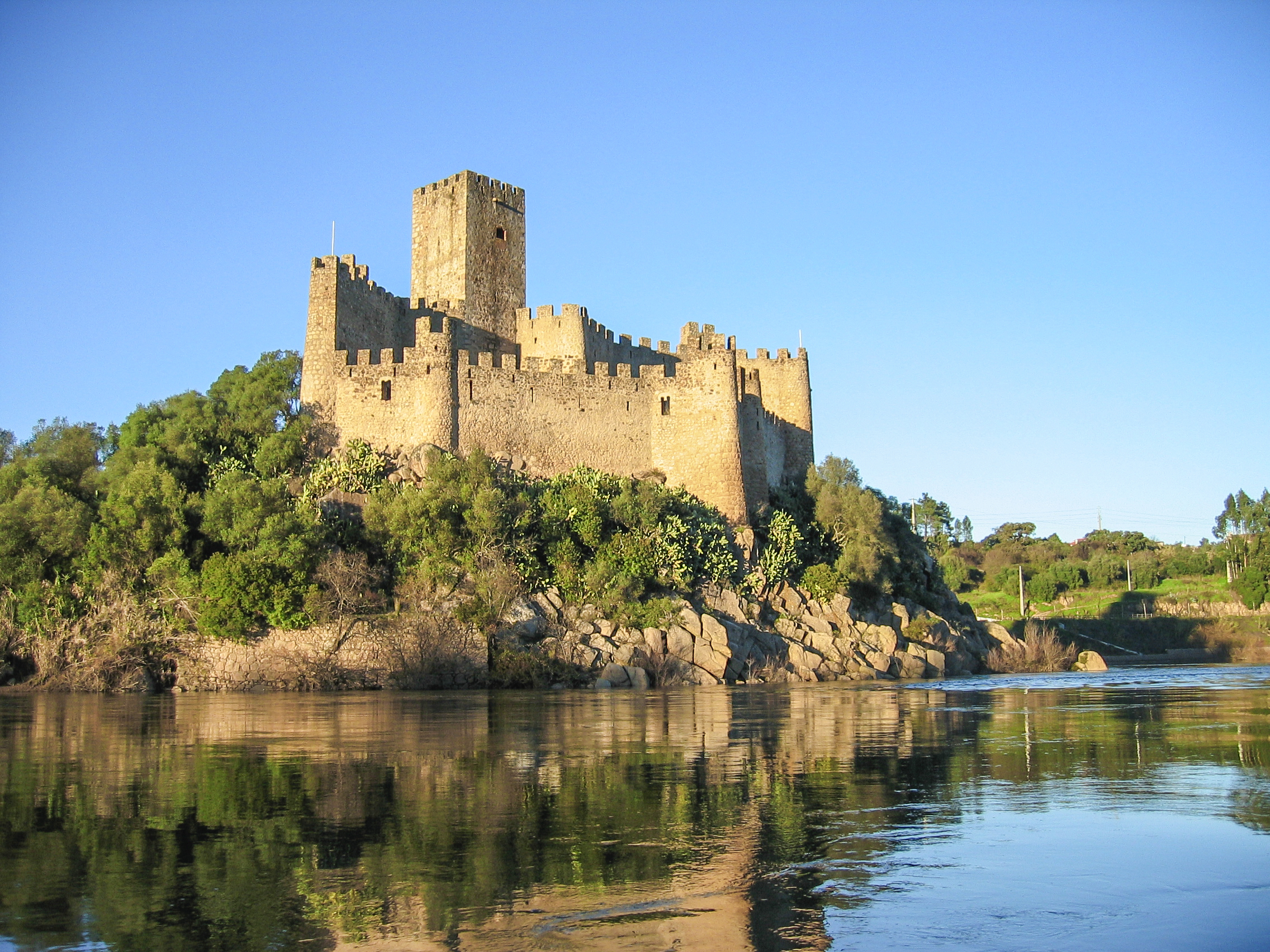
Le château d'Almourol au Portugal.

Dès 1128, l'Ordre reçoit une première donation au Portugal, des mains de la comtesse régnante du Portugal, Thérèse de León, veuve d'Henri de Bourgogne : le château de Soure et ses dépendances. En 1130, l'Ordre a reçu 19 propriétés foncières. Vers 1160, Gualdim Pais achève le château de Tomar, qui devient le siège du Temple au Portugal.
En 1143, Raimond-Bérenger IV, comte de Barcelone, demanda aux Templiers de défendre l'Église d'Occident en Espagne, de combattre les Maures et d'exalter la foi chrétienne. Les Templiers acceptèrent non sans réticence, mais se limitèrent à défendre et pacifier les frontières chrétiennes et à coloniser l'Espagne et le Portugal. Une nouvelle population chrétienne venait en effet de s'installer autour des châteaux donnés aux Templiers, la région étant pacifiée. La Reconquista fut une guerre royale. De ce fait, les ordres de chevalerie y étaient moins autonomes qu'en Orient. Ils devaient fournir à l'armée royale un nombre variable de combattants, proportionnel à l'ampleur de l'opération militaire en cours.
Ainsi, les Templiers espagnols ont participé à la bataille de Las Navas de Tolosa en 1212, à la réunion de Majorque au royaume d'Aragon en 1229, à la prise de Valencia en 1238, de Tarifa en 1292, à la conquête de l'Andalousie et du royaume de Grenade. Au Portugal, les Templiers ont pris part à la prise de Santarém (1146) et à celle d'Alcácer do Sal (1217).
L'action de l'ordre du Temple dans la péninsule Ibérique fut donc secondaire, car l'Ordre tenait à privilégier ses activités en Terre sainte. Cependant, il possédait bien plus de places fortes dans la péninsule Ibérique qu'en Orient. En effet, on dénombre au moins soixante-douze sites rien que pour l'Espagne et au moins six pour le Portugal (on compte seulement une vingtaine de places fortes en Orient). C'est également dans cette zone que l'on trouve les édifices qui ont le mieux résisté au temps (ou qui ont bénéficié de restaurations), comme les châteaux d'Almourol, Miravet, Tomar et Peñíscola.

### Forteresses dans l'Europe de l'Est

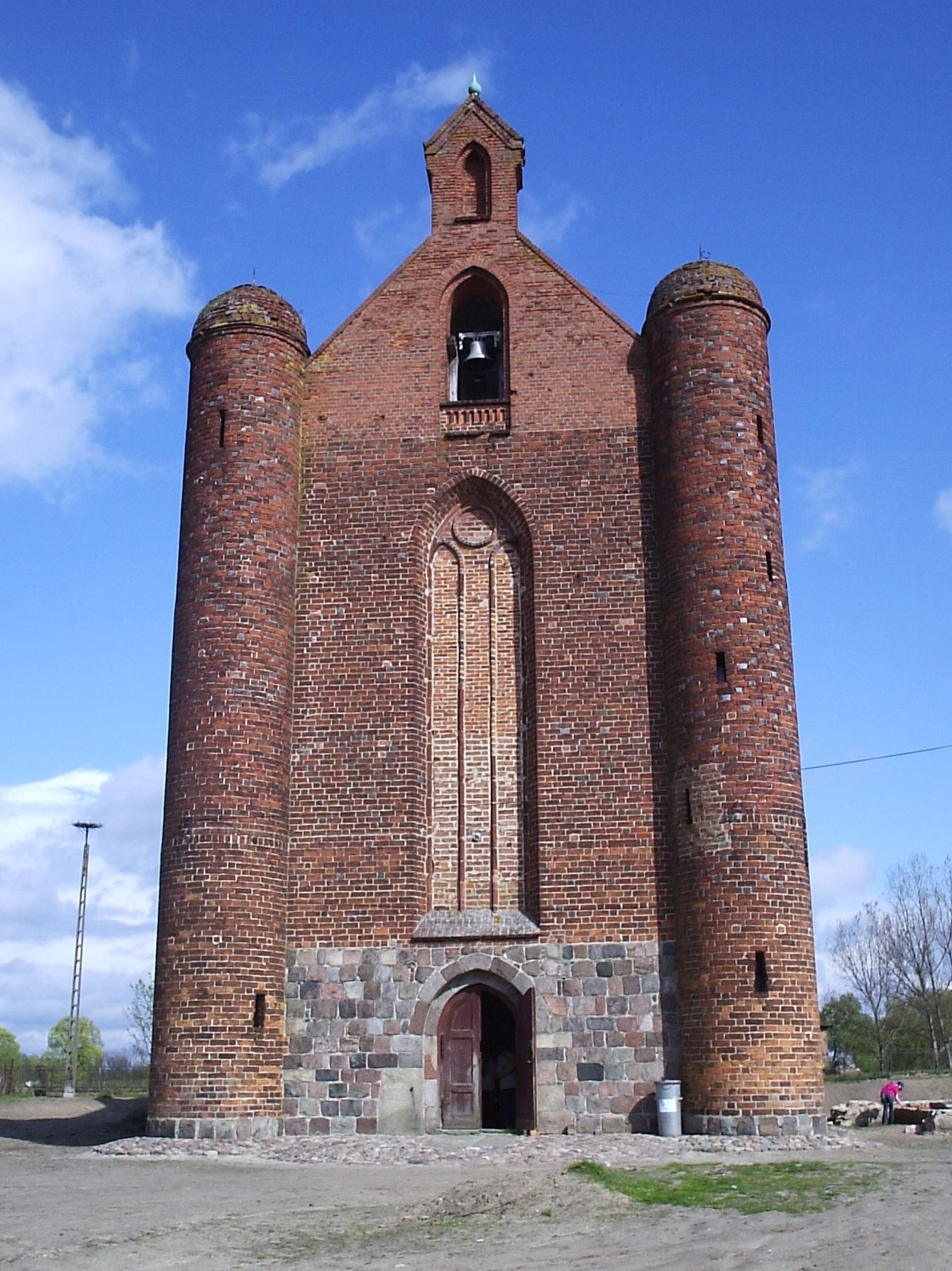
Chapelle templière à Chwarszczany (Quartschen), Pologne.

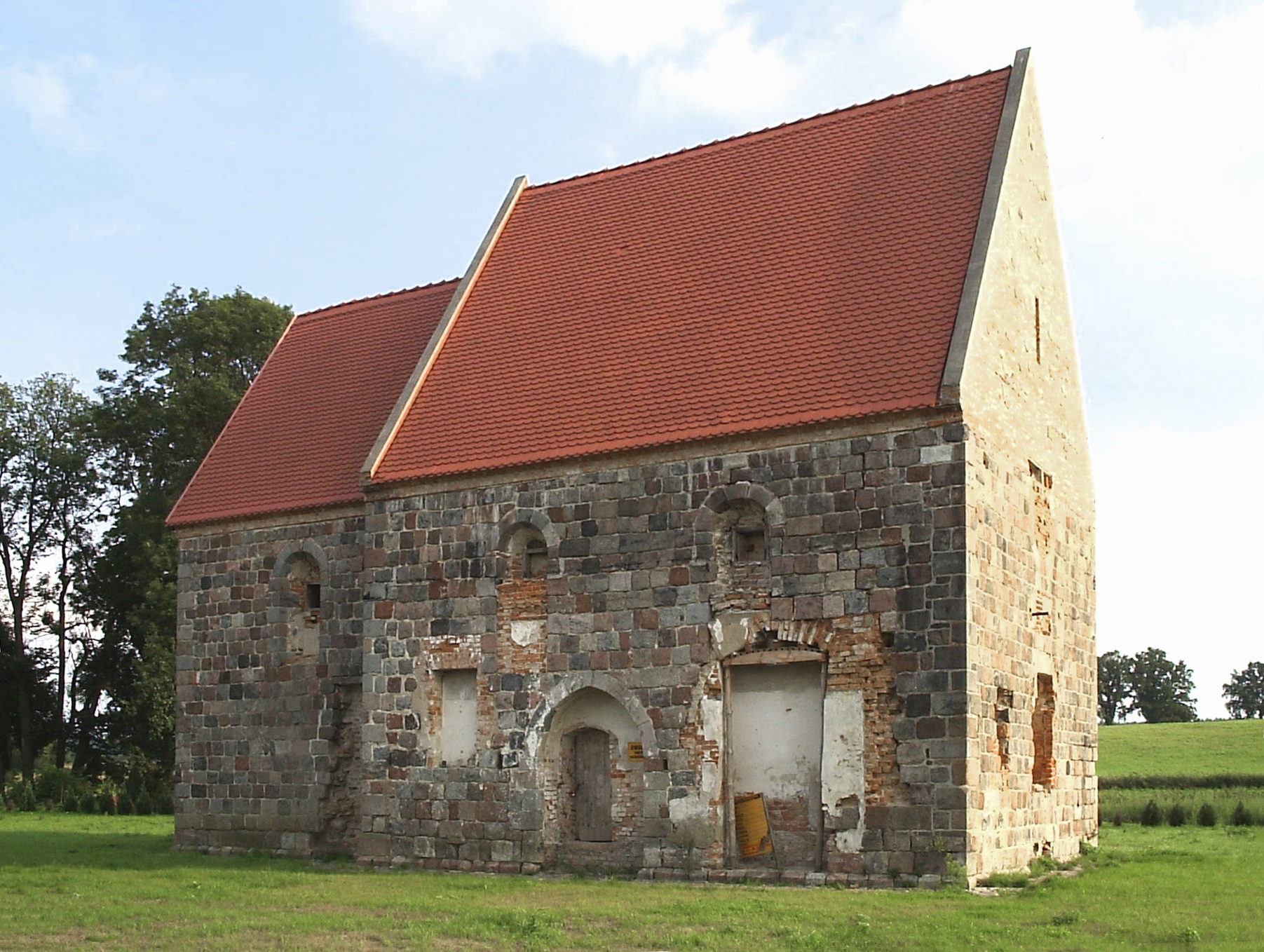
Chapelle templière à Rurka (Rörchen), Pologne.

À la différence de l'Orient et de la péninsule Ibérique où les Templiers faisaient face aux musulmans, l'Europe de l’Est, où les ordres religieux-militaires étaient également implantés, les a confrontés au paganisme. En effet, les territoires de la Pologne, de la Bohême, de la Moravie, de la Hongrie, mais aussi de la Lituanie et de la Livonie formaient un couloir de paganisme, constitué de terres sauvages en grande partie non encore défrichées, pris en tenailles entre l'Occident catholique et la Russie orthodoxe. Borusses (Prussiens), Lituaniens, Lives ou Coumans, encore païens, y résistaient à l'avancée — lente mais inexorable — du christianisme depuis plusieurs siècles. La christianisation catholique, qui nous intéresse ici, se faisait à l'initiative de la papauté mais avec le soutien des princes germaniques convertis (qui y voyaient l'occasion d'agrandir leurs possessions terrestres en même temps que de renforcer les chances de salut pour leur âme) et avec l'appui des évêques, notamment celui de Riga, qui tenaient en quelque sorte des places fortes en territoire païen.
Après la disparition en 1238 de l'ordre de Dobrin (officiellement reconnu par le pape Grégoire IX sous le nom « Chevaliers du Christ de Prusse »), qui avait procédé aux premières conversions, les Templiers se virent invités formellement à prendre pied en Europe orientale. À cet effet, furent octroyés à l'Ordre trois villages le long de la rivière Boug ainsi que la forteresse de Łuków (qu'ils se virent confier en 1257, en même temps que la mission de défendre la présence chrétienne dans cette région). Tout au long du XIIIe siècle, la présence des Templiers en Europe orientale est allée en augmentant et on compta jusqu’à quatorze établissements et deux forteresses templières,.
Cependant, les Templiers (tout comme les Hospitaliers, qui furent également présents en Europe orientale) cédèrent rapidement la place à l’ordre Teutonique dans la lutte contre le paganisme dominant ces régions reculées. Les deux ordres hésitaient à ouvrir un troisième front venant s'ajouter à ceux de la Terre sainte et de la péninsule Ibérique, alors que l'idée première de cette installation aux frontières du christianisme était surtout de diversifier les sources de revenus afin de financer la poursuite des activités principales de l'Ordre en Terre sainte.
Autre région d'Europe orientale, mais plus méridionale, la Hongrie dut faire face tout comme la Pologne aux invasions dévastatrices des Mongols aux alentours de 1240. Présents là aussi, les Templiers envoyaient des informations aux rois occidentaux sans pour autant arriver à les alerter suffisamment pour qu'une réaction volontaire et efficace fût déclenchée.

### Commanderies

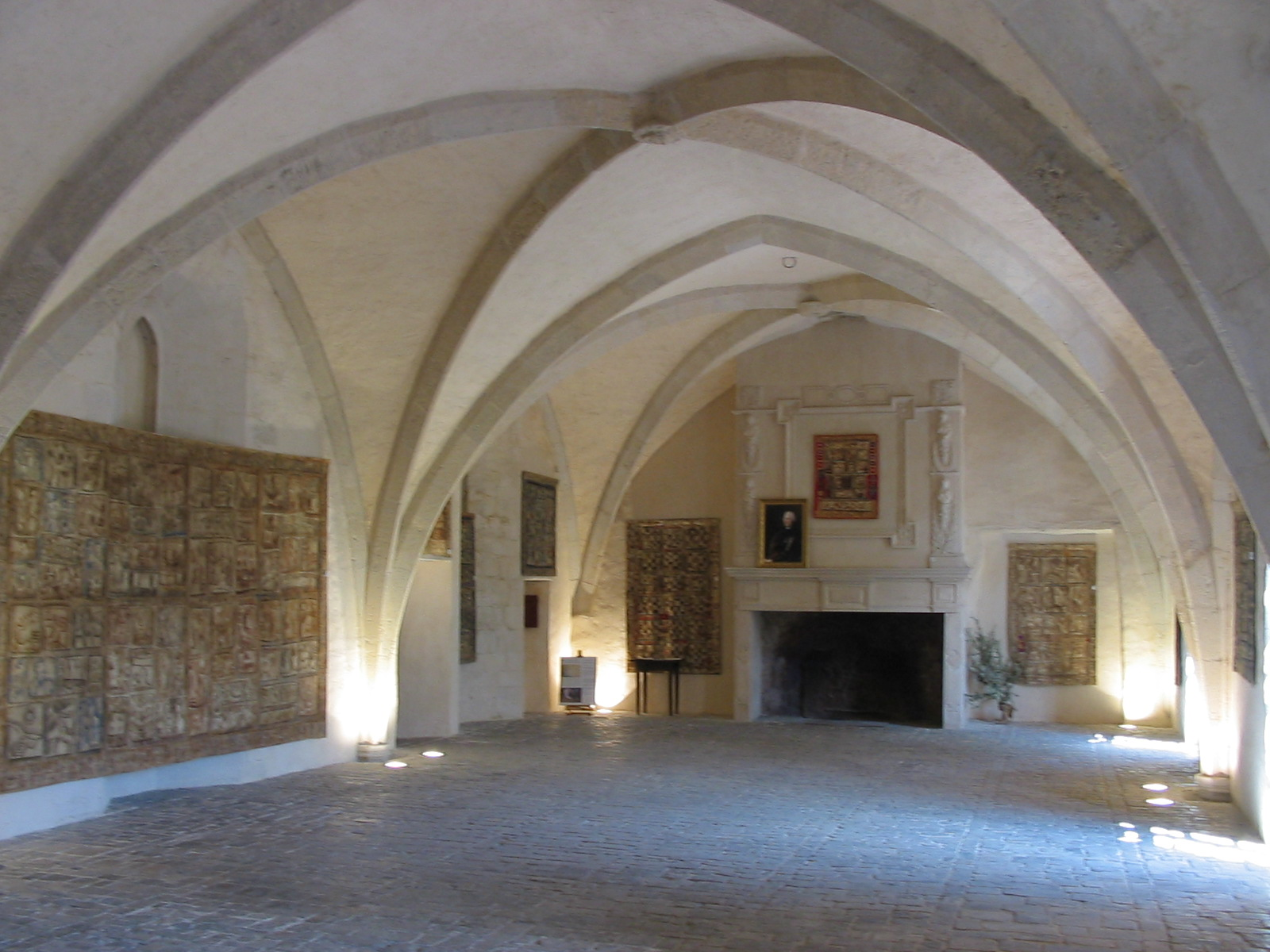
Salle d'honneur de la commanderie de Sainte-Eulalie-de-Cernon, Aveyron, France.

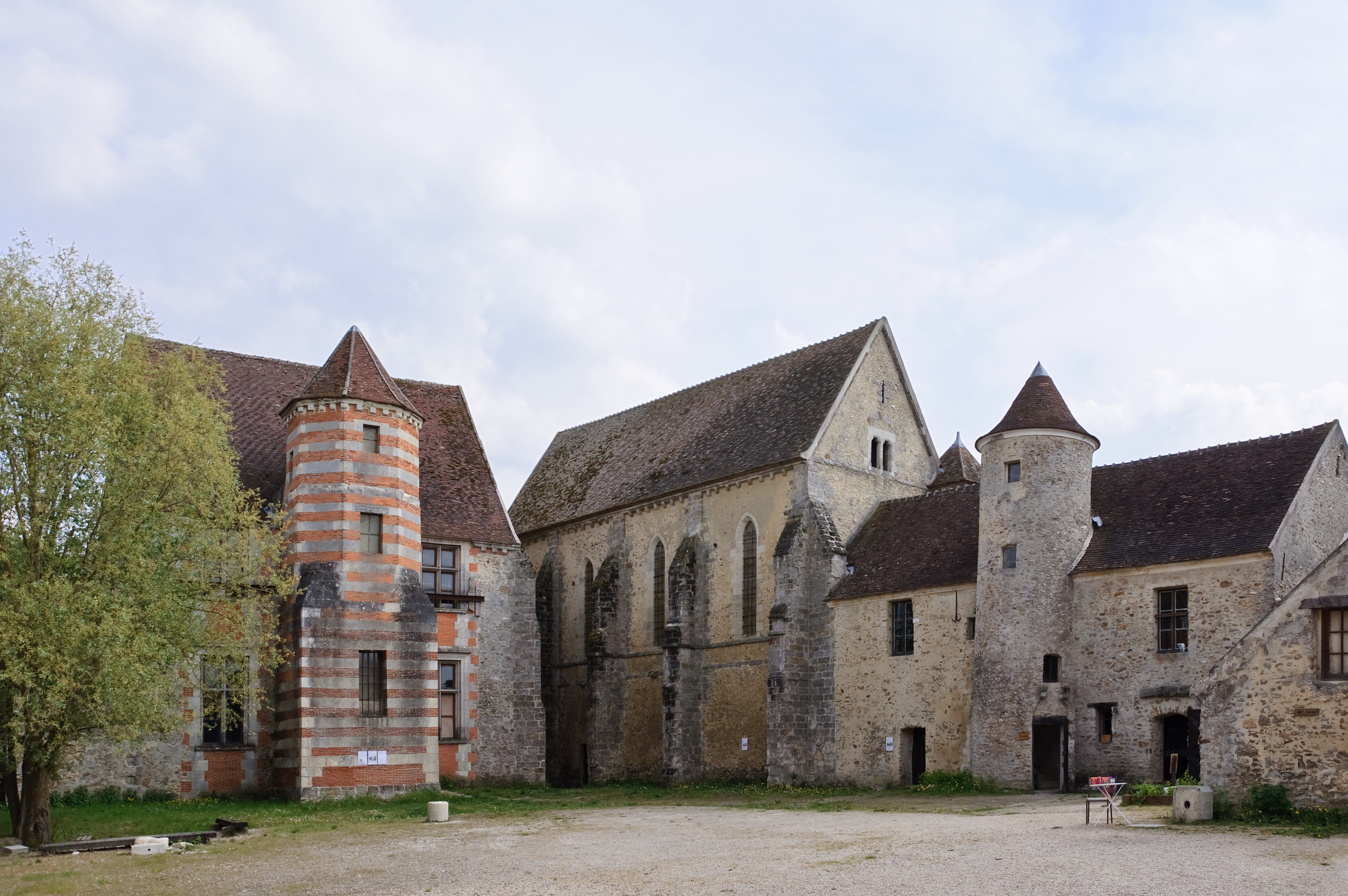
La commanderie de Coulommiers en ancienne Champagne.

Une commanderie était un monastère dans lequel vivaient les frères de l'Ordre en Occident. Elle servait de base arrière afin de financer les activités de l'Ordre en Orient et d'assurer le recrutement et la formation militaire et spirituelle des frères de l'Ordre. Elle s'est constituée à partir de donations foncières et immobilières. Le terme préceptorie, est employé à tort : « Il est donc absurde de parler de « préceptorie » alors que le mot français correct est « commanderie » ; et il est de plus ridicule de distinguer deux structures différentes, préceptorie et commanderie ».
Dans les premières années de sa création, les dons fonciers ont permis à l'Ordre de s'établir partout en Europe. Puis, il y a eu trois grandes vagues de donations de 1130 à 1140, de 1180 à 1190 et de 1210 à 1220. Tout d'abord, on peut noter que tous les hommes qui entraient dans l'Ordre pouvaient faire le don d'une partie de leurs biens au Temple. Ensuite, les dons pouvaient provenir de toutes les catégories sociales, du roi au laïc. Par exemple, le roi Henri II d'Angleterre céda au Temple la maison forte de Sainte-Vaubourg et son droit de passage sur la Seine au Val-de-la-Haye, en Normandie. Un autre exemple que l'on peut citer est le don fait en 1255 par le chanoine Étienne Collomb de la cathédrale Saint-Étienne d'Auxerre d'un cens perçu dans le bourg de Saint-Amatre.

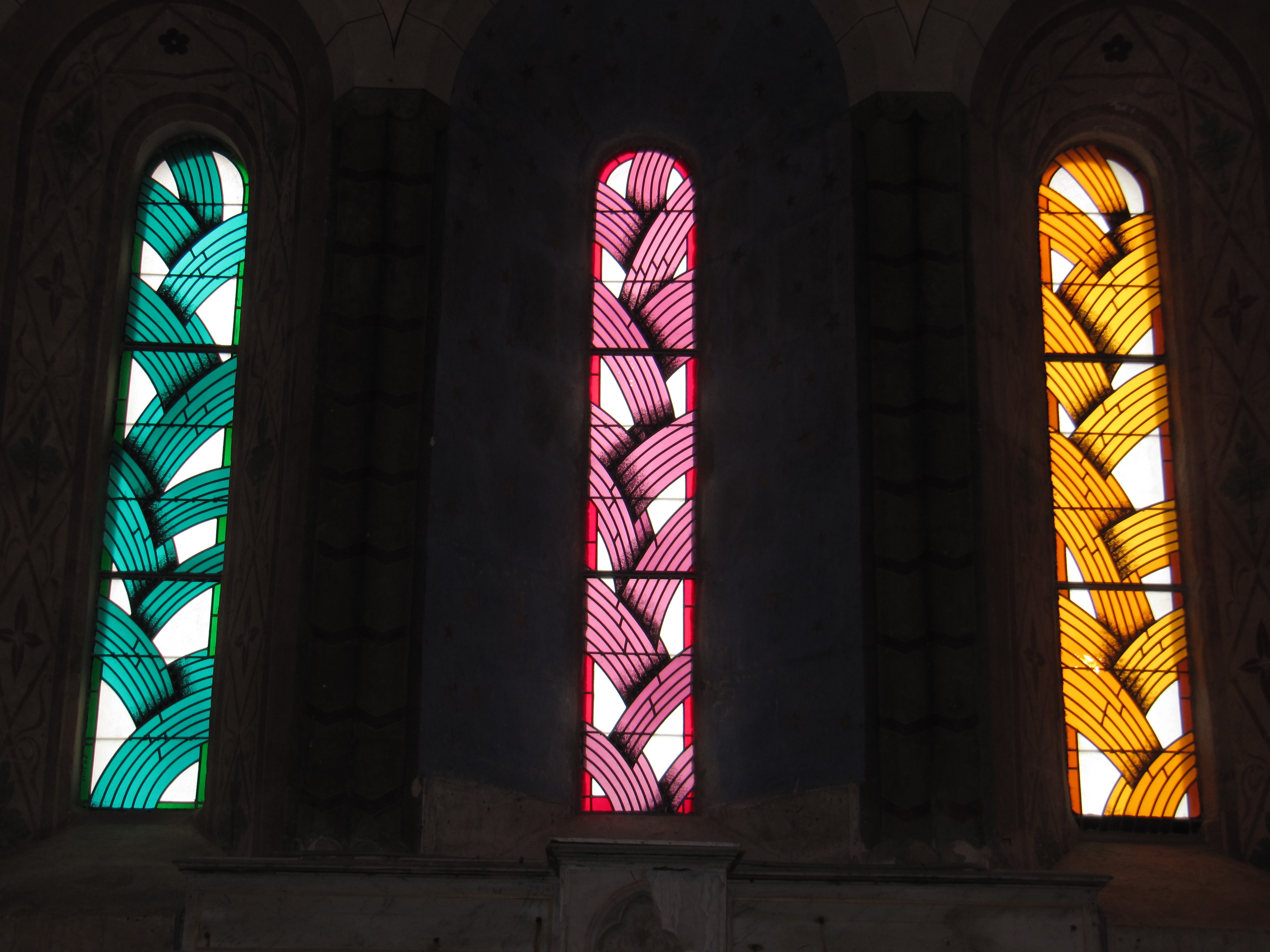
Les vitraux de l'église templière de Marcenais. Œuvre moderne de Carlo Roccella.

Même si les dons étaient en majorité composés de biens fonciers ou de revenus portant sur des terres, les dons de rentes ou revenus commerciaux n'étaient pas négligeables. Par exemple, Louis VII céda en 1143-1144 une rente de vingt-sept livres établies sur les étals des changeurs à Paris.
Les dons pouvaient être de trois natures différentes :
- donation pro anima : il pouvait s'agir d'une donation importante (qui était souvent à l'origine de la création d'une commanderie) ou alors d'un don foncier mineur ne portant que sur quelques parcelles. La motivation du donateur était d'invoquer le salut de son âme ou la rémission de ses péchés ;
- donation in extremis : ce type de donation était réalisé en majeure partie par des pèlerins agissant par précaution. Ils effectuaient ce don avant de partir en Terre sainte. Peu nombreuses, ces donations ont été vite remplacées par le legs testamentaire ;
- donation rémunérée : le donateur agissait dans le but de percevoir un contre-don. Il ne s'agissait pas exactement d'une vente mais plutôt d'un don rémunéré, assurant le donateur d'un avoir lui permettant de recevoir de quoi vivre. Le bénéficiaire (à cette occasion l'ordre du Temple) était également gagnant dans ce type de don, le contre-don étant d'une valeur inférieure. Le but de ce type de donation était de faciliter le processus de don, sachant que la cession de tout ou partie d'un bien foncier pouvait sérieusement entamer le revenu du donateur ou celui de ses héritiers. Il n'était pas rare d'ailleurs que certains conflits entre l'ordre et des héritiers survinssent en de pareils cas, le litige se réglant parfois par le biais de la justice.

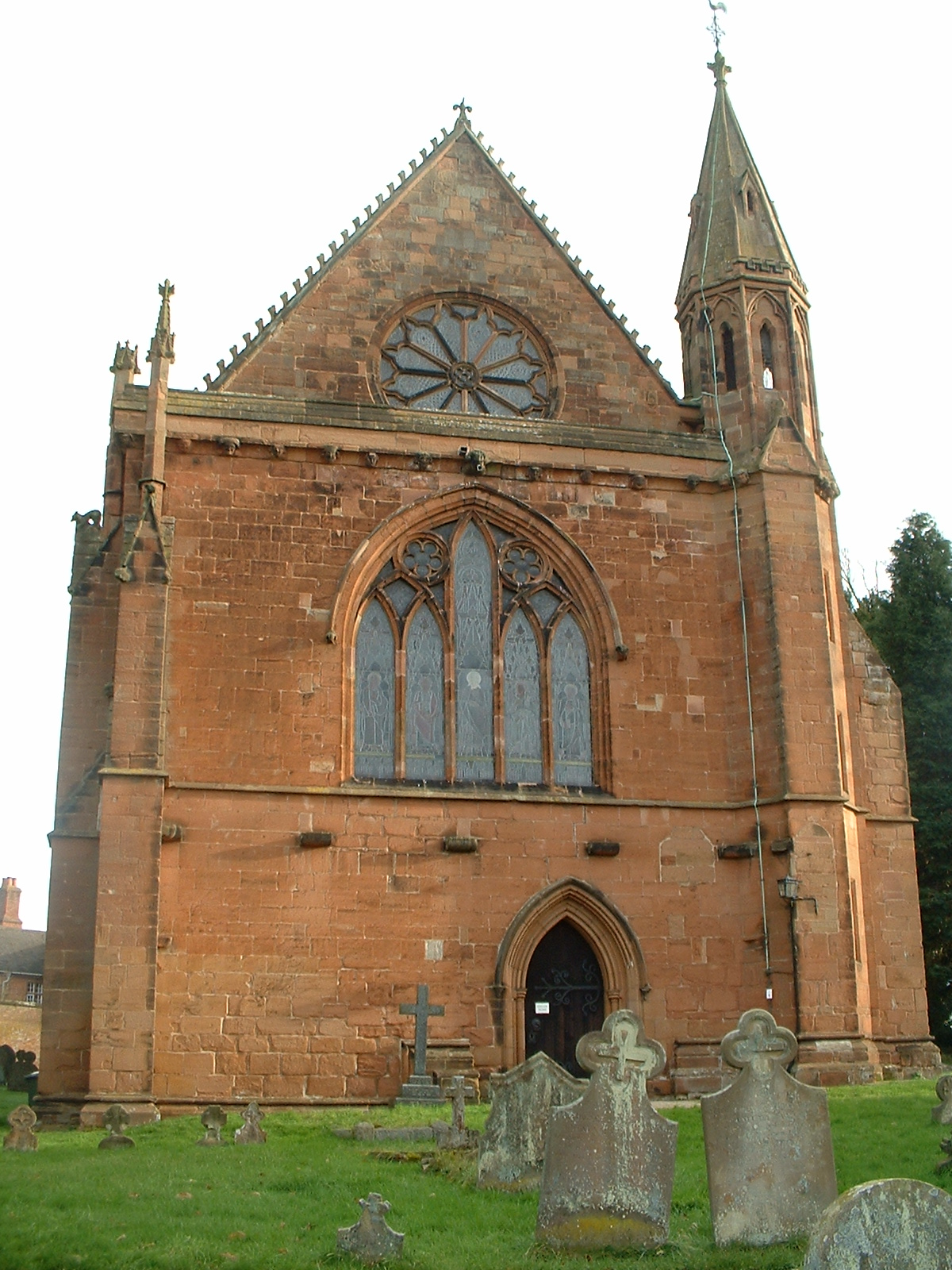
Vue de l'église de la commanderie de Balsall, West Midlands, Angleterre.

Après la réception de ces dons, il restait à l'ordre du Temple d'organiser et de rassembler le tout en un ensemble cohérent. Pour ce faire, les Templiers ont procédé à nombre d'échanges ou de ventes afin de structurer leurs commanderies et de rassembler les terres pour optimiser le revenu qui pouvait en être tiré. On peut prendre le processus de remembrement comme parallèle, tout au moins à propos du regroupement des terres autour ou dépendant d'une commanderie.
Par essence, on peut citer tous les pays de l'Occident chrétien du Moyen Âge comme terres d'établissement de l'ordre du Temple. Ainsi, il y eut des commanderies templières dans les pays actuels suivants : France, Angleterre, Espagne, Portugal, Écosse, Irlande, Pologne, Hongrie, Allemagne, Italie, Belgique, Pays-Bas. De même, il existait des commanderies en Orient.
Selon Georges Bordonove, on peut estimer le nombre de commanderies templières en France à 700 La qualité de ces vestiges est très diverse aujourd'hui. Très peu ont pu garder intégralement leurs bâtiments. Certaines commanderies ont été totalement détruites et n'existent plus qu'à l'état archéologique, ce qui est le cas par exemple de la commanderie de Payns dans le fief du fondateur de l'Ordre. En France, trois commanderies ouvertes au public présentent un ensemble complet : pour le nord, la commanderie de Coulommiers, en région centre se trouve la commanderie d'Arville et au sud la commanderie de La Couvertoirade.
Seuls les documents d'archives et en particulier les cartulaires de l'ordre du Temple permettent d'attester de l'origine templière d'un bâtiment.

## Chute de l'Ordre

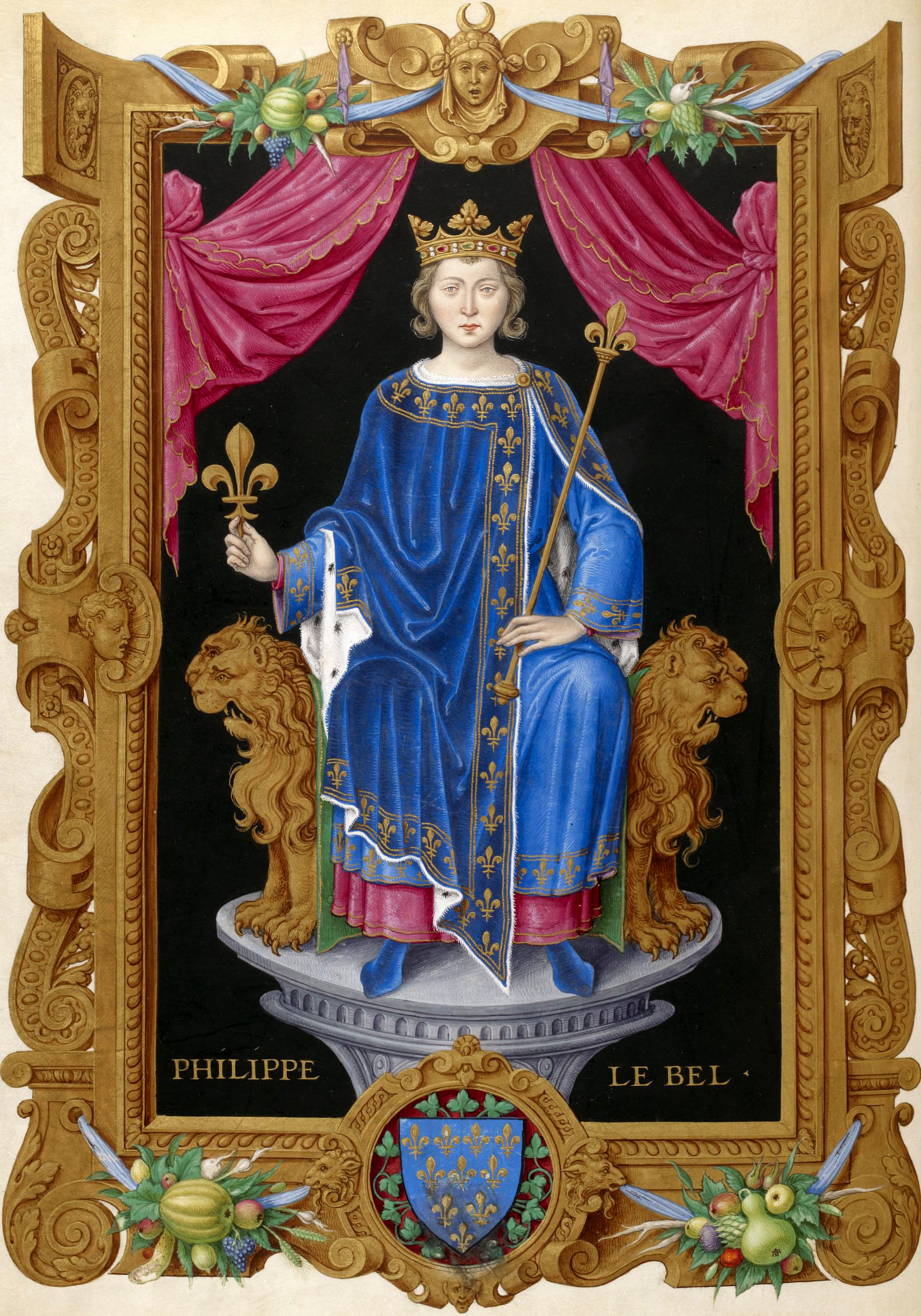
Philippe IV le Bel d'après le Recueil des rois de France de Jean du Tillet, vers 1550 (BnF).

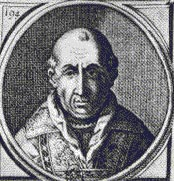
Portrait imaginaire de Clément V.

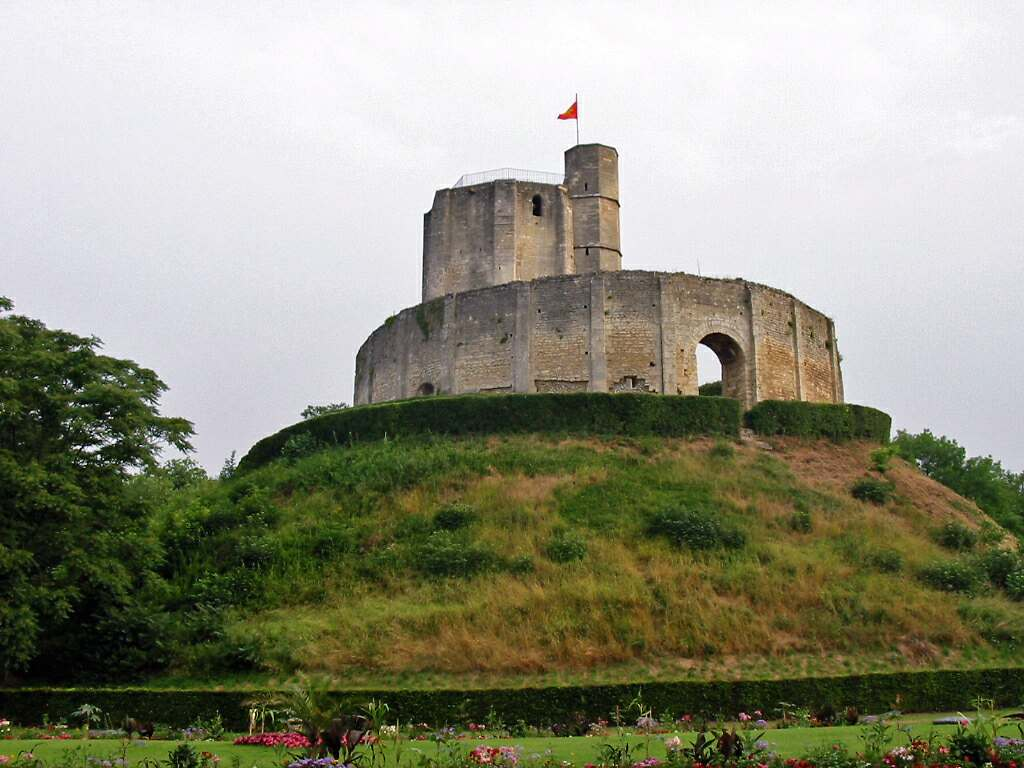
Le donjon du château de Gisors, où furent emprisonnés les dignitaires de l'ordre, dont Jacques de Molay.

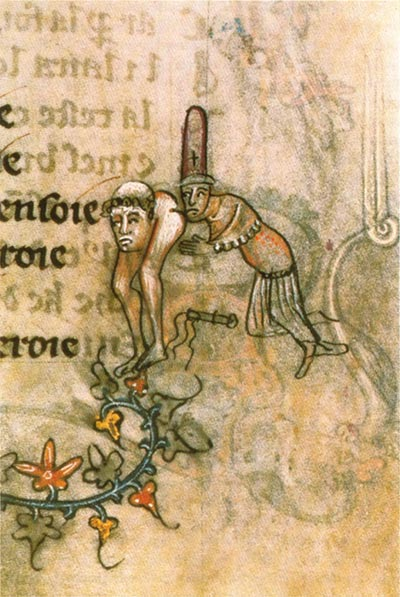
Templier embrassant un ecclésiastique, manuscrit de Jacques de Longuyon, vers 1350.

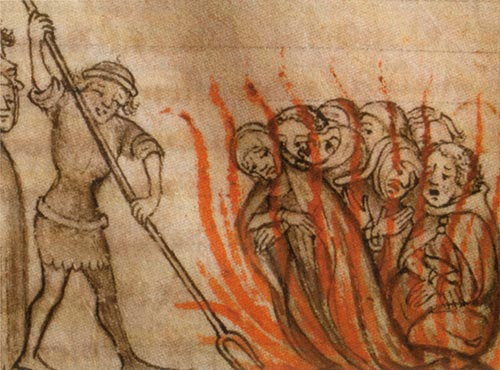
Frères templiers sur le bûcher, manuscrit anonyme, 1384.

La chute de l'ordre du Temple fait également l'objet d'une polémique. Cependant, les raisons pour lesquelles l'Ordre a été éliminé sont beaucoup plus complexes et celles exposées ci-dessous n'en représentent probablement qu'une partie.

### Raisons
Le 28 mai 1291, les croisés perdirent Saint-Jean-d'Acre à l'issue d'un siège sanglant. Les chrétiens furent alors obligés de quitter la Terre sainte et les ordres religieux tels que les Templiers ainsi que les Hospitaliers n'échappèrent pas à cet exode. La maîtrise de l'Ordre fut déplacée à Chypre. Or, une fois expulsé de Terre sainte, avec la quasi-impossibilité de la reconquérir, la question de l'utilité de l'ordre du Temple s'est posée car il avait été créé à l'origine pour défendre les pèlerins allant à Jérusalem sur le tombeau du Christ. Ayant perdu la Terre sainte et donc la raison même de leur existence, une partie de l'Ordre se pervertit.
Le peuple percevait d'ailleurs depuis plusieurs décennies les chevaliers comme des seigneurs orgueilleux et cupides menant une vie désordonnée (les expressions populaires « boire comme un Templier » ou « jurer comme un Templier » sont révélatrices à cet égard) : dès 1274 au deuxième concile de Lyon, ils durent produire un mémoire pour justifier leur existence.
Une querelle opposait également le roi de France Philippe IV le Bel au pape Boniface VIII, ce dernier ayant affirmé la supériorité du pouvoir pontifical sur le pouvoir temporel des rois, en publiant une bulle pontificale en 1302, Unam Sanctam. La réponse du roi de France arriva sous la forme d'une demande de concile aux fins de destituer le pape, lequel excommunia en retour Philippe le Bel et toute sa famille par la bulle Super Patri Solio. Boniface VIII mourut le 11 octobre 1303, peu après l'attentat d'Anagni. Son successeur, Benoît XI, eut un pontificat très bref puisqu'il mourut à son tour le 7 juillet 1304. Clément V fut élu pour lui succéder le 5 juin 1305.
Or, à la suite de la chute de Saint-Jean-d'Acre, les Templiers se retirèrent à Chypre puis revinrent en Occident occuper leurs commanderies. Les Templiers possédaient d'immenses richesses (certains vivant dans un luxe ostentatoire alors qu'ils avaient fait vœu de pauvreté), augmentées par les redevances (droits d'octroi, de péage, de douane, banalités, etc.) et les bénéfices issus du travail de leurs commanderies (bétail, agriculture…). Ils possédaient également une puissance militaire équivalente à quinze mille hommes dont mille cinq cents chevaliers entraînés au combat, force entièrement dévouée au pape : une telle force ne pouvait que se révéler gênante pour le pouvoir en place. Il faut ajouter que les légistes royaux, formés au droit romain, cherchaient à exalter la puissance de la souveraineté royale ; or la présence du Temple en tant que juridiction pontificale limitait grandement le pouvoir du roi sur son propre territoire.
L'attentat d'Anagni est un des reflets de cette lutte des légistes pour assurer un pouvoir aussi peu limité que possible au roi. La position des légistes, notamment Guillaume de Nogaret, en tant que conseillers du roi, a sûrement eu une influence sur Philippe le Bel.
Enfin, certains historiens prêtent une part de responsabilité dans la perte de l'Ordre à Jacques de Molay, maître du Temple élu en 1293 à Chypre après la perte de Saint-Jean-d'Acre. En effet, à la suite de cette défaite, un projet de croisade germa de nouveau dans l'esprit de certains rois chrétiens, mais aussi et surtout dans celui du pape Clément V. Le pape désirait également une fusion des deux ordres militaires les plus puissants de Terre sainte et le fit savoir dans une lettre qu'il envoya à Jacques de Molay en 1306. Le maître y répondit qu'il s'opposait à cette idée, craignant que l'ordre du Temple soit fondu dans celui des Hospitaliers, sans pour autant être catégorique. Cependant, les arguments qu'il avança pour étayer ses propres vues étaient bien minces. Enfin, Jacques de Molay manqua de diplomatie en refusant au roi d'être fait chevalier du Temple à titre honorifique.
Aujourd'hui, l’implication du pape dans l’arrestation des Templiers peut faire polémique. Certains historiens parlent de trois rencontres entre Philippe le Bel et Clément V, étalées de 1306 à 1308, au cours desquelles fut discuté le sort des Templiers.
Toutefois, ces historiens se fondent sur un chroniqueur italien du nom de Giovanni Villani, seule source contemporaine à indiquer une rencontre en 1305 entre le roi et le pape qui, selon ses dires, devait aborder la question de la suppression de l'Ordre. Certains autres historiens estiment que cette source est sujette à caution, car les Italiens avaient alors un fort ressentiment contre Clément V, pape français,,. Les mêmes historiens attestent d'une rencontre entre le roi de France et le pape au mois de mai 1307, quelques mois donc avant l'arrestation. Les légistes royaux invoqueront, un an après, cette rencontre en affirmant que le pape avait alors donné son autorisation au roi pour procéder à cette arrestation.
Par la bulle Faciens misericordiam, Clément V nomma en 1308 des commissions pontificales chargées d'enquêter sur l'Ordre, en marge de la procédure séculière engagée par le roi de France, Philippe IV le Bel.

### Arrestation des Templiers

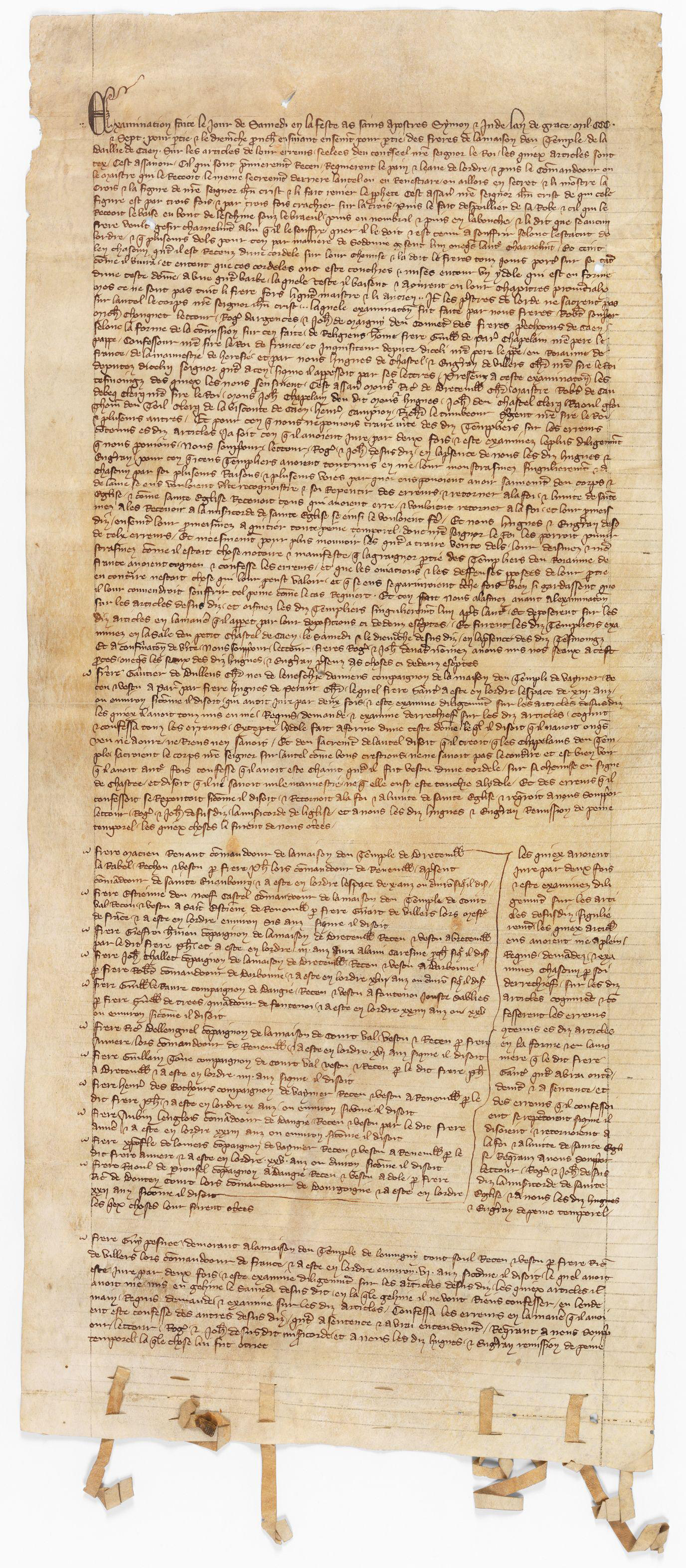
Procès-verbal d’interrogatoire de treize Templiers du bailliage de Caen par quatre dominicains du couvent de Caen commis par Guillaume de Paris, inquisiteur de France et deux commissaires royaux, Hugues du Châtel et Enguerrand de Villers, Archives nationales.

L'idée de détruire l'ordre du Temple était déjà présente dans l'esprit du roi Philippe IV le Bel, mais ce dernier manquait de preuves et d'aveux afin d'entamer une procédure. Ce fut chose faite grâce à un atout majeur déniché par Guillaume de Nogaret en la personne d'un ancien Templier renégat : Esquieu de Floyran (aussi dénommé « Sequin de Floyran », ou encore « Esquieu de Floyrac »). Selon la thèse officielle, Esquieu de Floyran (bourgeois de Béziers ou prieur de Montfaucon) était emprisonné pour meurtre et partageait sa cellule avec un Templier condamné à mort qui se confessa à lui, lui avouant le reniement du Christ, les pratiques obscènes des rites d'entrée dans l'Ordre et la sodomie.
Esquieu de Floyran n’ayant pas réussi à vendre ses rumeurs à Jacques II d'Aragon, y parvint en 1305 auprès du roi de France, Guillaume de Nogaret payant par la suite Esquieu de Floyran afin de diffuser au sein de la population les idées de « reniement du Christ et crachat sur la croix, relations charnelles entre frères, baisers obscènes exercés par les chevaliers du Temple ». Philippe le Bel écrivit au Pape pour lui faire part du contenu de ces aveux.
En même temps, Jacques de Molay, au courant de ces rumeurs, demanda l'ouverture d'une enquête pontificale. Le pape la lui accorda le 24 août 1307. Cependant, Philippe le Bel n'attendit pas les résultats de l'enquête, prépara l'arrestation à l’abbaye Notre-Dame-La-Royale, près de Pontoise, le jour de la fête de l’exaltation de la Sainte-Croix. Il dépêcha des messagers le 14 septembre 1307 à tous ses sénéchaux et baillis, leur donnant des directives afin de procéder à la saisie de tous les biens mobiliers et immobiliers des Templiers ainsi qu'à leur arrestation massive en France au cours d'une même journée, le vendredi 13 octobre 1307. Le but d'une action menée en quelques heures était de profiter du fait que les Templiers étaient disséminés sur tout le territoire et ainsi d'éviter que ces derniers, alarmés par l'arrestation de certains de leurs frères, ne se regroupassent et ne devinssent alors difficiles à arrêter.
Au matin du 13 octobre 1307, Guillaume de Nogaret, porteur d'une ordonnance royale qui commandait l'arrestation des Templiers, pénètre avec des hommes d'armes dans l'enceinte du Temple de Paris où résidait le maître de l'Ordre Jacques de Molay. À la vue de l'ordonnance royale, les 139 Templiers résidant à Paris se laissèrent emmener sans aucune résistance.
Un scénario identique se déroula au même moment dans toute la France. La plupart des Templiers présents dans les commanderies furent arrêtés. Ils n'opposèrent aucune résistance. Quelques-uns réussirent à s'échapper avant ou pendant les arrestations. Les prisonniers furent enfermés pour la plupart à Paris, Caen, Rouen et au château de Gisors. Tous leurs biens furent inventoriés et confiés à la garde du Trésor royal.

## Procès

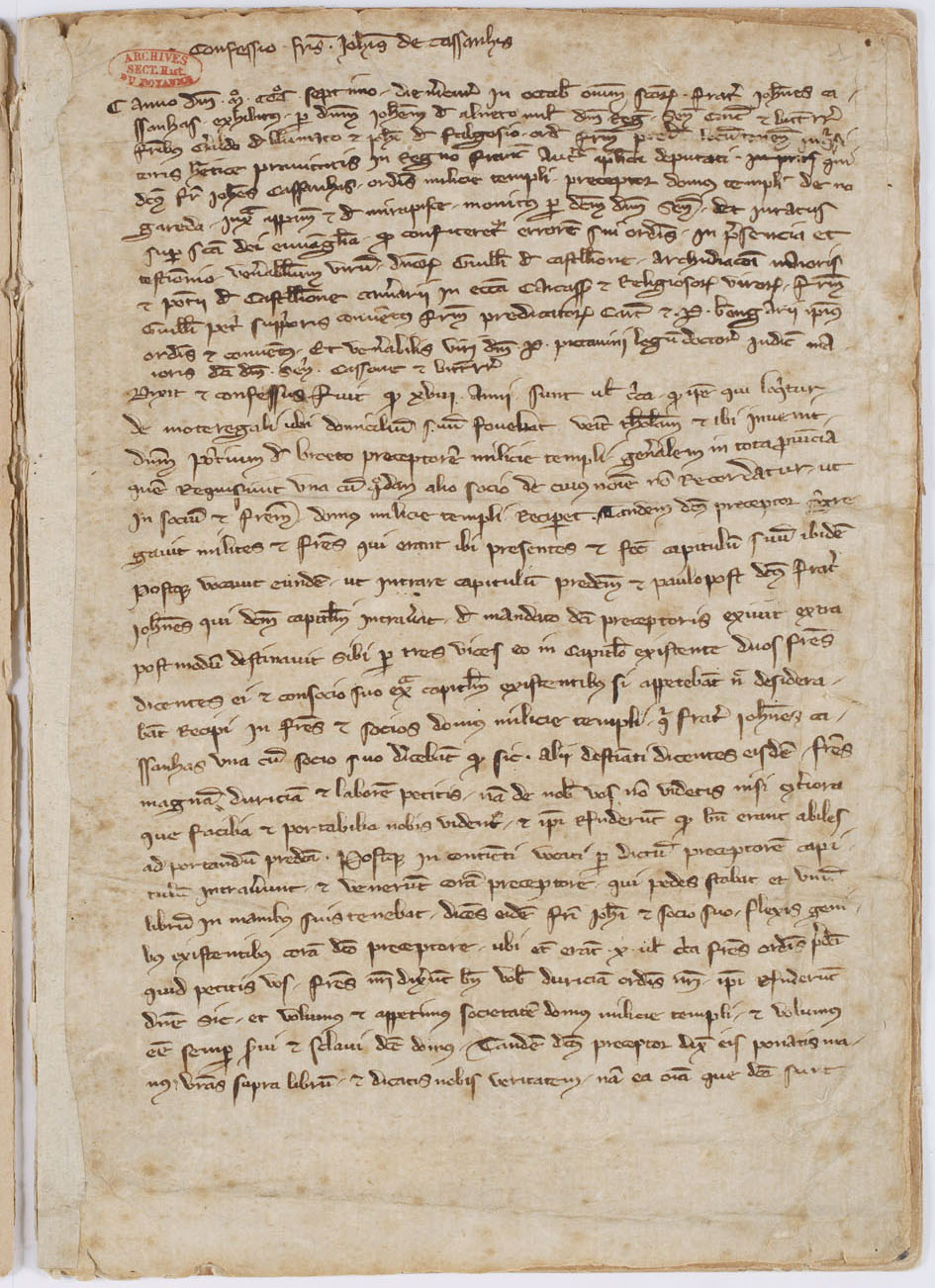
Interrogatoire des Templiers par les commissaires royaux et inquisiteurs de la foi, 13 novembre 1307. Archives nationales AE/II/311.

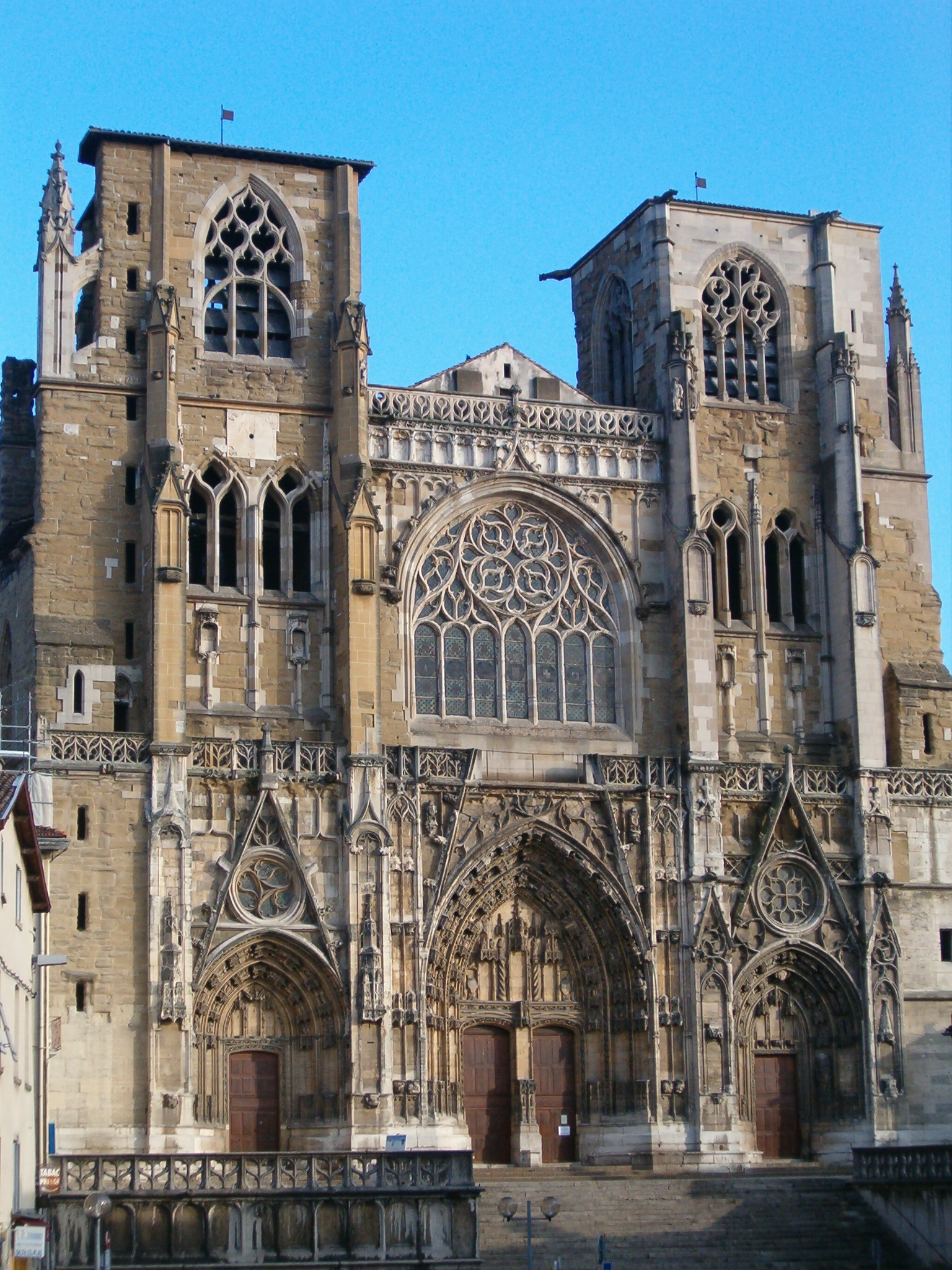
Cathédrale Saint-Maurice de Vienne.

Tous les Templiers du royaume de France avaient été arrêtés, Philippe IV le Bel enjoignit aux souverains européens (Espagne et Angleterre) de faire de même. Tous refusèrent par crainte du pape. Le roi de France n'en fut pas découragé et ouvrit donc le procès des Templiers.
Cependant, l'ordre du Temple, ordre religieux, ne relevait à ce titre de la justice laïque. Philippe le Bel demanda donc à son confesseur, Guillaume de Paris, aussi Grand Inquisiteur de France, de procéder aux interrogatoires des cent trente-huit Templiers arrêtés à Paris. Parmi ces chevaliers, trente-huit moururent sous la torture, mais le processus des « aveux » avait été enclenché, donnant lieu aux accusations d'hérésie et d'idolâtrie. Parmi les péchés confessés le plus souvent, l'Inquisition enregistra le reniement de la Sainte-Croix, le reniement du Christ, la sodomie, le « baiser immonde » et l'adoration d'une idole (appelée le Baphomet). Seuls trois templiers résistèrent à la torture et n'avouèrent aucun comportement obscène.
Afin de protéger l'ordre du Temple, le pape Clément V publia la bulle Pastoralis preeminentie qui ordonnait aux souverains européens d'arrêter les Templiers qui résidaient chez eux et de mettre leurs biens sous la gestion de l'Église. Le roi convoqua à Tours les états généraux de 1308 pour légaliser son coup de force :les représentants approuvèrent la condamnation de l'Ordre alors que le Pape avait fait interrompre la procédure royale enclenchée par Philippe le Bel. De plus, le pape demandait à entendre lui-même les Templiers à Poitiers. Mais, la plupart des dignitaires étant emprisonnés à Chinon, le roi Philippe le Bel prétexta que les prisonniers (soixante-douze en tout, triés par le roi lui-même) étaient trop faibles pour faire le voyage. Le pape délégua alors deux cardinaux pour aller entendre les témoins à Chinon. Le manuscrit ou parchemin de Chinon qui rend compte de cette entrevue indique que le pape Clément V a donné l'absolution aux dirigeants de l'Ordre à cette occasion.
La première commission pontificale se tint le 12 novembre 1309 à Paris. Elle avait pour but de juger l'ordre du Temple en tant que personne morale et non les personnes physiques. Pour ce faire, elle envoya dès le 8 août une circulaire à tous les évêchés afin de faire venir les Templiers arrêtés pour qu’ils comparussent devant la commission. Un seul frère dénonça les aveux faits sous la torture : Ponsard de Gisy, précepteur de la commanderie de Payns. Le 6 février 1310, quinze Templiers sur seize clamèrent leur innocence. Ils furent bientôt suivis par la plupart de leurs frères.
Le roi de France souhaita alors gagner du temps et fit nommer à l'archiépiscopat de Sens un archevêque qui lui était totalement dévoué, Philippe de Marigny, demi-frère d'Enguerrand de Marigny.
Celui-ci envoya au bûcher, le 12 mai 1310, cinquante-quatre templiers relaps, pour avoir renié leurs aveux faits sous la torture en 1307. Tous les interrogatoires furent terminés le 26 mai 1311.

### Concile de Vienne dans le Dauphiné de Viennois
Le concile de Vienne, qui se tint le 16 octobre 1311 au sein de la cathédrale Saint-Maurice de Vienne, avait trois objectifs : statuer sur le sort de l'Ordre, discuter de la réforme de l'Église et organiser une nouvelle croisade.
Cependant, lors du concile, quelques Templiers décidèrent de se présenter : ils étaient au nombre de sept et désiraient défendre l'Ordre. Le roi, voulant en finir avec l'ordre du Temple, partit en direction de Vienne avec des gens d'arme afin de faire pression sur Clément V. Il arriva sur place le 20 mars 1312. Le 22 mars 1312, le Pape fulmina la bulle Vox in excelso qui ordonnait l'abolition définitive de l'Ordre. Pour ce qui est du sort des Templiers et de leurs biens, le pape fulmina deux autres bulles :
- Ad providam le 2 mai 1312[137], concernait la dévolution des biens de l'ordre du Temple qui furent donnés aux Hospitaliers de l'ordre de Saint-Jean de Jérusalem (à l'exception de l'Espagne et du Portugal, où deux ordres naquirent des cendres de l'ordre du Temple, l'ordre de Montesa et l'ordre du Christ, et des sommes d'argent dans la tour du Temple, récupérées par Philippe le Bel)[138] ;
- Considerantes dudum le 6 mai 1312[139] quant à elle, déterminait le sort des hommes. Ceux ayant avoué ou ayant été déclarés innocents se verraient attribuer une rente et pourraient vivre dans une maison de l'Ordre alors que tous ceux ayant nié ou s'étant rétractés, subiraient un châtiment sévère (la peine de mort).

Toutefois, le sort des dignitaires de l'ordre du Temple restait entre les mains du pape.

### Sort des dignitaires

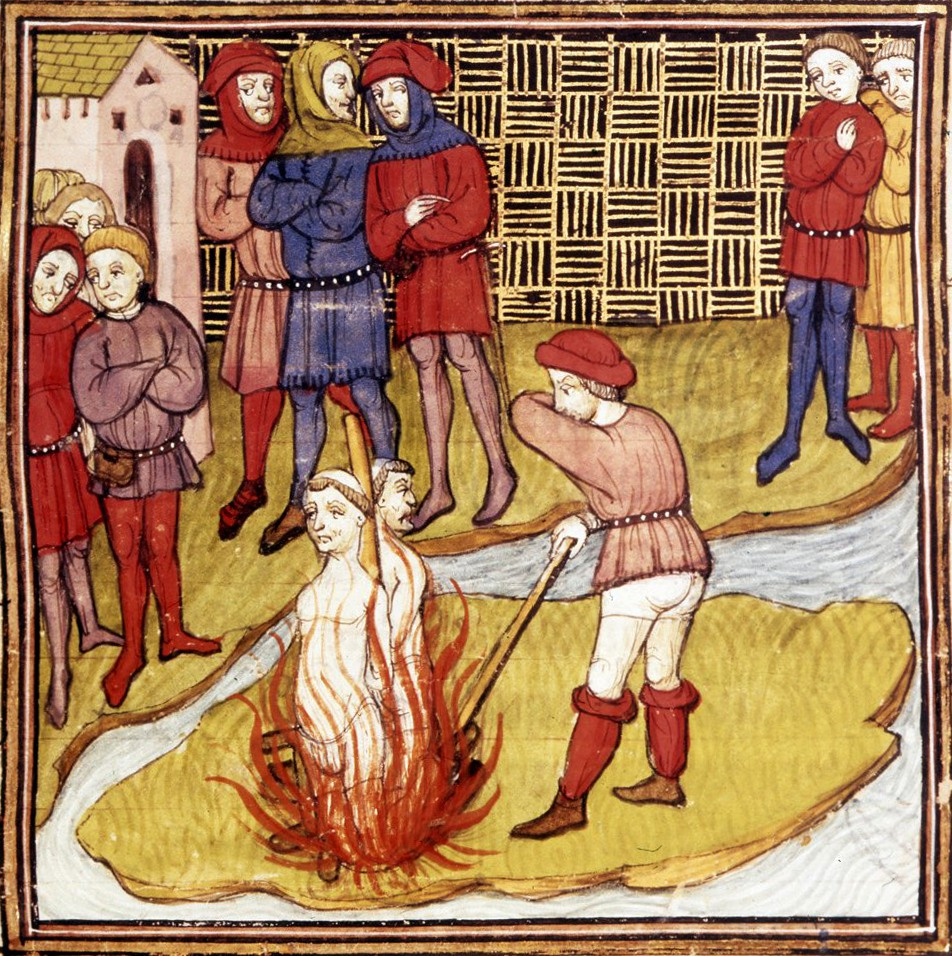
Jacques de Molay et Geoffroy de Charnay sur le bûcher, miniature du Maître de Virgile. Grandes Chroniques de France, vers 1380 BL, Royal MS 20 C vii, f.48r.

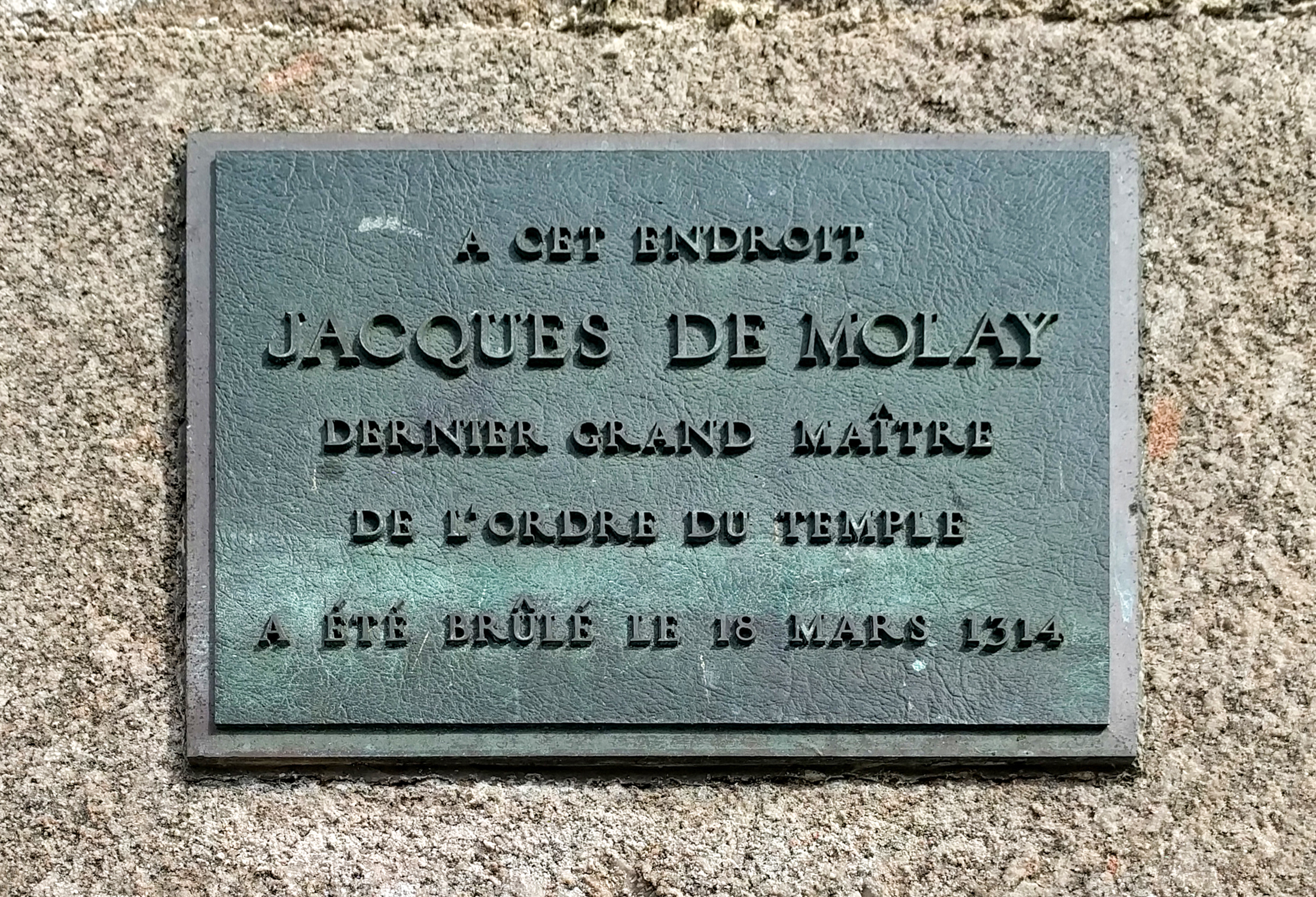
Plaque commémorative sur l'île de la Cité.

Une commission pontificale fut nommée le 22 décembre 1313. Elle était constituée de trois cardinaux et d'avoués du roi de France et devait statuer sur le sort des quatre dignitaires de l'Ordre. Devant cette commission, ils réitérèrent leurs aveux. Le 11 ou 18 mars 1314, les quatre templiers furent amenés sur le parvis de Notre-Dame de Paris afin que l'on leur lût la sentence. C'est là que Jacques de Molay, maître de l'ordre du Temple, Geoffroy de Charnay, précepteur de Normandie, Hugues de Pairaud, visiteur de France, et Geoffroy de Goneville, précepteur en Poitou — Aquitaine, apprirent leur condamnation à la prison à vie.
Toutefois, Jacques de Molay et Geoffroy de Charnay clamèrent leur innocence. Ayant menti aux juges de l'Inquisition, ils furent déclarés relaps et remis au bras séculier (en l'occurrence, la justice royale). Voici la description qu'en fit, dans sa Chronique latine, Guillaume de Nangis, un chroniqueur de l'époque : « Mais alors que les cardinaux pensaient avoir mis un terme à cette affaire, voilà que tout à coup et inopinément deux d'entre eux, le grand maître et le maître de Normandie, se défendirent opiniâtrement contre le cardinal qui avait prononcé le sermon et contre l'archevêque de Sens Philippe de Marigny, revenant sur leur confession et sur tout ce qu'ils avaient avoué ».
Le lendemain, Philippe le Bel convoqua son conseil et, faisant fi des cardinaux, condamna les deux Templiers au bûcher. Ils furent conduits sur l'île aux Juifs afin d'y être brûlés vifs. Geoffroi (ou Godefroi) de Paris, témoin oculaire de cette exécution, rapporta dans sa Chronique métrique (1312-1316), les paroles du maître de l'Ordre : « Je vois ici mon jugement où mourir me convient librement ; Dieu sait qui a tort, qui a péché. Il va bientôt arriver malheur à ceux qui nous ont condamné à tort : Dieu vengera notre mort. » Proclamant jusqu’à la fin son innocence et celle de l'Ordre, Jacques de Molay s'en référa donc à la justice divine et c'est devant le tribunal divin qu'il assignait ceux qui sur Terre l'avaient jugé. La malédiction légendaire de Jacques de Molay « Vous serez tous maudits jusqu'à la treizième génération » lancée par des ésotéristes et historiens par la suite inspira Les Rois maudits de Maurice Druon. Les deux condamnés demandèrent à tourner leurs visages vers la cathédrale Notre-Dame pour prier. C'est avec la plus grande dignité qu'ils moururent. Guillaume de Nangis ajouta : « On les vit si résolus à subir le supplice du feu, avec une telle volonté, qu'ils soulevèrent l'admiration chez tous ceux qui assistèrent à leur mort… ».
La décision royale avait été si rapide que l'on s'aperçut après coup que la petite île où l'on avait dressé le bûcher ne se trouvait pas sous la juridiction royale, mais sous celle des moines de Saint-Germain-des-Prés. Le roi dut donc confirmer par écrit que l'exécution ne portait nullement atteinte à leurs droits sur l'île.
Giovanni Villani, contemporain des Templiers, mais qui n'assista pas à la scène, ajouta dans sa Nova Cronica que « le roi de France et ses fils éprouvèrent grande honte de ce péché », et que « la nuit après que ledit Maître et son compagnon eurent été martyrisés, leurs cendres et leurs os furent recueillis comme des reliques sacrées par les frères et d'autres religieuses personnes, et emmenés en lieux consacrés ». Ce témoignage est toutefois sujet à suspicion, Villani étant un Florentin et ayant rédigé son ouvrage entre une et deux décennies après les faits.

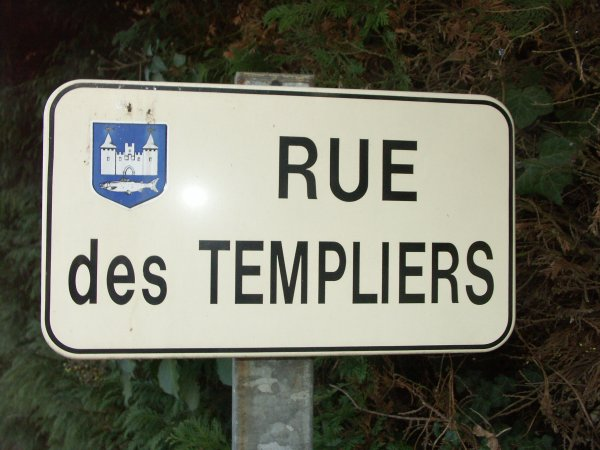
Souvenir des Templiers, à Kerjean en Bretagne.

### Absous par le pape
L'original du parchemin de Chinon a été retrouvé en 2002 par l'historienne Barbara Frale aux archives apostoliques du Vatican et publié en 2007 avec l'ensemble des documents relatifs au procès.
Il indique que le pape Clément V a finalement absous secrètement les dirigeants de l'Ordre. Leur condamnation et mise à mort sur le bûcher est donc bel et bien la responsabilité du roi Philippe le Bel et non celle du pape ni de l'Église contrairement à une fausse idée largement répandue. Les quatre dignitaires qui ont avoué ont tous été absous, mais seuls les deux qui ont ensuite renié leurs aveux ont été exécutés.

## Sort des frères
La dissolution de l'Ordre lors du concile de Vienne et ensuite la mort de Jacques de Molay marquèrent la fin officielle de l'ordre du Temple. Les biens templiers, en particulier les commanderies, furent reversés par la bulle papale Ad providam en majeure partie aux Hospitaliers de l'ordre de Saint-Jean de Jérusalem. Pour autant, tous les chevaliers, frères et servants templiers n'ont pas été exécutés, bon nombre d'entre eux sont retournés à la vie civile ou ont été accueillis par d’autres ordres religieux.

### Templiers en France
L'Ordre étant déclaré éteint en 1312, le pape Clément V ordonne de faire comparaître tous les Templiers des provinces, et de les faire juger par des conciles provinciaux. S'ils sont absous, on pourra leur donner une pension prise sur les biens de l'Ordre. En Catalogne par exemple, le mot de la fin est donné par l'archevêque de Tarragone, Guillem de Rocabertí, qui prononce, le 4 novembre 1312, l'innocence de tous les Templiers catalans. La commanderie du Mas Deu, devenue possession hospitalière, verse des pensions aux chevaliers, mais également aux non-nobles et aux frères servants.
En décembre 1318, le pape Jean XXII s'adresse aux évêques de France, pour les avertir que certains frères de l'ex-ordre du Temple « avaient repris les vêtements laïques », et leur demande de supprimer les pensions aux frères qui ne se soumettraient pas à cet avertissement.
Philippe le Bel voulant mettre la main sur certains des biens des Templiers, les Hospitaliers n'auront de cesse de faire respecter les décisions papales, et finiront par obtenir à peu près partout, là où était décidée la dévolution des biens des Templiers.

### Templiers du royaume d'Aragon
Dans le royaume d'Aragon, les Templiers se répartirent dans différents ordres, principalement dans l’ordre de Montesa, créé en 1317 par le roi d’Aragon Jacques II, à partir de la branche des Templiers reconnue innocente lors du procès de 1312 en France. Les biens du Temple y furent transférés en 1319, mais également dans l'ordre de Saint-Georges d'Alfama, créé dans la même période par fusion entre l’ordre de Calatrava et les Templiers de France réfugiés en Espagne.
Quant aux biens des Templiers, dans le royaume d'Aragon et le comté de Barcelone, ils iront à l’Hôpital lorsque les Templiers ne les avaient pas déjà vendus à des personnes de confiance, et dans le royaume de Valence, les biens templiers et ceux des Hospitaliers seront fusionnés dans le nouvel ordre de Montesa.

### Templiers du Portugal
Au Portugal, ils passèrent à l'ordre du Christ. Successeur « légitime du Temple », la Milice du Christ est fondée en 1319 par le roi Denis Ier et le pape Jean XXII. Les biens des Templiers ont été « réservés » à l'initiative du roi, pour la Couronne portugaise à partir de 1309, et transférés à l’ordre du Christ en 1323. On retrouve de nombreuses influences de l’ordre du Christ dès le début des « Grandes découvertes » portugaises, dont on verra la croix sur les voiles des navires de Vasco de Gama lors du passage du cap de Bonne-Espérance en 1498 (alors que les voiles des navires de Christophe Colomb lors de sa traversée de l'Atlantique en 1492, portent plus probablement la croix de l’ordre de Calatrava).

### Templiers d'Angleterre
En Angleterre, le roi Édouard II a tout d'abord refusé d’arrêter les Templiers et de saisir leurs biens. Il convoque son sénéchal de Guyenne et lui demande de rendre compte, à la suite de quoi, il rédige le 30 octobre, puis le 10 décembre 1307, des lettres au pape, ainsi qu'au roi du Portugal, de Castille, d'Aragon et de Naples. Il y défend les chevaliers du Temple, et les encourage à faire de même,. Le 14 décembre, il reçoit confirmation du Pape d'arrêter les Templiers. Il ordonne, le 8 janvier 1308, que l'on se saisisse de tous les membres de l'Ordre présents dans son pays, et qu'on les assigne à résidence, sans recourir à la torture.
Un tribunal est dressé en 1309, qui finit par absoudre en 1310 les Templiers repentis. Le transfert des biens des Templiers vers les Hospitaliers, ordonné par la bulle papale de Clément V en 1312, n’a de plus pas été exécuté avant 1324. C’est à cette date que l'église du Temple, siège des Templiers à Londres, fut transférée aux Hospitaliers, avant de revenir à la couronne d’Angleterre en 1540 lorsque le roi Henri VIII dissout l’ordre des Hospitaliers, confisqua leurs biens, et nomma le prêtre de l'église du Temple « the Master of the Temple ».

### Templiers d'Écosse
En Écosse, l'ordre de Clément V de confisquer tous les biens des Templiers, n'est pas totalement appliqué, en particulier depuis que Robert Ier d'Écosse a été excommunié, et n'obéit plus au pape. William de Lamberton, évêque de St Andrew, accorde en 1311 sa protection aux Templiers en Écosse. En 1312, ils sont même absous en Angleterre et en Écosse par Édouard II, et réconciliés dans l'Église. Puis en 1314, les Templiers auraient aidé Robert de Bruce à remporter la bataille de Bannockburn contre les Anglais mais leur présence au sein de cette bataille est hypothétique. Par contre, de nombreuses traces templières ont été laissées en Écosse bien après 1307, dans le cimetière de Kilmartin par exemple, dans la Rosslyn Chapel ou encore dans le village de Kilmory (en).

### Dans le monde germanique
En Europe centrale, les biens de l'Ordre furent confisqués puis redistribués pour certains aux Hospitaliers, et pour d'autres à l'ordre Teutonique. Mais peu d'arrestations eurent lieu dans cette province, et aucun Templier ne fut exécuté.
Les princes allemands, séculiers et ecclésiastiques, avaient pour grand nombre pris parti pour les Templiers. L'Ordre, se sentant soutenu par la noblesse et les princes, semble s'être peu préoccupé de cet appareil judiciaire : le synode de la province ecclésiastique de Mayence renvoya absous tous ceux de sa circonscription. Le synode de la province de Trêves fut réuni, et après une enquête, prononça également une sentence d'absolution. Enhardis par ces deux jugements, les Templiers essayèrent de se maintenir sur les bords du Rhin, dans le Luxembourg et le diocèse de Trêves, et probablement aussi dans le duché de Lorraine.
Restés sous la protection de leur famille et des seigneurs locaux, beaucoup de chevaliers se virent attribuer une rente à vie, et d'importantes indemnités durent même être versées par les Hospitaliers, en dédommagement des biens confisqués, à tel point qu'ils durent parfois revendre les biens qui venaient de leur être attribués.

## Légendes au sujet des Templiers
L'historien et archevêque Guillaume de Tyr rédige à partir de 1167 Historia rerum in partibus transmarinis gestarum, ouvrage dans lequel il se révèle d'abord favorable aux Templiers puis de plus en plus critique à leur égard à mesure qu'ils prennent de la puissance (privilèges pontificaux comme l'exemption de la dîme et de l'excommunication, droit de réaliser des quêtes dans les églises, comptes à rendre exclusivement au pape). Peu à peu, dit-il, les membres de l'Ordre deviennent arrogants et irrespectueux envers la hiérarchie ecclésiastique et séculière : Guillaume de Tyr est ainsi à l'origine des premières légendes sur les Templiers, tantôt apologétiques (légende des neuf chevaliers restés seuls pendant neuf ans), tantôt critiques, les accusant notamment à plusieurs reprises de trahir les chrétiens pour de l'argent.
La fin tragique des Templiers a contribué à générer des légendes à leur sujet. Parmi d'autres, leur quête supposée du Saint Graal, l'existence d'un trésor caché (comme celui envisagé à Rennes-le-Château par exemple), leur découverte éventuelle de documents cachés sous le Temple d'Hérode, certaines hypothèses de leurs liens avec les francs-maçons,. De plus, certains groupements ou sociétés secrètes (tels que la Rose-Croix) ou certaines sectes, telles que l'ordre du Temple solaire (et ses survivances, comme la Militia Templi ou l’Ordo Templi Orientis) se réclameront par la suite de l'Ordre, affirmant leur filiation en s'appuyant sur la survivance secrète de l'Ordre, sans parvenir pour autant à le prouver, ou en produisant même parfois de faux documents.

#### Contemporains des Templiers
- Guillaume de Nangis, Chronique latine de Guillaume de Nangis, de 1113 à 1300 avec les continuations de cette chronique de 1300 à 1368, vol. 1, Paris, Éditions H. Géraud, 1843.

#### Croisades
- Alain Demurger, Chevaliers du Christ, les ordres religieux-militaires au Moyen Âge, Paris, Éditions du Seuil, 2002, 407 p. (ISBN 2-02-049888-X).
- René Grousset, Histoire des croisades et du royaume franc de Jérusalem, Paris, Éditions Perrin, 2006 (1re éd. 1936, réimpr. 1999), 3 volumes. 
  - Tome I : 1095-1130 : L'anarchie musulmane
  - Tome II : 1131-1187 : L'équilibre
  - Tome III : 1188-1291 : L'anarchie franque
- Amin Maalouf, Les Croisades vues par les Arabes, J'ai lu, 1999 (1re éd. 1985), 315 p. (ISBN 2-290-11916-4, lire en ligne).
- Vinson Fisher, Du casus belli de 1078 à la première croisade, (période du 27 novembre 1095 à fin 1099)  (ISBN 9798329755596). 4 juillet 2024.

#### Généralistes
- Georges Bordonove, La vie quotidienne des Templiers au XIIIe siècle, Hachette, 2008 (réimpr. 1978, 83, 88, 90, 92), 7e éd. (1re éd. 1975), 246 p. (ISBN 978-2-0127-9483-2).
- Georges Bordonove, Les Templiers, Marabout Université, 1977 (réimpr. 1987, 1997) (ISBN 2-501-00296-2).
- Jean-Paul Bourre, Dictionnaire templier, Dervy, 1995.
- Simonetta Cerrini (préf. Alain Demurger), La Révolution des Templiers, Une histoire perdue du XIIe siècle, Paris, Éditions Perrin, avril 2007, 317 p. (ISBN 978-2-262-01923-5).
- Laurent Dailliez (trad. du latin), Règles et Statuts de l'ordre du Temple, Paris, Dervy, 1998, 399 p. (ISBN 2-85076-733-6).
- Laurent Dailliez, Les Templiers, Paris, Éditions Perrin, novembre 2003, 404 p. (ISBN 2-262-02006-X).
- Alain Demurger, Vie et Mort de l'ordre du Temple, 1118-1314, Éditions du Seuil, mars 1999, 448 p. (ISBN 2-02-020815-6).
- Alain Demurger, Jacques de Molay : Le crépuscule des Templiers, Paris, Payot et Rivages, coll. « Biographie Payot », 2002, 390 p. (ISBN 2-228-89628-4).
- Alain Demurger, Les Templiers, une chevalerie chrétienne au Moyen Âge, Paris, Seuil, coll. « Points Histoire », 2008 (1re éd. 2005), 664 p., poche (ISBN 978-2-7578-1122-1).
- Alain Demurger, La persécution des Templiers : Journal (1307-1314), Éditions Payot, coll. « Bibliothèque historique Payot », 7 octobre 2015, 400 p., Grand format (ISBN 978-2-2289-1407-9, présentation en ligne).
- Alain Demurger, Le Peuple templier, 1307-1312. Catalogue prosopographique des templiers présents ou (et) cités dans les procès-verbaux des interrogatoires faits dans le royaume de France entre 1307 et 1312, CNRS Éditions, 2020.
- Patrick Huchet, Les Templiers, de la gloire à la tragédie, Ouest-France, mai 2010, 126 p. (ISBN 978-2-7373-5033-7).
- Marion Melville, La vie des Templiers, Gallimard, coll. « La Suite des temps », 1974 (1re éd. 1951), 339 p., broché (ISBN 978-2-0702-4377-8, présentation en ligne).
- Régine Pernoud, Les Templiers, Paris, Presses universitaires de France, coll. « Que Sais-Je ? », 1974 (réimpr. 2006), 126 p. (ISBN 2-13-055641-8).
- Régine Pernoud, Les Templiers, chevaliers du Christ, Paris, Éditions Gallimard, coll. « Découvertes Gallimard / Histoire » (no 260), septembre 1995, 128 p. (ISBN 2-07-053286-0).
- Jeanine Redon, Templiers et Hospitaliers en Languedoc et en Roussillon, itinéraires insolites.
- Nicole Bériou (dir. et rédacteur), Philippe Josserand (dir.) et al. (préf. Anthony Luttrel & Alain Demurger), Prier et combattre : Dictionnaire européen des ordres militaires au Moyen Âge, Fayard, 2009, 1029 p. (ISBN 978-2-2136-2720-5, présentation en ligne).
- (en + fr) collectif avec Alain Demurger, Patrick Demouy, Arnaud Baudin, Thierry Leroy, Ghislain Brunel, Alain Provost, Pierre-Vincent Claverie, Michel Miguet, Philippe Josserand, Simonetta Cerrini, Malcolm Barber…, Templiers : de Jérusalem aux commanderies de Champagne, Paris, Somogy-Éditions d'Art, juin 2012, 327 p. (ISBN 978-2-7572-0529-7).
- Philippe Josserand, Luís Filipe Oliveira et Damien Carraz, Élites et ordres militaires au Moyen Âge : Rencontre autour d'Alain Demurger, Madrid, Casa de Velázquez, coll. « ollection de la Casa de Velázquez », 2015, 465 p. (ISBN 9788415636885).
- Yannick Boutot, Le pape Clément V en son château bordelais, Gunten, 2018, 110 p.  (ISBN 9782366821659).
- Thierry do Espirito, Les Templiers pour les nuls, First, 2018, 326 p.  (ISBN 2412037574).
- Philippe Liénard, Les Templiers. (Trilogie, Le 2e volume parait en janvier 2021). Éditions Champs -Élysées - Deauville (ECE-D), Paris - Bruxelles.
- Vinson Fisher, L'Ordre du Temple, La Croix et l'Epée,  (ISBN 9798851453694), Independently published - Poland Sp.z.o.o Wroclaw - 29 juillet 2023.

#### Patrimoine des Templiers
- Valérie Alaniece et François Gilet, Les Templiers et leurs Commanderies, l'exemple d'Avalleur en Champagne, Langres, Dominique Gueniot, 1995, 276 p. (ISBN 2-87825-117-2).
- Arnaud Baudin (dir.), Ghislain Brunel (dir.), Nicolas Dohrmann (dir.) et al. (préf. Philippe Adnot & Agnès Magnien), L'économie templière en Occident : patrimoines, commerce, finances, Éditions Dominique Guéniot, 2013, 543 p. (ISBN 978-2-8782-5520-1, présentation en ligne).
- Laurent Dailliez, Guide de la France templière, Paris, Table d'Émeraude, janvier 1990, 190 p. (ISBN 2-903965-23-4).
- Edmond Rossi, Les Templiers dans les Alpes-Maritimes et en Provence orientale, Campanile, 2015   (ISBN 978-2912366962)
- (en) Comité des travaux historiques et scientifiques, La Commanderie, Institution des ordres militaires dans l'occident médiéval, Paris, Éditions du comité des Travaux historiques et scientifiques, coll. « Arc Mem », février 2002, 360 p. (ISBN 2-7355-0485-9).
- (en) Karl Borchardt, « The templars in central Europe », dans Zsolt Hunyadi, József Laszlovszky, The Crusades and the Military Orders : Expanding the Frontiers of Medieval Latin Christianity, Central European university press, 2001, 606 p. (ISBN 978-9-6392-4142-8, lire en ligne), p. 233-244.
- (en) Elena Bellomo, The Templar order in north-west Italy (1142-c.1330), Leiden /Boston, Éditions Brill, 2008, 464 p. (ISBN 978-90-04-16364-5, lire en ligne).

#### Procès des Templiers
- Malcolm Barber (trad. de l'anglais), Le Procès des Templiers, Rennes, Presses universitaires de Rennes, 2002, 307 p. (ISBN 2-86847-679-1). 
  - Version originale en anglais : (en) Malcolm Barber, The Trial of the Templars, Cambridge University Press, 1993 (1re éd. 1989) lire sur Google Livres.
- Georges Bordonove, La Tragédie des Templiers, Paris, Pygmalion, coll. « Les Grandes heures de l'Histoire de France », novembre 1997, 416 p. (ISBN 2-85704-403-8).
- Simonetta Cerrini, Le dernier jugement des Templiers, Flammarion, 2018.
- Alain Demurger, Le Peuple templier, 1307-1312. Catalogue prosopographique des templiers présents ou (et) cités dans les procès-verbaux des interrogatoires faits dans le royaume de France entre 1307 et 1312, CNRS Éditions, 2020.
- (la) Jules Michelet (préf. Jean Favier), Le procès des Templiers, Paris, Éditions du C.T.H.S, 1987 (1re éd. 1841-51), (2 vol.) XVI+681 / VI+540 (ISBN 978-2-7355-0152-6, présentation en ligne) (version originale en latin).
- (fr + la) Magdalena Satora, Processus contra Templarios in Francia. Procès-verbaux de la procédure menée à Paris (1309-1311), Brill, 2020, 1342 p. (ISBN 978-9-0044-1257-6, présentation en ligne)

- Julien Théry, « Procès des Templiers », dans Nicole Bériou (dir. et rédacteur), Philippe Josserand (dir.) et al. (préf. Anthony Luttrel & Alain Demurger), Prier et combattre : Dictionnaire européen des ordres militaires au Moyen Âge, Fayard, 2009, 1029 p. (ISBN 978-2-2136-2720-5, présentation en ligne, lire en ligne).
- Julien Théry, « Une hérésie d’État. Philippe le Bel, le procès des « perfides Templiers » et la pontificalisation de la royauté française », dans Les Templiers dans l’Aube, Troyes, La Vie en Champagne, 2013, p. 175-214 [lire en ligne].
- Julien Théry, « 'Nous ne craignons pas de mourir'. La chute des Templiers », dans Les trente nuits qui ont fait l'histoire, Belin, 2014, p. 105-115  (ISBN 9782701190105).
- Julien Théry, « Pourquoi le roi de France Philippe le Bel a-t-il attaqué l’ordre du Temple ? Une Nouvelle Alliance », dans Gli ordini di Terrasanta. Questioni aperte, nuove acquisizioni (XII-XVI secolo), dir. A. Baudin, S. Merli, M. Santanicchia, Pérouse : Fabrizio Fabbri Editore, 2021, p. 215-239, en ligne

#### Autre
- Michel Lamy, Les Templiers, ces grands seigneurs aux blancs manteaux : leurs mœurs, leurs rites, leurs secrets, Bordeaux, Éditions Aubéron, décembre 1995, 330 p. (ISBN 2-908650-25-8).
- Jacques Le Goff, Marchands et banquiers du Moyen Âge, Presses universitaires de France, 1980, 128 p. (ISBN 2-13-036467-5).
- (it) Simonetta Cerrini, L'apocalisse dei Templari : Missione e destino dell'Ordine religioso e cavalleresco più misterioso del Medioevo, Milan, Mondadori, septembre 2012, 192 p. (ISBN 978-88-04-62241-3, présentation en ligne).
- Michel Balard (dir.) et al., Les Ordres militaires et la mer, La Rochelle, Éditions du cths, coll. « Actes des congrès nationaux des sociétés historiques et scientifiques (édition électronique) », 2005 (lire en ligne), « La marine du Temple dans l'Orient des croisades (auteur chapitre : Pierre-Vincent Claverie) ».
- (it) Mario Dal Bello, Gli Ultimi Giorni dei Templari, Città Nuova, 2013, 152 p. (ISBN 978-88-311-6451-1, présentation en ligne) (Les Derniers Jours de l'ordre du Temple, d'après des documents issus des archives apostoliques du Vatican).

### Dans la culture
Cinéma
- Benjamin Gates et le Trésor des Templiers réalisé par Jon Turteltaub, sorti en 2004 avec Nicolas Cage.
- Kingdom of Heaven réalisé par Ridley Scott, sorti en 2005.
- Le Dernier des Templiers ou  La Sorcière noire au Québec (titre original : Season of the Witch) film américain réalisé par Dominic Sena sorti en 2011.
- Le Sang des Templiers ou Assiégés (Ironclad) film américano-anglo-germanique réalisé par Jonathan English, sorti en 2011. Il a pour suite Le Sang des Templiers 2 : La Rivière de sang.

Télévision
- Knightfall, série diffusée sur la chaine de télévision américaine History entre 2017 et 2019.

Musique
- La Complainte des Templiers (date inconnue)
- Templars, un single du groupe de métal suédois Sabaton sorti en 2025.

### Autres sources
Récit
- Xavier Hélary, « Dans le secret des Templiers, sur les traces des chevaliers du Christ », sur Le Figaro, 29 janvier 2020 (consulté le 31 janvier 2020).

Documentaires et entretiens audiovisuels
- La Caméra explore le temps – Les Templiers de Steffio Lorenzi et Alain Decaux. Source INA. [présentation en ligne].
  - Les Templiers. Émission de Radiofrance, octobre 2007 avec Patrick Huchet, octobre 2007. [présentation en ligne].
- Les Templiers. Émission La Marche de l'Histoire avec Alain Demurger, France Inter, le 29 août 2012. Les Templiers / France Inter.
- La véritable histoire des Templiers, documenaire en trois parties réaliser par Guilain Depardieu, 2018.
- « Les templiers, de la Croisade au procès d'État », entretien des historiens Alain Demurger et Simonetta Cerrini avec Julien Théry dans La grande H., l'émission d'histoire du Média, 6 novembre 2019.
- « Jacques de Molay et les templiers : du Moyen Âge à la fachosphère », entretien de Julien Théry avec l'historien Philippe Josserand sur Le Média, janvier 2020.